# Elecciones generales de Uruguay de 2024
Las elecciones presidenciales y parlamentarias de Uruguay de 2024 se llevaron a cabo el domingo 27 de octubre de 2024, votándose al Parlamento uruguayo, al presidente de la República Oriental del Uruguay y dos plebiscitos constitucionales. Ese día fueron elegidos los 30 senadores y los 99 diputados de la L Legislatura de Uruguay. Sin embargo, ningún partido político alcanzó la mayoría absoluta de votos emitidos —el 50% + 1 de los votos—, por lo que el presidente y vicepresidente de la República fueron definidos en una segunda vuelta entre los dos candidatos más votados, Los dos candidatos más votados respectivamente fueron: Yamandú Orsi por el Frente Amplio, en fórmula con Carolina Cosse; y Álvaro Delgado por el Partido Nacional, en fórmula con Valeria Ripoll. Esta segunda instancia electoral se celebró el domingo 24 de noviembre, siendo la fórmula ganadora la frenteamplista compuesta por Yamandú Orsi y Carolina Cosse.
El presidente en ejercicio, Luis Lacalle Pou, del Partido Nacional, no pudo presentarse a la reelección de manera inmediata; tal y como lo establece el artículo 152 de la Constitución de la República Oriental del Uruguay. Sin embargo, Lacalle tuvo permitido e integró en primer lugar múltiples listas del Partido Nacional al Senado. Asimismo, la vicepresidenta de la República, Beatriz Argimón, también fue candidata al Senado.
Respecto a la distribución de bancas, de los once partidos políticos que se presentaron, solo seis obtuvieron representación parlamentaria. El Frente Amplio obtuvo dieciséis de treinta senadores, por lo que consiguió mayoría absoluta en la Cámara Alta. Pero ni el Frente Amplio, ni la suma de los partidos de la coalición de gobierno, consiguieron mayoría en la Cámara de Representantes —diputados—. La ausencia de mayorías implica, según analizaron distintos politólogos, una dinámica de gobernabilidad distinta a la de administraciones anteriores, con negociaciones entre los dos bloques.
Además del Parlamento y el presidente, como lo estipula el artículo 331 de la Constitución, que regula el procedimiento para reformar el texto constitucional, los plebiscitos —consultas populares para decidir sobre reformas constitucionales— aprobados por la Corte Electoral fueron sometidos a la voluntad popular en la instancia del 27 de octubre. En estos comicios, se desarrollaron dos plebiscitos: el plebiscito para la aprobación de los allanamientos nocturnos que modificaba el artículo 11 —con una papeleta de color amarillo—, y el plebiscito propuesto por la central sindical PIT-CNT que modificaba el artículo 67 alterando múltiples aspectos de la seguridad previsional —con una papeleta blanca—. Ninguno de los dos plebiscitos alcanzó la mayoría absoluta de votos, por lo que ninguno fue aprobado.

## Características
En el año 1925 se sancionó la ley N.º 7.812 o «Ley de Elecciones», que estableció por primera vez las bases de las elecciones democráticas en Uruguay. Desde su sanción, el régimen electoral ha sufrido múltiples modificaciones a lo largo de las décadas. La reforma constitucional de 1997 introdujo una radical reforma del sistema electoral previsto por la vigente Constitución de Uruguay de 1967. Esta reforma modificó la histórica ley de lemas, redujo las candidaturas por partido a una sola, separó las elecciones nacionales de las departamentales, e introdujo un sistema de elecciones internas, abiertas, voluntarias y simultáneas para la presidencia, y los órganos deliberativos de cada partido político.
El voto en Uruguay es obligatorio, secreto y universal, tal y como está establecido en el artículo 77 de la Constitución; además de que la inscripción cívica es obligatoria. Quien no pudiese votar sin causa fundada incurrirá en una multa o se verá sancionado con la imposibilidad de realizar varios trámites públicos, entre otros elementos. Asimismo, la Constitución dicta que el voto no es solamente un derecho del ciudadano sino que es, sobre todo, un deber como ciudadano, además de una obligación.
Como causas fundadas para no votar, la ley admite las siguientes: padecer enfermedad, invalidez o imposibilidad física que impidan, el día de la elección, concurrir a votar por razones de fuerza mayor; o hallarse comprendido en una de las causales de suspensión de la ciudadanía establecidas en el artículo 80 de la Constitución. Estas causas deben ser acreditadas dentro de los 30 días siguientes al acto eleccionario, ante la Corte Electoral Electoral.
El día de las elecciones sucede el último domingo del mes de octubre, siendo en este caso celebradas el domingo 27 de octubre. Allí se votó al Parlamento uruguayo —compuesto por 99 diputados y 30 senadores—, al presidente de la República y a su vicepresidente y cualquier plebiscito o referéndum presentado a tiempo y confirmado por la Corte Electoral. Los partidos políticos que se presentaron en esta instancia superaron al menos la franja mínima de 500 votos en las elecciones internas y cumplieron todos los requisitos previos antes del día de la elección. La jornada electoral inició a las 8 de la mañana y culmina a las 19.30 h.
En caso de que ningún candidato a presidente obtenga el 50% + 1 de los votos, como ocurrió en estos comicios, debe de darse una segunda vuelta electoral entre los dos más votados el último domingo de noviembre. Solamente hay un debate obligatorio establecido para los candidatos que lleguen al balotaje. Todo de acuerdo a la ley 19.827, promulgada el 18 de setiembre de 2019, que también establece que el debate debe ser transmitido en vivo y en horario central por cadena nacional de radio y televisión, y no podrá exceder las dos horas de duración.

## Desarrollo de la campaña

### Antecedentes y comienzo
Según una encuesta publicada el 1 de febrero de 2024 por la consultora uruguaya Equipos Consultores, los principales problemas del país para los uruguayos eran: la inseguridad, el desempleo y la economía. Las referencias a la inseguridad eran más altas en Montevideo, y en los estratos socioeconómicos más altos. En el interior del país y en los sectores medio bajos y bajos, eran más relevantes las menciones al desempleo. Desde la campaña de las elecciones internas, distintos sectores exportadores demostraron preocupación ante el atraso cambiario, como la Federación Rural, la Asociación Rural y la Unión de Exportadores del Uruguay —UEU—.
En las elecciones internas llevadas a cabo el domingo 30 de junio de 2024 solo cuatro partidos políticos presentaron competencia interna: el Frente Amplio, el Partido Nacional, el Partido Colorado y el Partido Verde Animalista —este último no terminó participando de las elecciones generales—. En el Frente Amplio se impuso el exintendente de Canelones, Yamandú Orsi; quien eligió a su rival en la interna, la intendenta de Montevideo, Carolina Cosse, como compañera de fórmula. En el Partido Colorado, el partido con la mayor cantidad de precandidatos —seis—, se impuso el abogado penalista Andrés Ojeda, quien eligió al día siguiente como compañero de fórmula a Robert Silva, quien fue el segundo precandidato colorado más votado. En el Partido Nacional se impuso por amplia diferencia el precandidato del sector político del presidente Luis Lacalle Pou, Álvaro Delgado, quien fuera secretario de presidencia de Lacalle. En la noche de ese domingo, Álvaro Delgado anunció como compañera de fórmula a Valeria Ripoll, exdirigente de la Asociación de Empleados y Obreros Municipales; distintos dirigentes blancos demostraron malestar por la fórmula. Algunos dirigentes, como Francisco Faig, el coordinador de programa de Laura Raffo, segunda precandidata nacionalista más votada, sembró dudas sobre si la Convención Nacional del Partido Nacional aprobaría dicha fórmula.

### Julio
El plebiscito de la seguridad social, propuesto por la central sindical PIT-CNT, fue confirmado por la Corte Electoral el día miércoles 3 de julio, previsto a votarse simultáneamente con las elecciones generales en octubre. A raíz de esto, y a partir de una propuesta del candidato del Partido Independiente, Pablo Mieres, los cuatro candidatos de los partidos miembros de la coalición de gobierno —Álvaro Delgado, Andrés Ojeda, Guido Manini Ríos y Pablo Mieres— firmaron un documento interpartidario manifestándose en contra del plebiscito; el candidato frenteamplista Yamandú Orsi fue invitado, pero rechazó tomar parte.
El jueves 4 de julio, la exfiscal Gabriela Fossati, quien apoyó la precandidatura de Laura Raffo, anunció a través de redes sociales que renunciaba al Partido Nacional. Al día siguiente, anunció que se incorporaraba a la campaña y equipo técnico del candidato colorado Andrés Ojeda.
El jueves 18 de julio, el presidente Lacalle Pou coincidió en Buenos Aires, capital de Argentina, con los candidatos presidenciales Álvaro Delgado, Andrés Ojeda y Yamandú Orsi, y sus respectivas fórmulas, por la conmemoración de los 30 años del atentado a la Asociación Mutual Israelita Argentina —AMIA—. El candidato colorado Andrés Ojeda mantuvo una controversia con su par frenteamplista Yamandú Orsi, acusándolo de no dar visibilidad a dicho acto por motivos electorales. Asimismo, Ojeda sostuvo que Uruguay debería declarar como grupos terroristas a Hamás y Hezbollah, y presentó la propuesta ante el canciller Omar Paganini y el subsecretario Nicolás Albertoni.
Durante el transcurso del mes de julio fueron polémicas las condenas por corrupción del intendente nacionalista de Artigas, Pablo Caram, y de funcionarios de la intendencia como Valentina dos Santos, sobrina de Caram; Rodolfo Caram, primo de Pablo Caram; y Stefani Severo, pareja de Rodolfo. En una primera instancia, Pablo Caram —condenado a 14 meses de prisión con libertad a prueba— y Dos Santos —condenada a 6 meses de prisión con libertad a prueba— no fueron inhabilitados de sus cargos públicos. Sin embargo, el Juzgado Letrado de Primera Instancia de Artigas de Primer Turno comunicó a la Corte Electoral acerca de sus sentencias correspondientes, por lo que se les suspendió su ciudadanía. El 22 de julio, Caram renunció como intendente, siendo reemplazado por la escribana Elita Volpi, quien figuraba tercera en la línea sucesoria en la Intendencia de Artigas. El candidato nacionalista Álvaro Delgado le pidió a Caram que renunciara a la Intendencia, y que también declinara su candidatura a la Cámara de Representantes, algo que habría sido aceptado por el exintendente artiguense.
El 25 de julio, Andrés Ojeda afirmó que el FA ejerció «presiones» a la organización de Latam Renovables para que le dieran de baja de un evento donde también participarían Álvaro Delgado y Yamandú Orsi. Ese mismo día, Yamandú Orsi informó que no participaría de seis eventos en los que estaba prevista su presencia porque compartiría panel con más de un candidato a la presidencia de partidos socios de la coalición de gobierno, afirmando que «no es justo».

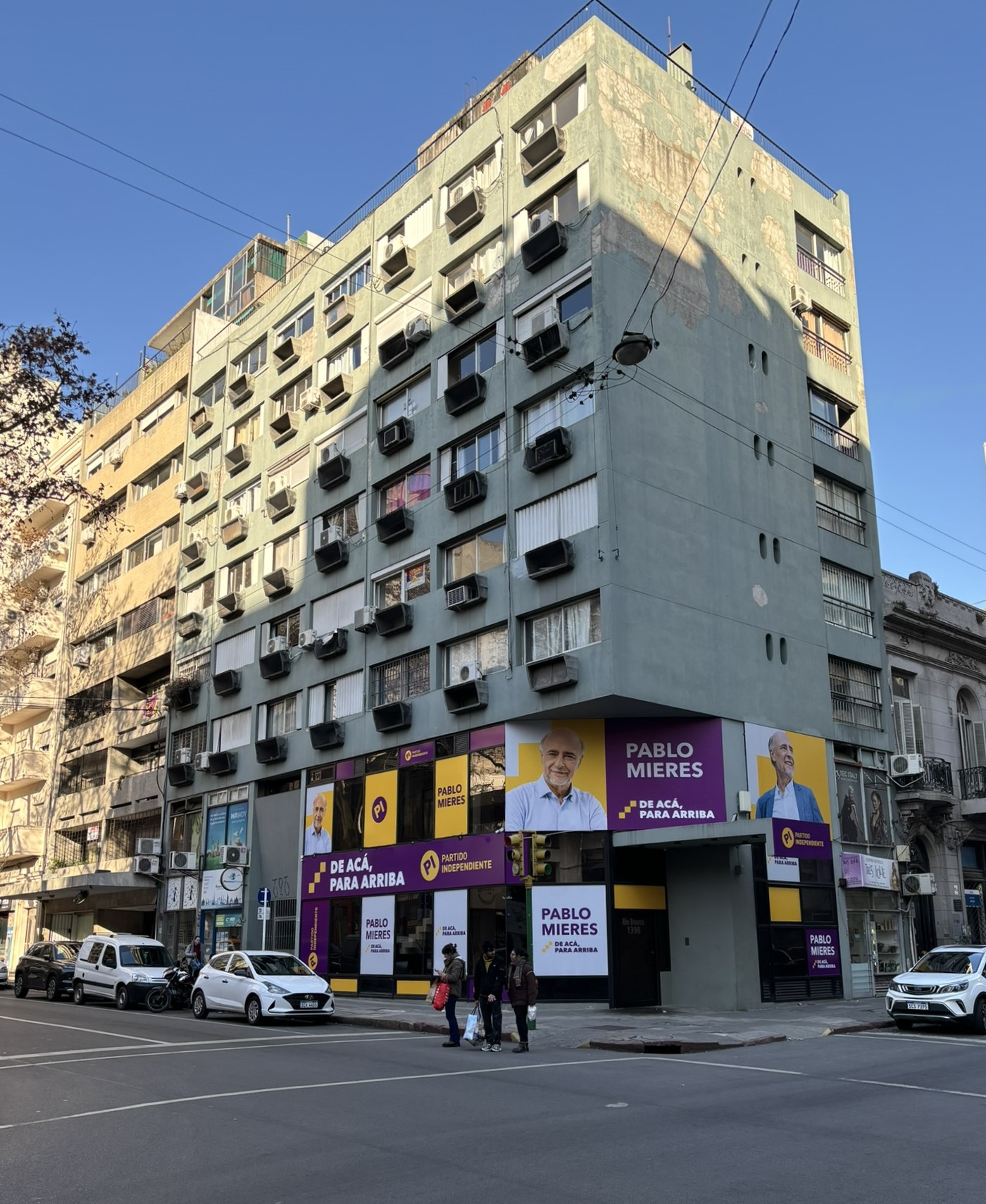
Sede de campaña del candidato del Partido Independiente, Pablo Mieres.

Las elecciones venezolanas celebradas el 28 de julio generaron debate en el panorama político uruguayo. Luego de varias horas de finalizados los comicios, el Consejo Nacional Electoral de Venezuela —CNE—, dio como ganador, sin publicación de las actas electorales, al presidente Nicolás Maduro con el 51% de los votos, y perdedor al candidato opositor, Edmundo González, con el 44%. El presidente uruguayo Luis Lacalle Pou, junto a otros presidentes de Latinoamérica, desconocieron los resultados divulgados por el oficialismo en Venezuela. «No se puede reconocer un triunfo si no se confía en la forma y los mecanismos utilizados para llegar a él», escribió el primer mandatario uruguayo. Un dirigente del Partido Comunista del Uruguay —PCU—, Rony Corbo, integrante de la Comisión de Asuntos Internacionales del Frente Amplio —Carifa—, fue uno de los observadores enviados por su partido para las elecciones en Venezuela. Antes de regresar a Uruguay, en entrevista con Informativo Carve, respaldó a Maduro; dijo que ganó legítimamente, y añadió: «es un sistema electoral estupendo que ojalá lo tuviéramos en el Uruguay porque da muchas garantías».
Los candidatos del oficialismo uruguayo, Pablo Mieres, Andrés Ojeda y Álvaro Delgado, acusaron que los comicios venezolanos fueron contaminados por fraude electoral, a través de la red social X. El Ministerio de Relaciones Exteriores de Uruguay declaró junto con Argentina, Costa Rica, Ecuador, Guatemala, Panamá, Paraguay, Perú y República Dominicana una «profunda preocupación por el desarrollo de las elecciones presidenciales» en Venezuela. Mientras que en la interna del Frente Amplio existieron distintas visiones sobre los comicios venezolanos: además de los dichos de Rony Corbo, Pablo Álvarez, el presidente de la Carifa, dijo al diario El País que la jornada de ese domingo fue «una jornada absolutamente tranquila y pacífica»; pero por otro lado, otros dirigentes frenteamplistas como el intendente salteño Andrés Lima, el senador Mario Bergara y el diputado Gustavo Olmos denunciaron la falta de transparencia. Posteriormente, el Frente Amplio emitió un comunicado donde destacaron que la jornada «transcurrió en paz» como el punto 1, que era necesario la espera de la publicación de las totalidad de las actas como el punto 2, y que los resultados debían ser respetados por todos los candidatos como punto 3 y último. Después de esto, el candidato frenteamplista Yamandú Orsi se pronunció en la misma línea que su partido. Asimismo, el 29 de julio Venezuela anunció que retiraba su personal diplomático tanto en Uruguay como en los otros seis países latinoamericanos. También durante ese día, el presidente del Frente Amplio, Fernando Pereira, tildó al presidente Lacalle Pou de «irresponsable» por sugerir que hubo fraude electoral en Venezuela, entendiendo que el mandatario no contaba con los elementos suficientes para respaldar sus sospechas.

### Agosto

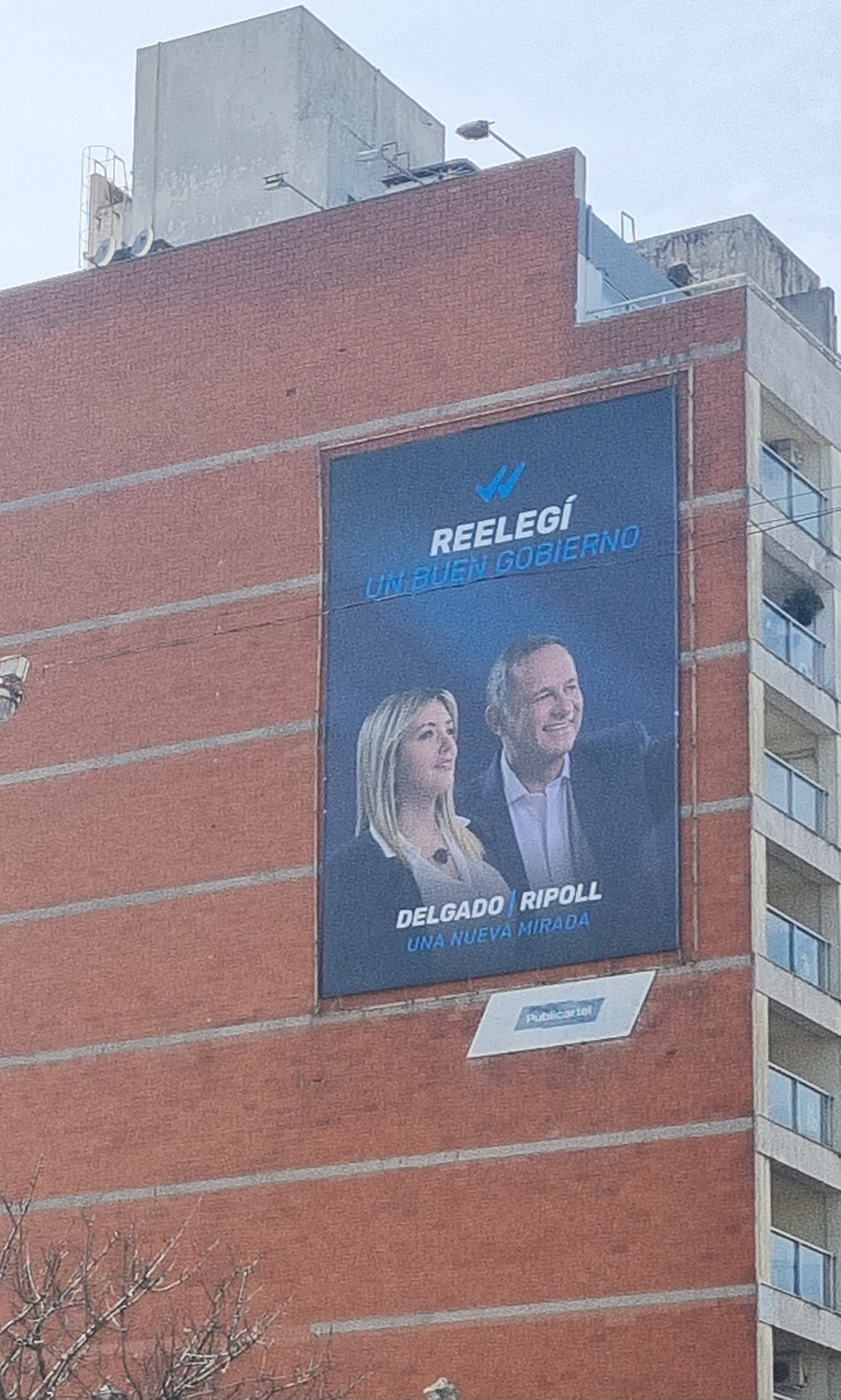
Cartel a favor de la fórmula del Partido Nacional: Álvaro Delgado - Valeria Ripoll.

En la noche del jueves 1 de agosto, el candidato Álvaro Delgado anunció que Diego Labat, expresidente del Banco Central del Uruguay —BCU—, sería quien ocuparía el Ministerio de Economía y Finanzas —MEF— en caso de que ganara las elecciones. Además de Labat, se anunció que la ministra de Economía en funciones, Azucena Arbeleche, tendría un lugar en ese equipo económico. Representantes de la Federación Rural y de Un Solo Uruguay cuestionaron la decisión, señalando a Labat como el jerarca que impulsó «la baja de la inflación a costo del atraso cambiario», generando impactos en la producción agroexportadora. Al día siguiente, el viernes 2 de agosto, la Cancillería uruguaya anunció que reconocía a Edmundo González Urrutia como el ganador de las elecciones venezolanas.
El lunes 5 de agosto, los candidatos Yamandú Orsi, Álvaro Delgado, Andrés Ojeda, Guido Manini Ríos y Pablo Mieres firmaron una declaración contra el antisemitismo y la discriminación en un acto celebrado en la Universidad ORT; actividad propuesta propuesta por el Foro Internacional para la Lucha contra el Antisemitismo y la Discriminación. Al siguiente día, martes 6 de agosto, el dirigente colorado Pedro Bordaberry anunció su regreso a la política, y que sería candidato a senador por su propia lista: la lista 10, y bajo su histórico sublema «Vamos Uruguay».
Durante la primera semana de agosto se hizo pública una denuncia contra la hermana de la candidata a vicepresidenta por el Partido Nacional, Valeria Ripoll. El reclamo formal surgió por un presunto hecho de hostigamiento hacia una mujer de 86 años, vecina de la hermana de la candidata. La denuncia indicaba que en la madrugada del domingo 4 de agosto, Ripoll ingresó a la propiedad horizontal con policías para intimar a los vecinos, y que durante esa misma noche cortaron el cable de la luz de la casa en la que viven la octogenaria y su nieto, que comparte patio con la vivienda de la hermana y sobrino de Ripoll. Según afirmó Valeria Ripoll, el hombre comenzó a amenazar a su hermana, e incluso un día fue hasta su casa con un destornillador para raspar las paredes y darles golpes. Por esto, la Policía recibió cuatro denuncias en contra del individuo. El abogado de la mujer de 86 años, Darío Madeiro, un dirigente del Frente Amplio en Treinta y Tres, aseguró que la hermana de Ripoll amenazó al hombre con que lo echaría, dado que comparten el mismo padrón. A los pocos días la denuncia fua archivada por Fiscalía, ya que el órgano consideró que no hubo una situación que ameritara un «reproche penal». Durante la Convención Nacional del PN, celebrada el sábado 10 de agosto, el candidato Álvaro Delgado propuso otorgar «un premio económico» a los estudiantes que pertenezcan a los sectores más pobres y finalicen el liceo, mientras que su par del Frente Amplio, Yamandú Orsi, salió al cruce al pedirle «que lo hagan ahora». El lunes 12 de agosto, Diego Labat explicó que la propuesta es que los beneficiarios serían los estudiantes del primer y segundo quintil de ingresos, los más pobres, y que el premio se dividiría en dos —una parte al terminar el penúltimo año y otra al egresar definitivamente, siendo el total una entrega de seis mil dólares—.
Durante mediados y finales de agosto varios partidos políticos quedaron inhabilitados de presentarse a las elecciones generales por distintos motivos. El domingo 11 de agosto, el partido Basta Ya, liderado por el periodista Jorge Bonica, tenía planificado ratificar su fórmula presidencial. No obstante, por motivos logísticos decidieron no realizarla, quedando imposibilitados de participar en las elecciones generales. Por otro lado, el sábado 10, en Durazno, el Partido por los Cambios Necesarios intentó confirmar la fórmula presidencial de Guillermo Franchi, y la candidatura a la vicepresidencia de Virginia Vaz, ambos exmiembros de Un Solo Uruguay, pero no logró reunir el número mínimo de convencionales —251 convencionales—. Al día siguiente, el domingo 11, el PERI también convocó a su Convención Nacional, pero tampoco pudo reunir la cantidad mínima de convencionales. Una semana más tarde, el domingo 18, logrando reunir 298 convencionales —47 más del mínimo necesario— el PERI pudo elegir a Sergio Billiris como candidato a la vicepresidencia. El sábado 17, nuevamente en Durazno, el Partido por los Cambios Necesarios convocó por segunda vez a su Convención, pero tampoco llegó a la cifra mínima; el sábado 31 se reunió por tercera vez su Convención, logrando así confirmar su fórmula. El Partido Verde Animalista tampoco logró reunir a suficientes convencionales en la primera convocatoria, convocando otra para el sábado 31 de agosto, la cual tampoco llegó al mínimo, quedando imposibilitado de participar en la elección. El jueves 22 de agosto, la Convención Nacional del partido Coalición Republicana —partido creado por dirigentes del gobierno en funciones para competir en conjunto en ciertos departamentos en las elecciones departamentales de 2025— pudo correctamente reunirse y votar para abstenerse en las elecciones generales.

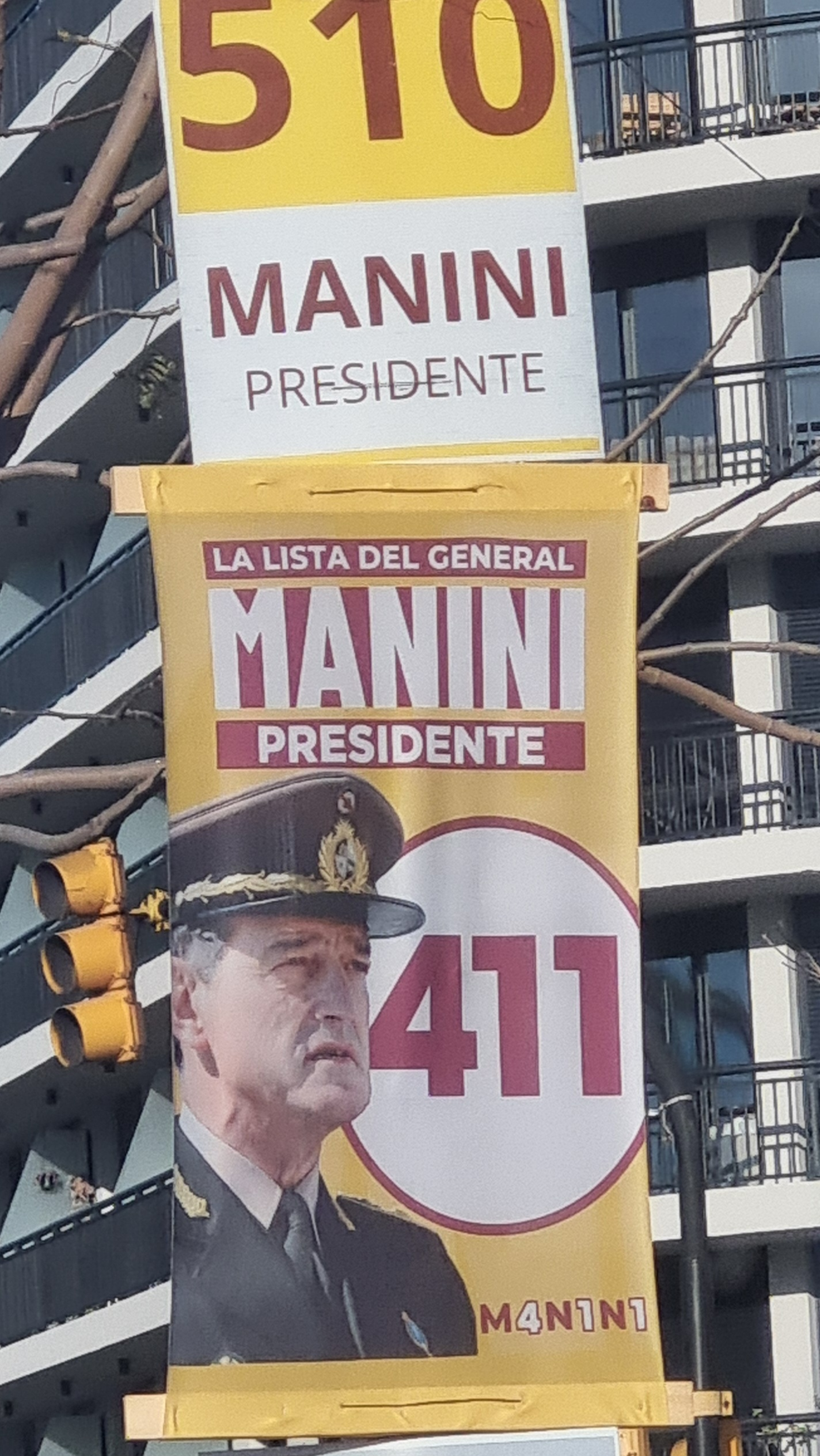
Carteles políticos a favor del candidato cabildante Guido Manini Ríos.

En esta etapa de la campaña, dentro de la interna del Frente Amplio, el economista Gabriel Oddone, mencionado en ese momento como un candidato a Ministro de Economía y Finanzas para Yamandú Orsi, opinó en dos entrevistas distintas que uno de los objetivos en la próxima administración sería mantener la inflación en niveles similares al actual, cercanos al 5%, o incluso bajarlo con medidas en la política salarial, como desindexar —no atar directamente el aumento de los salarios al nivel de inflación en la negociación colectiva—. Además, declaró en una entrevista en Canal 5 que «la idea de recurrir a mecanismos de flexibilización es una idea ampliamente compartida para contemplar». Esto provocó que el presidente del Frente Amplio, Fernando Pereira, planteara que «modernizar las relaciones laborales» no puede implicar flexibilizar, y sentenció: «y sé lo que defiende el Frente Amplio y no es lo que está defendiendo Gabriel»; pero agregó: «yo lo considero un economista serio, respetuoso y responsable, va a cumplir con el programa del Frente Amplio».
En la noche del domingo 25 de agosto, fecha de la independencia de Uruguay, y para el Frente Amplio la fecha de su «Día del Comité de Base», Yamandú Orsi respondió a periodistas al respecto de la situación de la crisis venezolana, causando polémica en la campaña. Orsi ironizó afirmando: «tiembla Maduro, eh» sobre la prevista participación del presidente Luis Lacalle Pou en la Asamblea General de la ONU sobre el tema. Y al preguntársele si invitaría al presidente venezolano, Nicolás Maduro, a su asunción presidencial en caso de ganar las elecciones, el exintendente canario afirmó: «no sé, che. Eso nunca se me ocurrió. Hay que ver cuántas invitaciones hacemos. Viste cuando haces un cumpleaños, para cuánto te da la torta». Distintas figuras del oficialismo fueron al cruce de estos dichos, como el canciller Omar Paganini y la vicepresidenta Beatriz Argimón.
El martes 27 se oficializó la incorporación de la recientemente retirada presentadora de televisión, Blanca Rodríguez, al Espacio 609 del Frente Amplio, ocupando el segundo lugar en dicha lista al Senado. Posteriormente en esa semana, el jueves 29, un grupo de 111 economistas y profesionales de carreras similares pertenecientes al Frente Amplio lanzaron un portal llamado «Frenteamplistas por el No» —entre ellos Mario Bergara, Gabriel Oddone, Álvaro García, Fernando Lorenzo, Jorge Polgar, entre otros—, con un documento que manifestaba su desacuerdo con el plebiscito de reforma previsional propuesto por el PIT-CNT. Ese mismo jueves, el Partido Colorado presentó, en su casa de partido, su programa de gobierno: «Contrato con Uruguay».
El 31 de agosto se terminó el plazo para que los partidos políticos realizaran sus Convenciones Nacionales para confirmar sus candidatos a la vicepresidencia, instancia exigida por la Corte Electoral para participar de las elecciones. Solamente el Partido Verde Animalista no pudo reunir el mínimo de 251 miembros de su Convención Nacional, quedando descalificado de la elección. Asimismo, el lema Coalición Republicana reunió a su Convención pero para declarar su abstención de las elecciones generales; y a principios de agosto, el Partido Basta Ya decidió no reunir a su Convención y retirarse de la competición electoral por falta de recursos para afrontar la campaña. De esta manera, de los 14 partidos políticos que lograron obtener más de 500 votos en las elecciones internas —requisito para participar en las elecciones generales—, solo 11 fueron habilitados para competir en las elecciones generales —misma cantidad que en las elecciones pasadas de 2019—.

### Septiembre

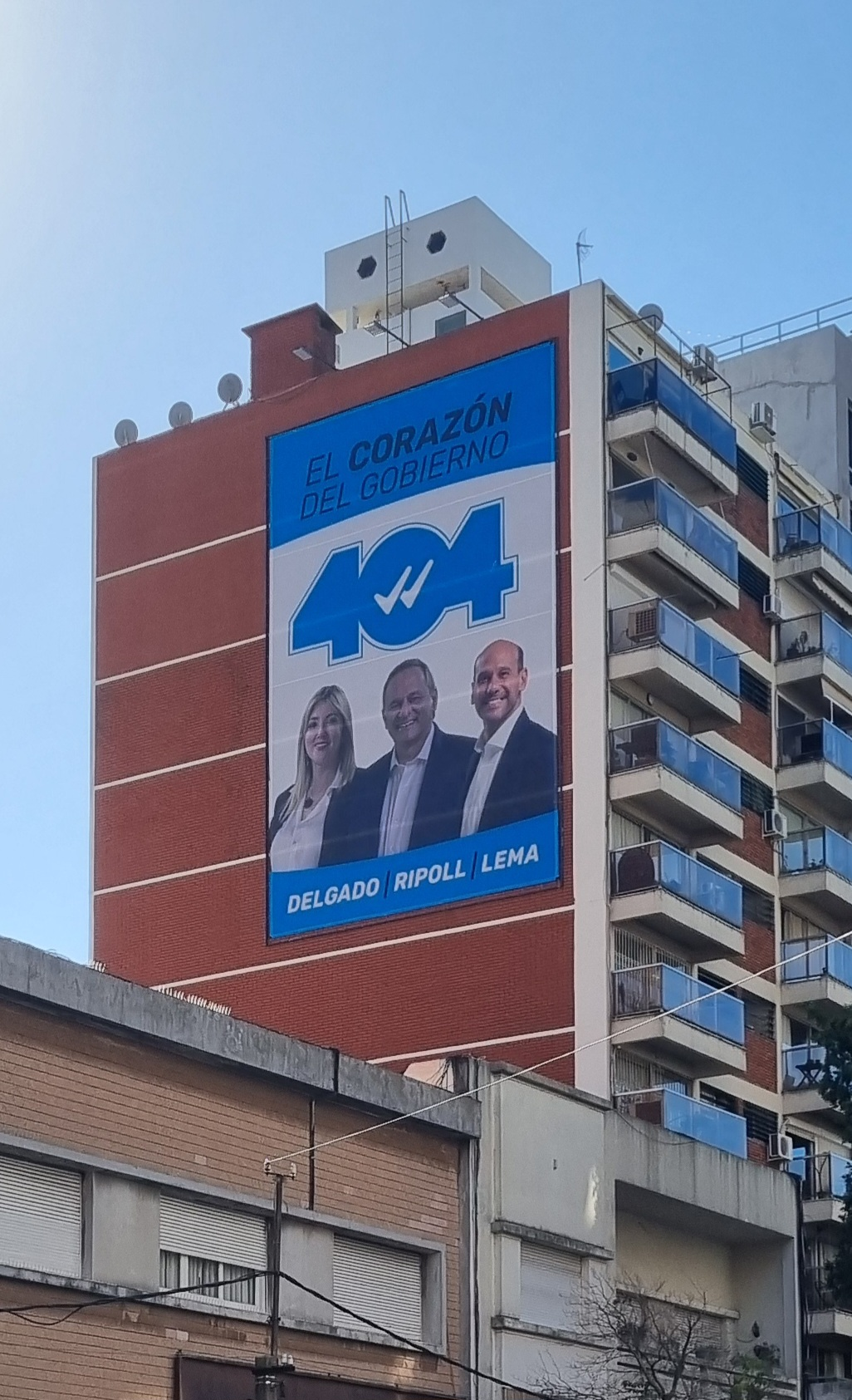
Cartelería de la lista 404, sector Aire Fresco, del Partido Nacional.

El viernes 6 de septiembre, Laura Raffo, anteriormente precandidata por el Partido Nacional en las internas, hizo pública una carta en la que oficializaba su salida del sector Herrerismo. Este evento aconteció tras la decisión de distintos dirigentes de la lista 71 —Herrerismo— de que Raffo no encabezaría la lista al Senado, como se habría pactado previamente; en su lugar lo haría el senador, y exministro de Interior, Luis Alberto Heber.
El sábado 7, el candidato nacionalista Álvaro Delgado afirmó que el plebiscito de la seguridad social era «el más importante de los últimos 100 años», aludiendo a las complicaciones que generaría en el sistema previsional y señaló que «lleva a estrellarse como sociedad y país». Además, candidato blanco pidió terminar con «ambigüedades» y apuntó contra la oposición: «yo voy a responsabilizar hoy al FA y a su fórmula si se aprueba este plebiscito de la seguridad social que derriba el sistema y genera un colapso económico e inmediato», sostuvo durante un evento de la Confederación de Cámaras Empresariales en la Expo Prado.
El lunes 9 de septiembre, el candidato Yamandú Orsi, en una entrevista de Subrayado —Canal 10— afirmó que «una de las diferencias» que mantiene con el plebiscito de seguridad social propuesto por el PIT-CNT es por el «ahorro individual», contemplado en el programa del FA. El candidato indicó: «no todo puede ser tan tajante, no es blanco y negro. Hay que hacer un proceso de transición, teniendo en cuenta fundamentalmente que no todos los trabajos son iguales y que no todo el mundo llega igual a los 60 años», aseveró. El martes 10, al preguntarle los periodistas sobre el régimen venezolano, Yamandú Orsi afirmó que este era «totalmente distinto» al resto de dictaduras que han ocurrido en América Latina y que, en su opinión, algo que «no le resta esa dosis autoritaria típica de una dictadura»; lo que acarreó críticas de candidatos del oficialismo. No obstante, al día siguiente, miércoles 11, el candidato frenteamplista afirmó que «por supuesto que es una dictadura», si «el único esquema es dictadura o democracia».
También durante el correr del martes 10, el candidato colorado Andrés Ojeda se desmarcó de su contrincante dentro de la coalición, Álvaro Delgado, al respecto de los dichos del candidato nacionalista sobre que, en el caso de que el plebiscito de previsión social se aprobara, se debería buscar los mecanismos para derogarlo. «Lo que se derogan son las leyes, los plebiscitos no se derogan», apuntó al respecto Ojeda, en entrevista con 970 Noticias. Ese mismo día, Andrés Ojeda también publicó a través de redes sociales un spot publicitario que causó polémica, donde se lo ve haciendo ejercicio en el gimnasio y respondiendo preguntas personales, como qué película o qué música le gusta, o de qué signo zodiacal es.

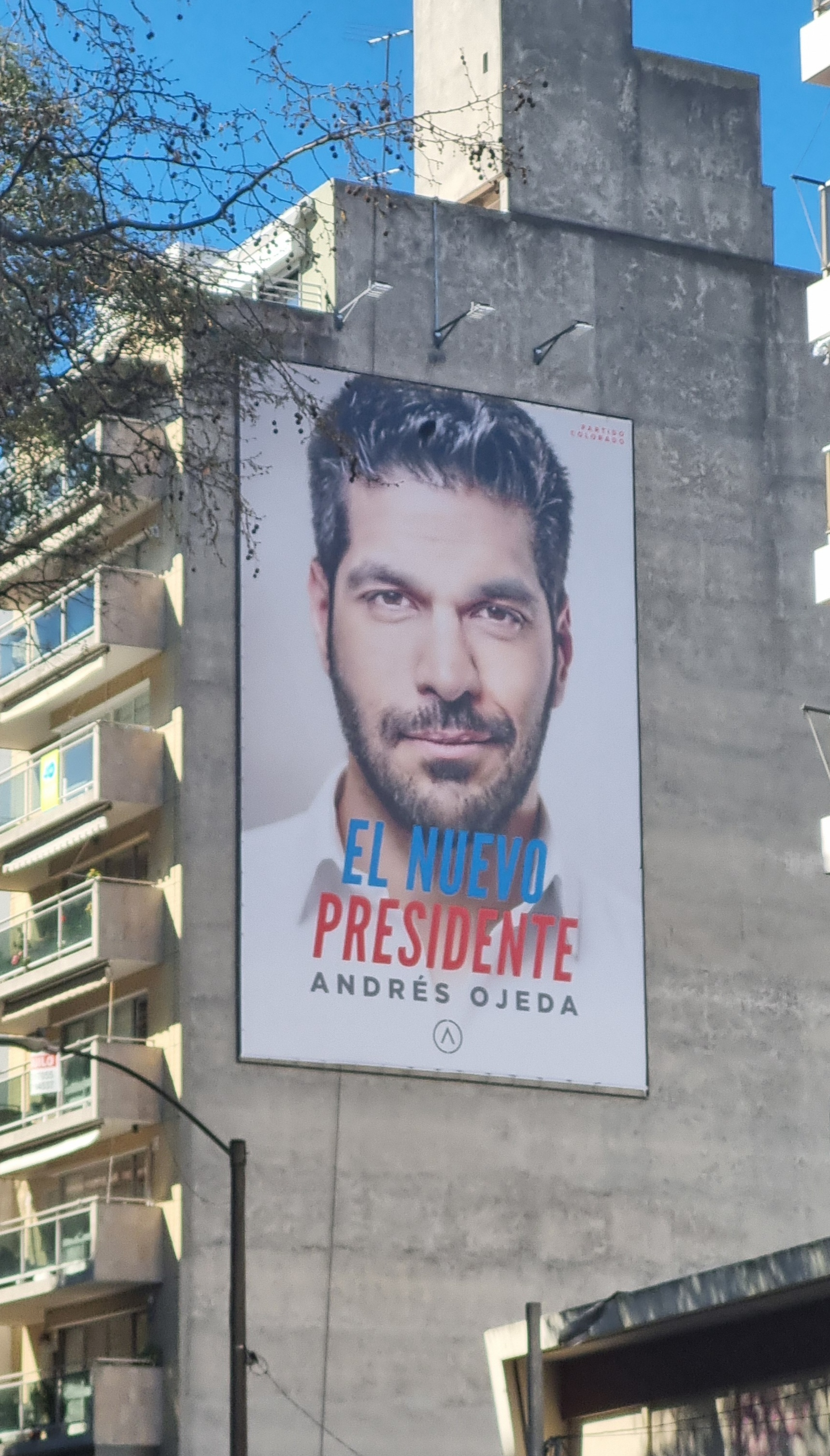
Cartelería política del candidato colorado Andrés Ojeda.

El lunes 16, en la Plaza de toros de Colonia del Sacramento, el Frente Amplio presentó en un acto político los principales lineamientos de su programa de gobierno, con foco en distintos ejes y con 48 puntos enmarcados. Ese mismo día, se oficializó mediante una rueda de prensa la incorporación de Laura Raffo y su equipo técnico al sector Alianza País —alianza de los sectores nacionalistas Espacio 40 y Alianza Nacional—, integrando la lista como segunda suplente en el Senado detrás del presidente Luis Lacalle Pou y el senador Javier García.
El sábado 21 de septiembre, en la plaza Trouville de Montevideo, se realizó un acto de la lista 40 —Alianza País— donde participaron sus principales figuras. Entre ellos, se encontraba el senador Sebastián da Silva, que convocó al escenario a una persona disfrazada de «Tribilín», famoso personaje de Disney, en alusión al candidato frenteamplista Yamandú Orsi; este tribilin tenía la boca amordazada y el símbolo de la hoz y martillo en su pecho. Dicha acción causó polémica en los días siguientes, e indignación por parte de dirigentes del Frente Amplio.
El lunes 23, a través de una conferencia de prensa a las 18 horas, el Secretariado Ejecutivo del Frente Amplio anunció oficialmente a Gabriel Oddone como ministro de Economía en caso de ganar las elecciones. La semana anterior a esa, Oddone acompañó a Orsi en distintos eventos y giras, como un almuerzo organizado por el Consejo Interamericano de Comercio y Producción, en Buenos Aires, donde Oddone fue presentado por los anfitriones como el «eventual ministro» de Economía en un gobierno de Orsi. Sin embargo, la nominación de Oddone como ministro en una eventual administración frenteamplista generó resistencias en algunos sectores del Frente Amplio, como así lo manifestó Juan Castillo, secretario general del Partido Comunista, o en Constanza Moreira, quien ocupó el segundo lugar de la lista al Senado del PCU, luego del acuerdo que su sector, Casa Grande, alcanzó con los comunistas y con el Espacio Socialdemócrata Amplio —sucesor del sector Nuevo Espacio—.

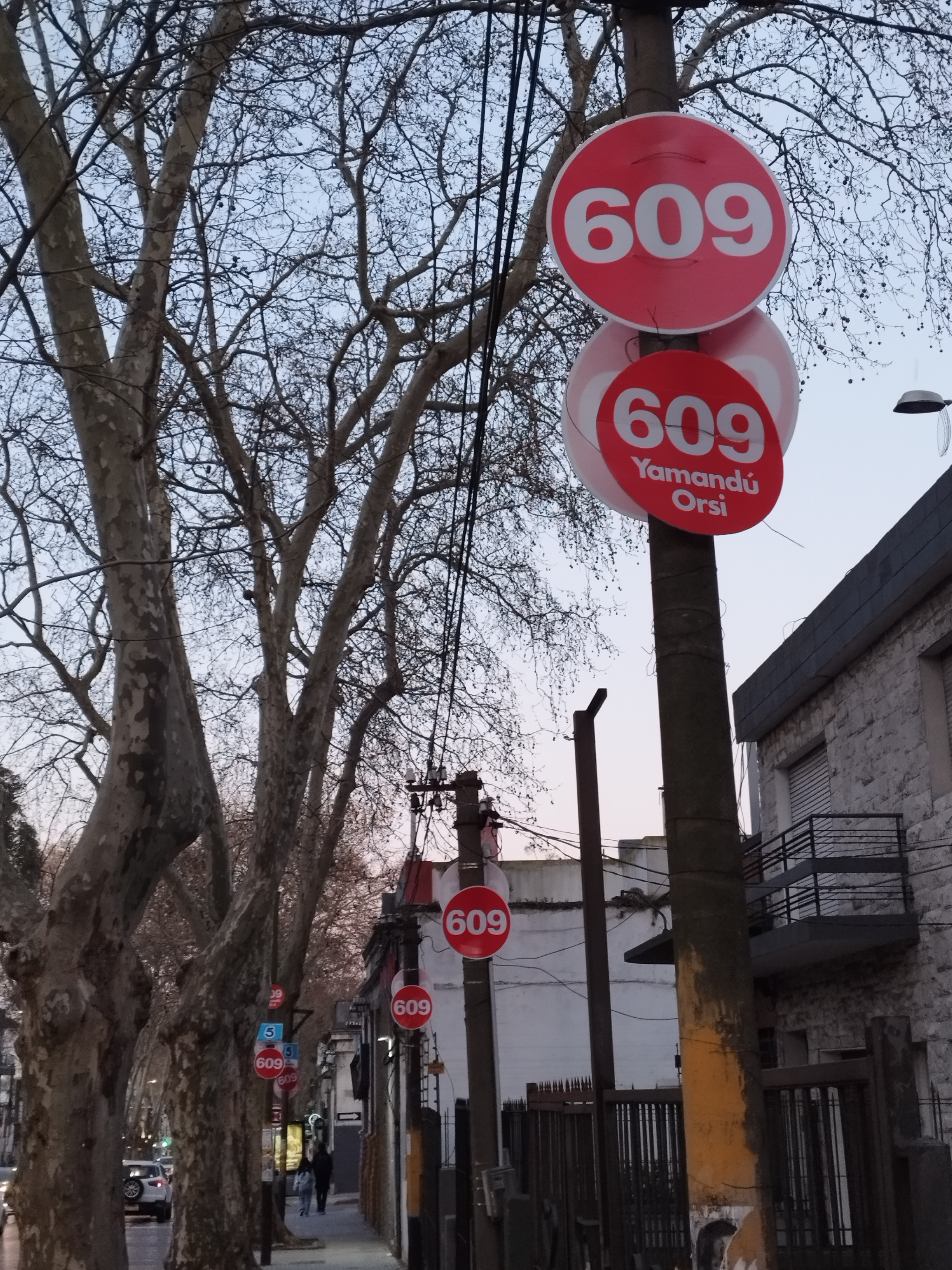
Cartelería del MPP en la Avenida Rivera.

El miércoles 25, la fiscal penal Silvia Porteiro anunció que solicitaría el desafuero del senador frenteamplista Charles Carrera, en el marco de la investigación por el uso irregular de los servicios del Hospital Policial mientras era jerarca del Ministerio del Interior. Ante esto, Charles Carrera presentó ese día su renuncia a la banca del Movimiento de Participación Popular —MPP— en el Senado. Horas antes, el senador blanco Jorge Gandini había anunciado que el pedido de desafuero al senador Carrera ingresó al Poder Legislativo desde la Suprema Corte de Justicia. La renuncia se anunció en una conferencia de prensa a las 18 horas en «La Huella de Seregni», retirándose entre aplausos de sus correligionarios frenteamplistas. El presidente del Frente Amplio, Fernando Pereira, calificó como «un acto responsable y valiente» la renuncia de Carrera a su banca. El viernes 27, la exvicepresidenta Lucía Toponlansky anunció que se elevó una carta a la Corte Electoral para eliminar a Charles Carrera de la hoja de votación del MPP para las elecciones de octubre. Hasta ese momento, Carrera ocupaba el tercer puesto de la hoja de votación a la cámara alta del Espacio 609, después del senador Alejandro Sánchez y la periodista Blanca Rodríguez.

El jueves 26, el expresidente José Mujica, encontrándose en su domicilio debido a dificultades de salud de público conocimiento, expresó ante la prensa que la aprobación del plebiscito de la seguridad social sería «un caos» para la «seguridad jurídica» del país, y aseguró que se debería buscar «un acuerdo nacional» a través de leyes para reformar el sistema. Al día siguiente, el candidato Yamandú Orsi se expresó en sintonía con los dichos del expresidente, aunque agregó no saber si la calificación correcta «es caos o no caos». 

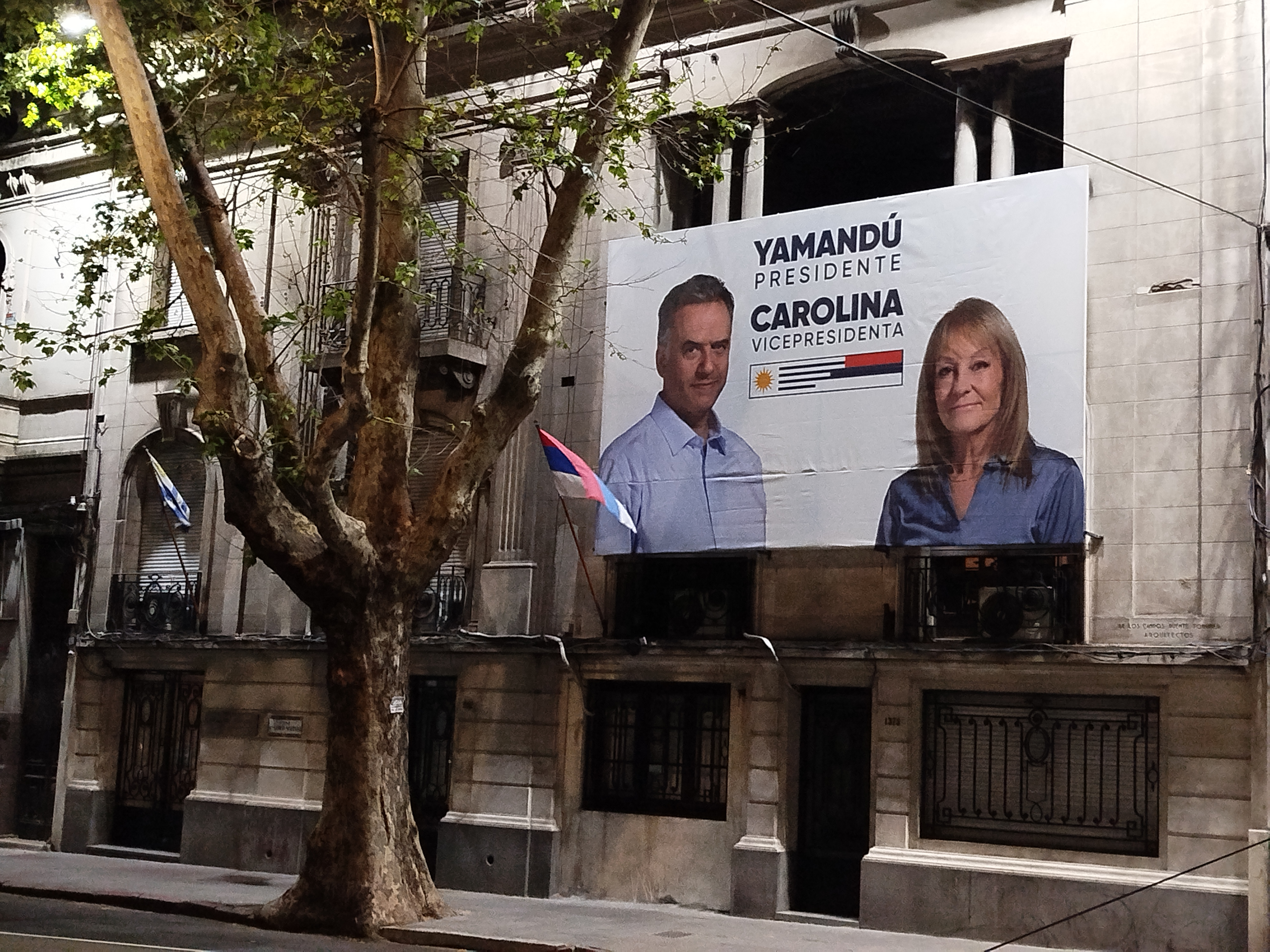
Cartel con la fórmula frenteamplista en la sede central del Frente Amplio.

El lunes 30, la fórmula presidencial frenteamplista participó de distintas actividades en la capital argentina de Buenos Aires. En un acto llevado a cabo en la sala «Caras y Caretas» de la Universidad Metropolitana para la Educación y el Trabajo —UMET—, la fórmula frenteamplista prometió avanzar con la implementación del voto consular en su eventual gobierno. Dentro de esta gira acontecieron otras actividades, como una entrevista por parte del medio Futurock FM a la candidata a vicepresidenta, Carolina Cosse, cuyos dichos causaron polémicas entre dirigentes oficialistas. Cosse se refirió a la gestión del gobierno en salud pública; aseguró que en la administración de Luis Lacalle Pou se «gestionó mal». «Si vos vas a atenderte a la salud pública es probable, lamentablemente, que no haya remedios en cualquier parte del Uruguay», dijo Cosse en la entrevista con este medio. Distintos dirigentes oficialistas salieron al cruce: el senador nacionalista Javier García afirmó que las declaraciones de Cosse «son miserables y mentirosas», el expresidente de ASSE, Gabriel Cipriani, las tildó de «irresponsables», y la candidata a vicepresidenta del PN, Valeria Ripoll, aseguró que lo dicho por su par frenteamplista le dio «vergüenza». Días después, el candidato frenteamplista Yamandú Orsi defendió los dichos de su compañera de fórmula.

### Octubre

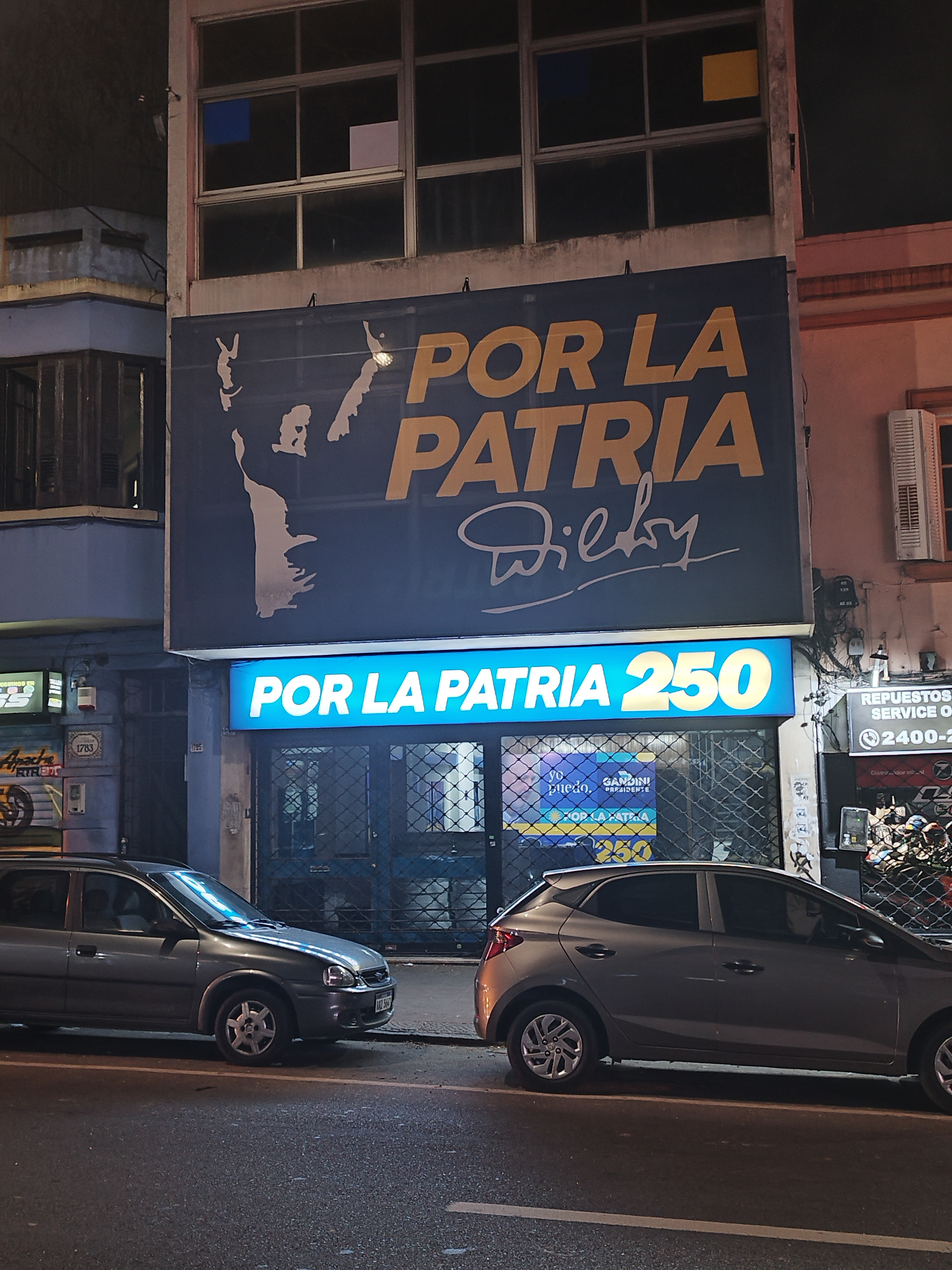
Sede del sector nacionalista Por la Patria (lista 250). En estas elecciones integró la nómina al Senado del sector Aire Fresco (lista 404).

Ante los ataques iraníes a Israel ocurridos el 1 de octubre distintos candidatos se manifestaron. El nacionalista Álvaro Delgado afirmó estar «consternado por la situación en Medio Oriente», más aún «con el involucramiento directo de Irán y los recientes ataques en todo el territorio de Israel, que se suman al conflicto en el Líbano y en Gaza» y pidió «un cese al fuego inmediato». El candidato colorado Andrés Ojeda publicó una imagen en la red social X, con la inscripción «Con Israel siempre». Además, minutos después, publicó un video donde se comunicó con Michal Hershkovitz, embajadora de Israel en Uruguay, donde le manifestó en inglés su «absoluto apoyo ante el cobarde ataque recibido hoy por Irán». El candidato del Frente Amplio, Yamandú Orsi, planteó que «la situación en Medio Oriente es cada vez más grave» y advirtió sobre «la crisis del sistema multilateral, la falta de actores globales que medien en este conflicto».
En la tarde de ese mismo día, el martes 1 de octubre, el presidente Lacalle Pou encabezó una conferencia de prensa en la Torre Ejecutiva, acompañado por los ministros de Economía y Finanzas, Azucena Arbeleche; de Trabajo y Seguridad Social, Mario Arizti, y el coordinador del proceso de redacción de la ley de reforma previsional, Rodolfo Saldain. Allí, el presidente llamó a no votar plebiscito, afirmando que comprometía las jubilaciones futuras de jóvenes y atentaba contra la confianza en Uruguay. Al día siguiente, el miércoles 2 de octubre, el presidente del PIT-CNT, Marcelo Abdala, encabezó una conferencia de prensa en respuesta al discurso del presidente de la República sobre el plebiscito de reforma del sistema previsional. Allí, el PIT-CNT calificó el discurso de Lacalle Pou de «falaz, manipulador, errático y amenazante». Además, Abdala afirmó que se le solicitaría al Poder Ejecutivo el recurso de cadena nacional con el objetivo de presentar argumentos a favor del «Sí» de la reforma de la seguridad social, lo que la presidencia de la República aceptó. El colorado Andrés Ojeda reclamó que, al concederle la cadena nacional al PIT-CNT para argumentar a favor del plebiscito de seguridad social, se debería también conceder cadena nacional para argumentar a favor del plebiscito de los allanamientos nocturnos. El viernes 4 de octubre, una comisión integrada por el PC, el PN, CA y el PI pidió formalmente a Lacalle Pou el uso de la cadena nacional para argumentar a favor de los allanamientos nocturnos.

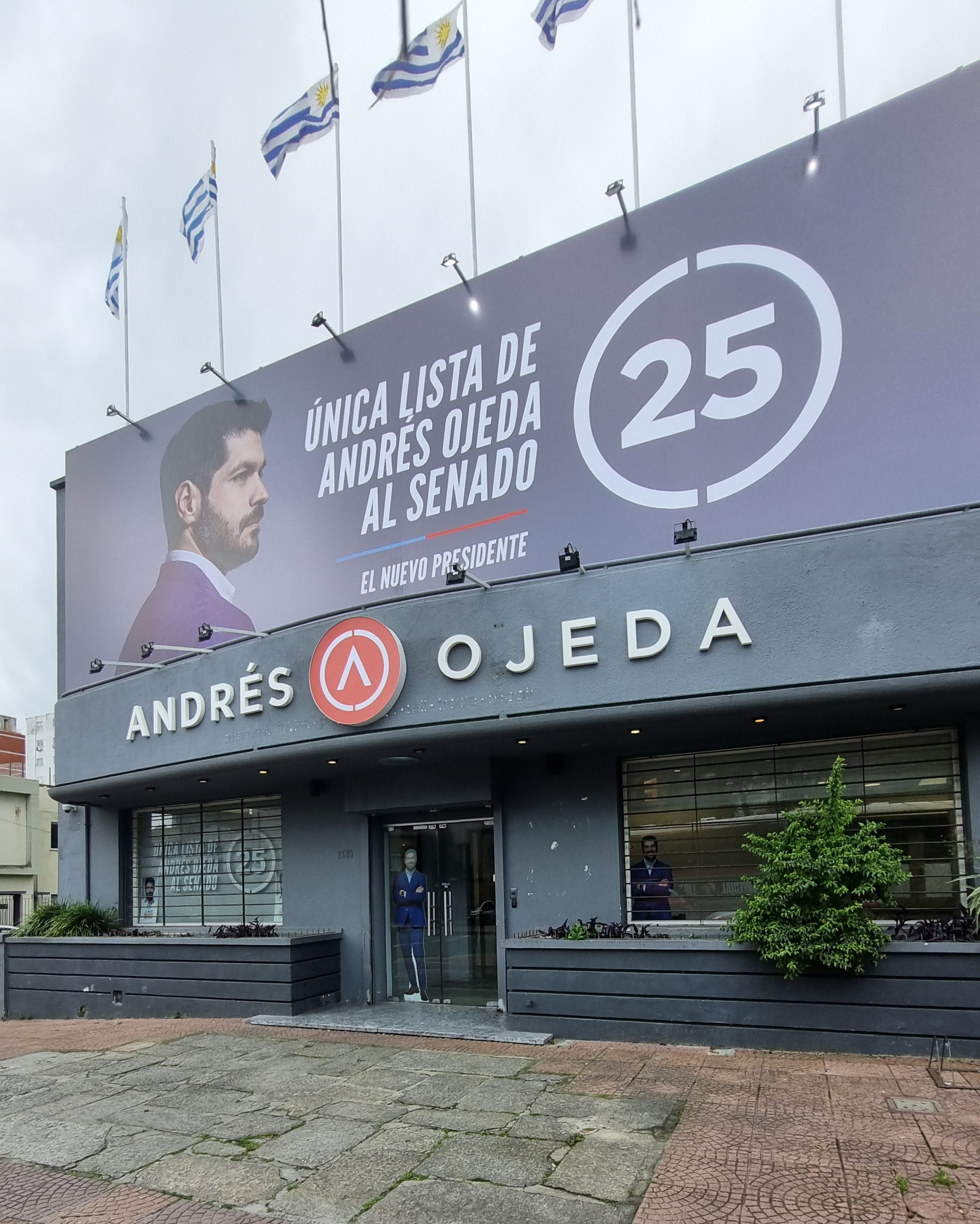
Sede central del candidato colorado Andrés Ojeda, con referencias a su lista al Senado.

El jueves 3 de octubre, dichos de Carolina Cosse reavivaron una discusión recurrente en esta campaña electoral, promovida especialmente por el oficialismo, sobre la falta de un verdadero programa de gobierno por parte del FA. Si bien el FA presentó correctamente ante la Corte Electoral un programa —las «Bases Programáticas», diseñadas durante las elecciones internas—, dirigentes frenteamplistas señalaron que hay una «discusión semántica» que hace a las diferencias entre lo que es un programa de gobierno —que son lineamientos— y un plan —que «aterriza» esos puntos en medidas concretas—. En una entrevista en el medio Ciclo, Carolina Cosse afirmó que lo presentado en Colonia en el mes de septiembre «no es un plan de gobierno todavía». «Tenemos un programa, hay unas prioridades; un plan de gobierno es una cuestión más estructurada, más vasta, así que voy a dejar oportunidad a que ese plan de gobierno se configure», señaló. Según supo el medio La Diaria, en consulta con dirigentes cercanos a la elaboración del programa, Orsi no tenía previsto presentar el resto de las medidas antes del 27 de octubre, día de la elección. Las mismas fuentes remarcaron que estratégicamente se decidió ir presentando el plan de gobierno de a poco, y que Orsi decidió seleccionar temas de agenda para debatir con los adversarios electorales.

El lunes 7 de octubre, Cabildo Abierto presentó en el Parlamento más de 320 000 firmas para su plebiscito de «deuda justa». Específicamente, fueron presentadas unas 322 928 firmas, que se transportan al Palacio Legislativo en 81 cajas, 80 de ellas con 4 000 firmas cada una. La recolección de firmas para este proyecto fue parte de la campaña de Cabildo Abierto desde las elecciones internas; y ratificadas las firmas el plebiscito se realizaría simultáneamente a las elecciones departamentales de 2025. Un intento de plebiscito que meses después no logró ratificarse. Ese mismo día aconteció la interpelación al ministro de Interior Nicolás Martinelli, llevada a cabo por la diputada del MPP Bettiana Díaz, a raíz de un episodio ocurrido el miércoles 25 de septiembre en la cárcel de Santiago Vázquez donde seis reclusos fallecieron tras un incendio. 

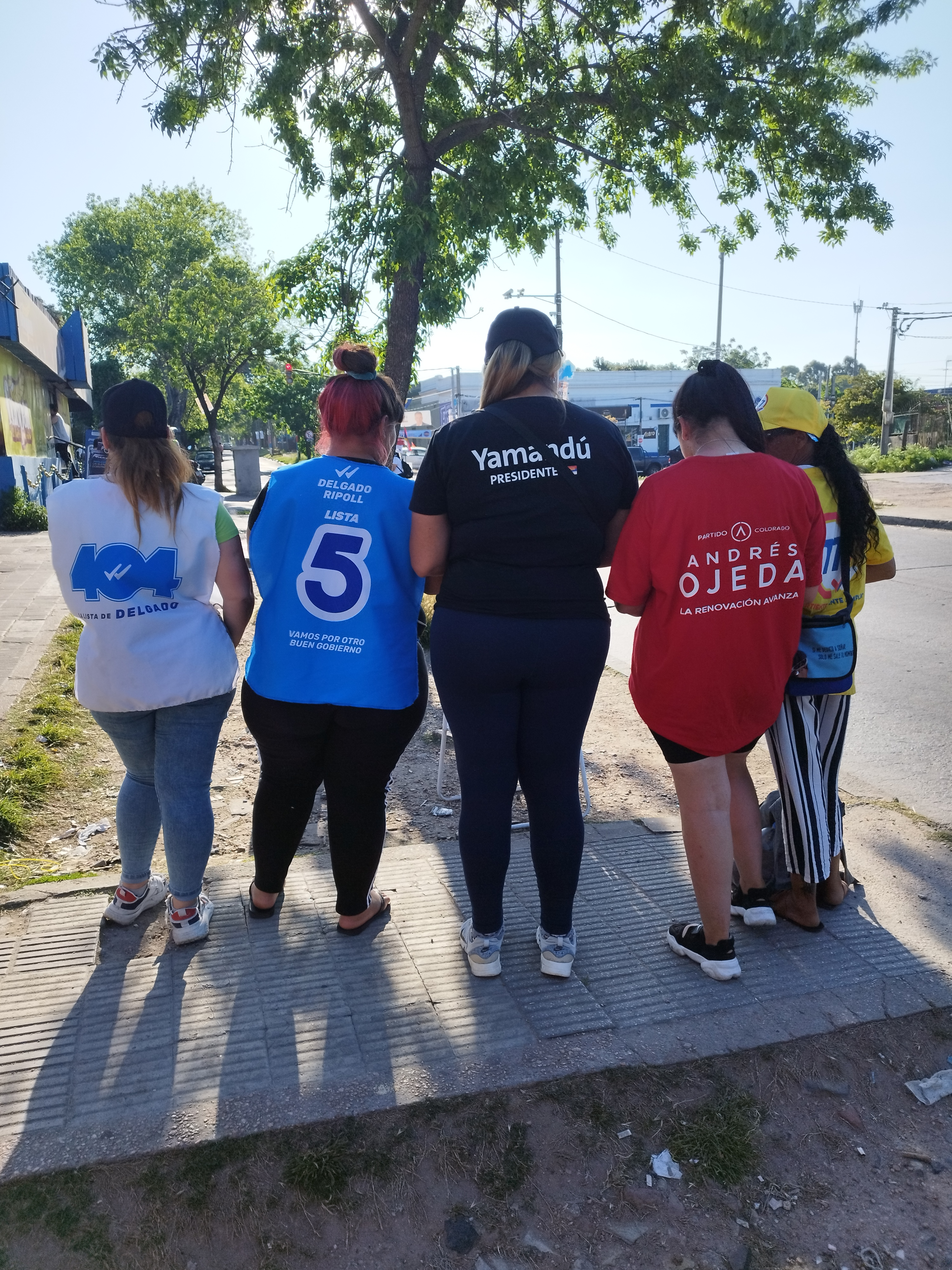
Mujeres ejerciendo como volanteras de distintas listas para diferentes partidos políticos.

El martes 8 de octubre obtuvo repercusión mediática una fuerte discusión ocurrida en el programa Esta boca es mía de Canal 12, protagonizada por el candidato del partido Identidad Soberana, Gustavo Salle, y el panelista Alfredo García; la conductora Victoria Rodríguez debió de ir a la pausa una vez que no pudo contener la discusión y a la vuelta el candidato ya no estaba. Ese mismo día, en una asamblea de la Federación Covipro, una federación de cooperativas de vivienda, la fórmula frenteamplista firmó un compromiso para asignar el 1% del PBI a las políticas de vivienda.

El miércoles 9 de octubre, el colorado Andrés Ojeda le pidió, a través de la prensa, al nacionalista Álvaro Delgado definir si mantendrá o no a Nicolás Martinelli al frente del Ministerio del Interior en caso de liderar el próximo gobierno. Delgado señaló en la mañana de ese miércoles que Martinelli «va a estar en los elencos de gobierno» en caso de que él sea el próximo presidente. El día anterior, Martinelli dijo que, por su parte, está dispuesto a continuar en el cargo durante «un tiempo» en caso de que Delgado gane las elecciones nacionales, pero no estaría todo el período porque es «muy desgastante». Al día siguiente, el jueves 10 de octubre, el candidato colorado respondió a dichos polémicos de la exvicepresidenta Lucía Topolansky hacia su persona. Ese mismo día, el diputado Eduardo Lust, candidato presidencial por el Partido Constitucional Ambientalista, escindido de Cabildo Abierto, anunció que su partido apoyaría a Álvaro Delgado en un eventual balotaje contra Yamandú Orsi. 

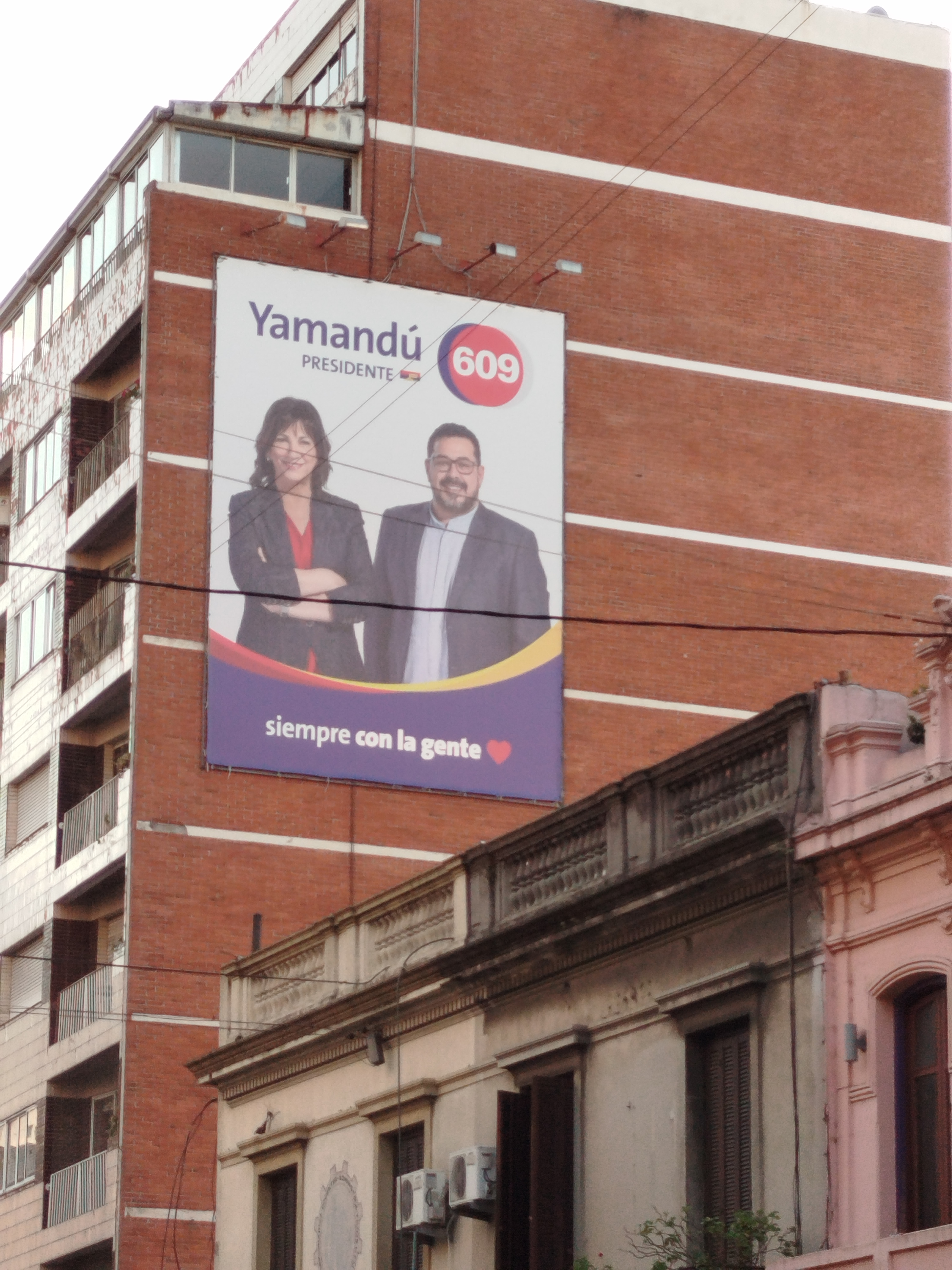
Cartel político de la lista 609 del Frente Amplio, con la periodista Blanca Rodríguez y el senador Alejandro «Pacha» Sánchez.

El sábado 12 de octubre, el nacionalista Álvaro Delgado anunció en Rocha pretender llevar adelante una segunda etapa del «Plan Avanzar», donde se construirían 70 000 casas más en asentamientos; posteriormente el comando de campaña de Delgado aclaró que en realidad el programa de gobierno del Partido Nacional dicta la construcción de soluciones habitacionales para 70 000 personas. Ese mismo día, fue de conmoción pública y política el ataque a balazos por parte de desconocidos a una casa en el barrio de Cerro Norte asociada a la banda criminal «Los Colo», donde un bebé de un año murió y su madre fue dejada en grave estado de salud.
El domingo 13 de octubre, en Paysandú, dichos de Delgado sobre el físico de su compañera de fórmula causaron repercusiones mediáticas. En la noche de ese mismo día, el colorado Andrés Ojeda fue recibido en el programa Santo y Seña de Canal 4, por su conductor Nacho Álvarez y la mesa de periodistas. En dicha entrevista, Ojeda intercambió puntos de vista sobre diversos temas con un Yamandú Orsi, candidato frenteamplista, recreado con IA; lo que causó críticas por parte del Frente Amplio. Además, se finalizó la entrevista con el tema Love Story de Taylor Swift, propuesto por Ojeda, quien acompañó la interpretación tocando el bajo.
El lunes 14 de octubre se llevó a cabo el uso de la cadena nacional por parte del PIT-CNT para argumentar a favor del plebiscito de seguridad social. A partir de las 18 horas se reprodujo un video con una duración de poco más de ocho minutos que llamaba a votar a favor de la reforma con la papeleta del Sí. Ese mismo día, estando el frenteamplista Yamandú Orsi en la ciudad de Pando, fue increpado por periodista español Javier Negre. Este hecho, la estadía de Negre en Uruguay, y diversas acusaciones del periodista español hacia dirigentes frenteamplistas, al considerarse amedrentado, generaron controversias mediáticas.

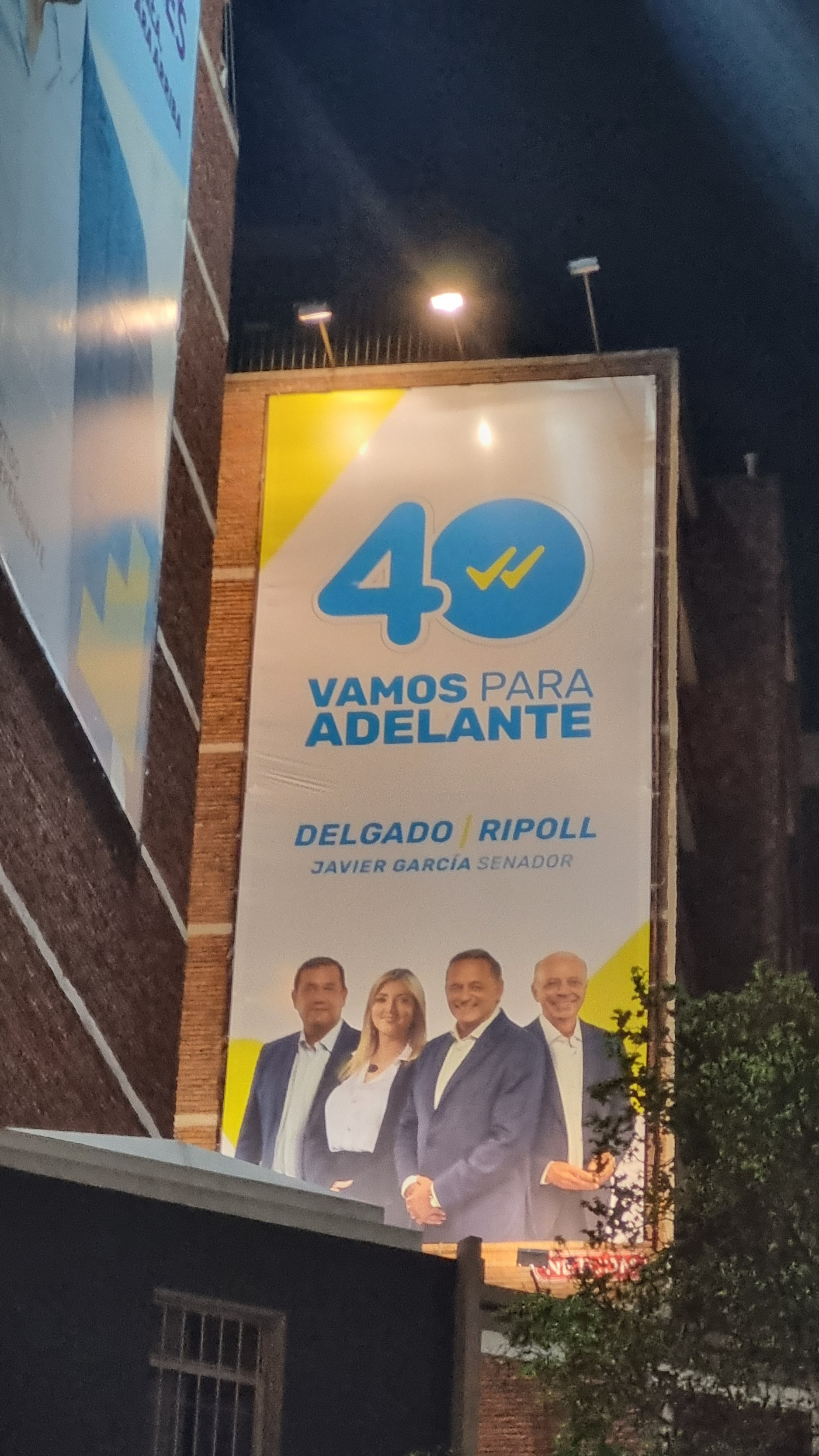
Cartelería política de la lista 40 del Partido Nacional.

En la noche del martes 15 de octubre, el colorado Andrés Ojeda denunció ante los medios, en su sede de campaña y acompañado por su compañero de fórmula Robert Silva, a Yamandú Orsi y a su equipo de campaña por realizar «una campaña sucia y de fake news» en su contra. «Están gastando miles de dólares para enchastrarme y ensuciar la campaña», lamentó el candidato colorado, quien apuntó contra Mario Riorda —politólogo y catedrático argentino—, asesor del frenteamplista. Asimismo, ese más temprano ese día el colorado publicó a través de la red social X una serie de «pruebas»: un link a una pauta publicitaria de un vídeo financiado por la empresa Quarq SAS, y una nota de prensa de Orsi donde menciona a Riorda como uno de sus asesores. «Miente descaradamente» dijo el senador Alejandro «Pacha» Sánchez, jefe de campaña de Orsi al medio El País. El candidato Yamandú Orsi aseguró que Ojeda tiene «todo el derecho del mundo a reclamar» pero dijo no tener «ni idea» de la campaña sucia denunciada. Posteriormente, Ojeda afirmó que denunciaría este caso en fiscalía. Ese mismo martes inició un paro nacional en la educación dirigido por el sindicato FeNaPes, criticado desde el oficialismo como un paro «político-ideológico».

El miércoles 16, Fernando Pereira afirmó que no votaría por el plebiscito del PIT-CNT. El presidente del Frente Amplio, anteriormente presidente del PIT-CNT, opinó que la iniciativa no logró un «consenso político y social» que le dé sostenibilidad a «largo plazo». Más adelante durante esa semana, el sábado 19, el Partido Colorado cerró su campaña política en el edficio Montevideo Music Box. El cierre fue transmitido simultáneamente por la plataforma digital YouTube, generando controversia por la presencia de bots en el chat en vivo. Ese mismo día también cerro su campaña el sector MPP, en la plaza 1 de Mayo, contando con la presencia del expresidente Mujica. Al día siguiente, el Partido Nacional, el Frente Amplio y el Partido Independiente realizaron caravanas por Montevideo. 

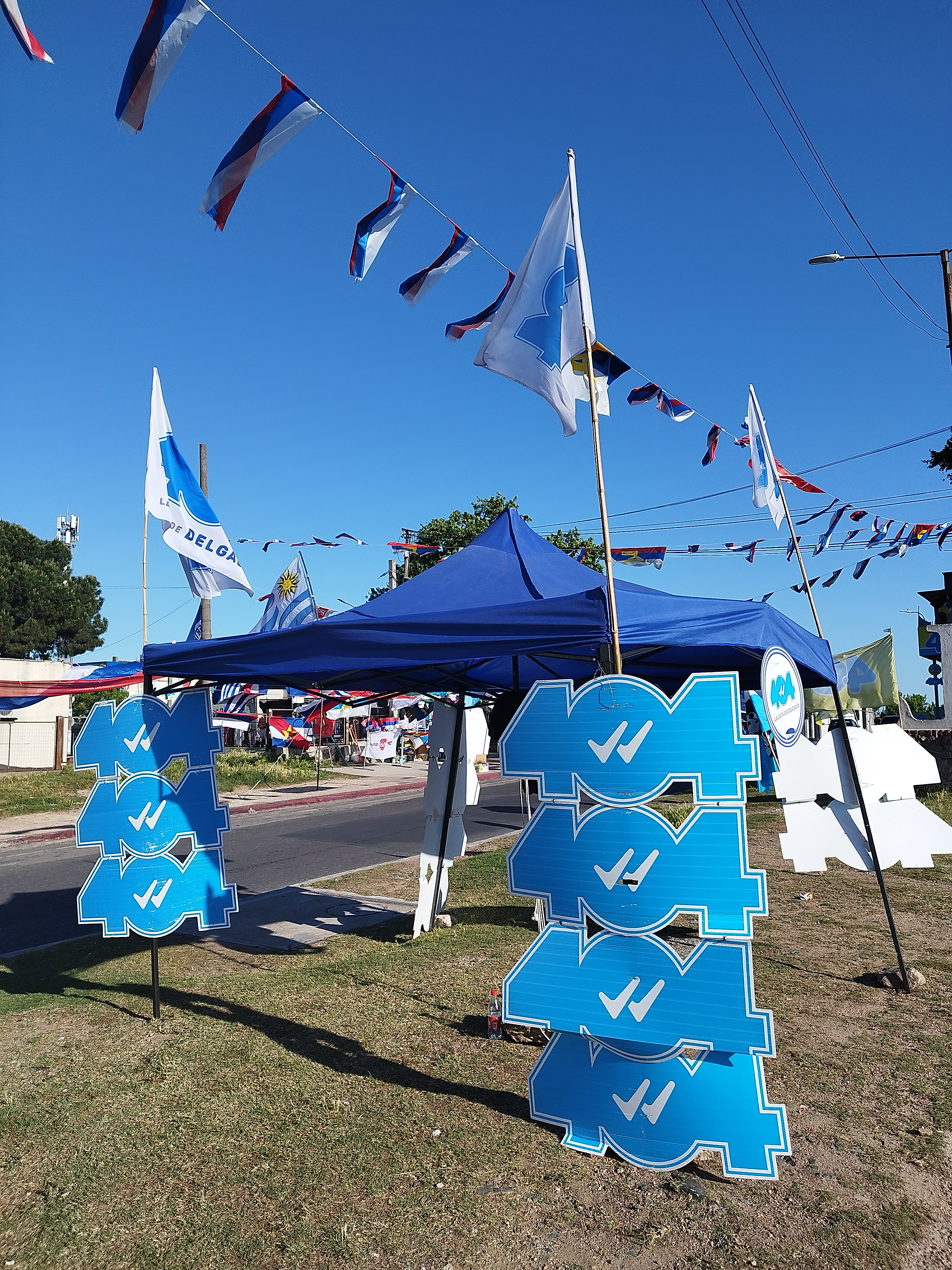
Carpa de la lista 404 del Partido Nacional en el barrio del Cerro.

El lunes 21 se hizo público un video grabado por Alejandro Astesiano, exjefe de la custodia presidencial y protagonista del caso Astesiano, donde se refiere a los dichos de Álvaro Delgado hacia él, manifestados el día anterior en el programa Santo y Seña donde Delgado fue entrevistado. El exjefe de custodia sentenció: «Alvarito, hablá de vos. A mí dejame tranquilo, dejame laburar a mí nomás. Yo ya pagué. Hablá de vos un poquito», entre otros dichos. Ese mismo día se dio el mensaje a favor del plebiscito de los allanamientos nocturnos a través de cadena nacional, tratándose de un video de tres minutos y medio en el cual participaron Carlos Camy, senador del Partido Nacional; Ignacio Curbelo, director general de Secretaría del Ministerio de Turismo y miembro de Cabildo Abierto; Iván Posada, diputado por el Partido Independiente; y Gustavo Zubía, diputado por el Partido Colorado. También en ese día, el diputado nacionalista Javier Radiccioni presentó una denuncia ante la Corte Electoral contra el colorado Andrés Ojeda y la fiscal Gabriela Fossati por el uso de simbología vinculada al Partido Nacional; alegando que la utilización de frases como «Blancos con Ojeda» y colores relacionados al PN «configura un delito electoral». A las 19 horas de ese día, en el Parque Batlle, se dio inicio al acto de cierre del Frente Amplio.
El miércoles 23 de octubre, el senador y jefe de campaña del Frente Amplio, Alejandro «Pacha» Sánchez, se refirió en una rueda de prensa a sus dichos sobre «nacionalizar» las AFAPs que en días anteriores causaron polémica. Sánchez insistió en que «probablemente el término [‘nacionalizar’] no fue el más feliz» porque desde la oposición lanzaron «un montón de cosas y disparates». La polémica surgió luego de que el senador, en una entrevista con el medio Primera mañana, fuera consultado acerca de qué haría el Frente Amplio con las AFAPs en caso de ser gobierno. Previamente, en mayo de 2024, el senador Sánchez ya se había referido a este tema en los mismos términos en un comité. Esto despertó distintos cruces y contestaciones de parte del oficialismo.
El jueves 24 de octubre los candidatos presidenciales de la coalición de gobierno y el del Frente Amplio firmaron un acuerdo interpartidario que incluía siete ejes de acción que generan «responsabilidad política» hacia la discapacidad. Ese mismo día, Andrés Ojeda lanzó su mensaje final antes de las elecciones. A partir del viernes 25 de octubre se dio comienzo a la veda electoral, que indica el cese de la propagando proselitista para 48 horas antes de los comicios, así como el cese de la venta de alcohol y los espectáculos públicos.

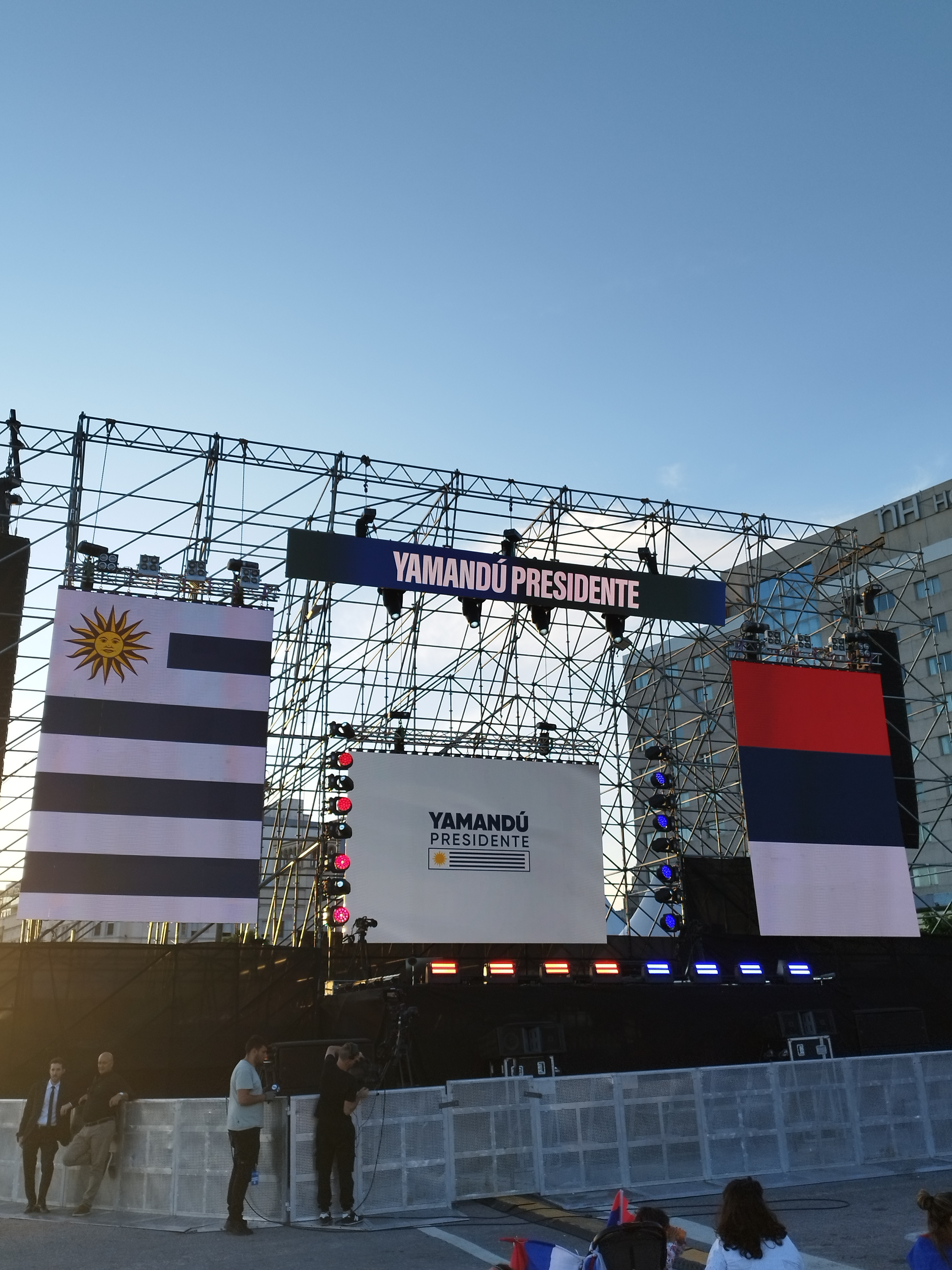
Tarima del Frente Amplio usada durante el día de las elecciones el 27 de octubre de 2024.

Llegado el domingo 27 de octubre, se abrieron los circuitos de votación a las 8 horas, cerrándose en la tarde a las 19 30 horas. A partir de las 20 30 horas los medios televisivos uruguayos dieron a conocer las proyecciones electorales que presentaron las distintas encuestadoras, dando como claro resultado la necesidad de ir a una segunda vuelta entre el candidato frenteamplista Yamandú Orsi, quien se posicionó primero, contra el candidato nacionalista Álvaro Delgado. Asimismo, fue claro que ninguno de los dos plebiscitos lograría ser aprobado.
El candidato cabildante Guido Manini Ríos, quien se posicionó en quinto lugar tras un vasto derrumbe electoral, desde su búnker en el Hotel Dazzler aceptó el resultado y cargó con la culpa del pobre desempeño. Gustavo Salle, candidato presidencial de Identidad Soberana, fuerza política que superó a Cabildo Abierto posicionándose como cuarta fuerza política, calificó el hecho como un «triunfo» durante un acto en un comité en la avenida 18 de julio. Pablo Mieres, candidato del Partido Independiente, lamentó no haber conseguido el objetivo de alcanzar una banca en el Senado. Frente al hotel Hilton, el colorado Andrés Ojeda dio su discurso tras conocer el resultado; agradeció a los militantes, valoró el crecimiento exponencial del Partido Colorado en las encuestas y calificó los resultados como un cambio en «la correlación de fuerzas dentro de la coalición. Somos el cogobierno del Uruguay que se viene». Tras esto, en un escenario montado frente al hotel NH Columbia, donde el Frente Amplio esperó los resultados, su fórmula presidencial brindó un discurso frente a los militantes y simpatizantes. Orsi destacó que el Frente Amplio fue nuevamente el partido político más votado, el crecimiento que tuvo en todos los departamentos frente a la anterior elección, y mantuvo esperanzas de ganar en segunda vuelta. Por último, el nacionalista Álvaro Delgado llegó a la Plaza Varela sobre las 23 30, acompañado de Valeria Ripoll, su esposa Leticia Lateulade, y decenas de militantes que lo esperaban en el búnker del Partido Nacional, donde Delgado recibió los primeros resultados. Allí, Delgado dio su discurso, acompañado en el escenario por los candidatos Andrés Ojeda, Guido Manini Ríos, Pablo Mieres y Eduardo Lust —este último no alcanzó una banca en el Parlamento, pero fue invitado por Delgado luego de que el excabildante apoyara públicamente al candidato blanco—.
Al día siguiente, los líderes de los partidos que integran la Coalición Republicana se reunieron en el comando del candidato del Partido Nacional para comenzar a planificar la campaña del balotaje. El martes 29, el ahora candidato por la coalición de gobierno, Álvaro Delgado, manifestó en una entrevista realizada por Canal 12 que la senadora electa por el Frente Amplio, Cristina Lustemberg, podría gestionar un programa de primera infancia en un eventual gobierno suyo, pero la dirigente frenteamplista rechazó la oferta y la tildó de «demagogia», recibiendo reacciones similares por otros dirigentes frenteamplistas. El planteo del candidato Álvaro Delgado fue apoyado por el senador electo por el Partido Colorado, Pedro Bordaberry, quien también mencionó al exfiscal de Corte —y asesor en seguridad del FA— Jorge Díaz como alguien que podría integrar programas para las políticas contra el lavado de activos en otro gobierno de la Coalición Republicana. Ese mismo día, el dirigente del Partido Independiente, Pablo Mieres, se manifestó ante la prensa como contrario a la declaración del colorado Andrés Ojeda de un «cogobierno» entre el Partido Colorado y el Partido Nacional. Opiniones en línea al parecer de Pablo Mieres vinieron de parte de la vicepresidente Beatriz Argimón y el senador electo Pedro Bordaberry. Además, el senador electo Pedro Bordaberry manifestó que el Partido Colorado solicitaría hacerse cargo del Ministerio del Interior en caso de la victoria de la coalición de gobierno.

### Noviembre

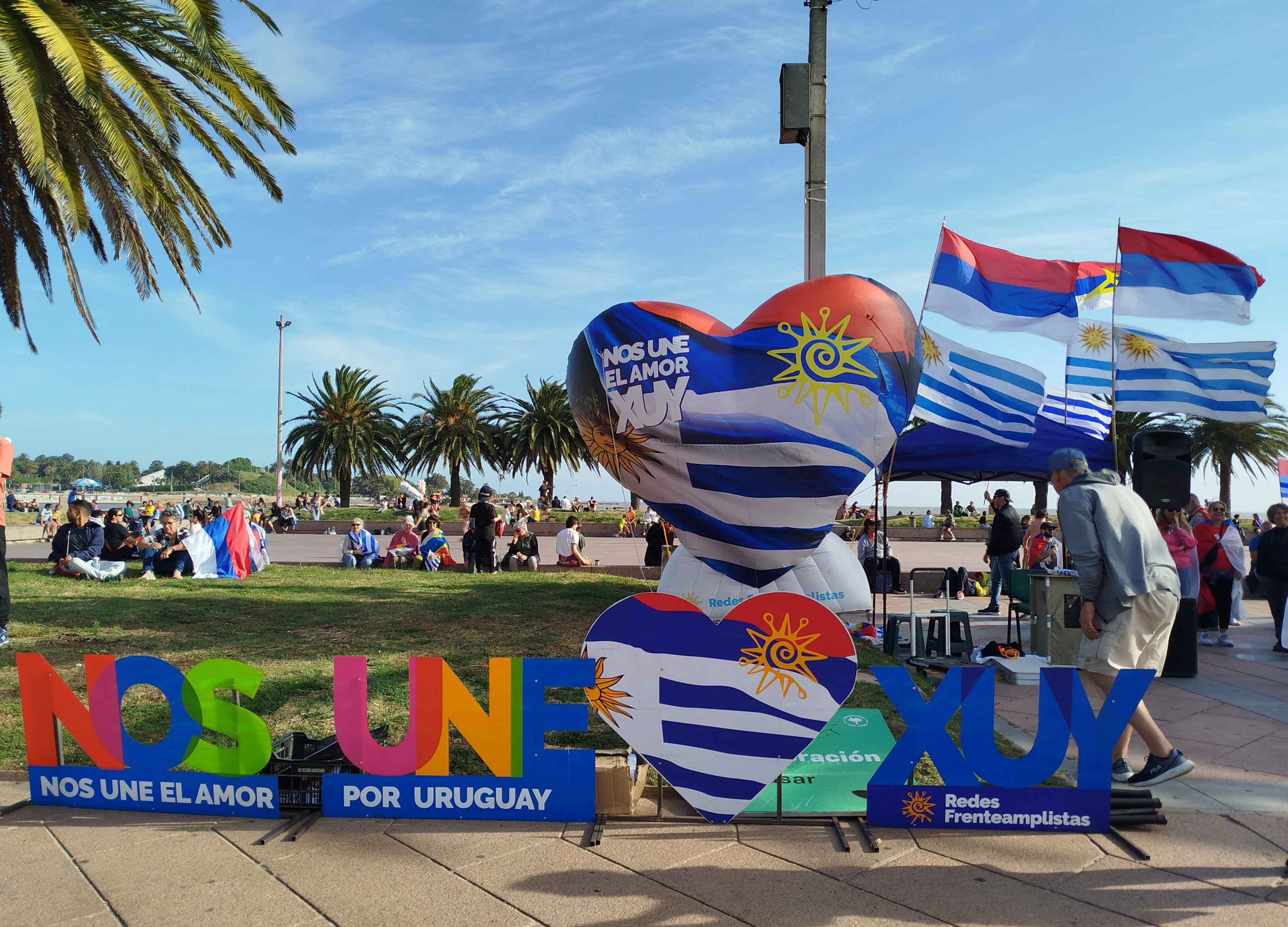
Banderazo del Frente Amplio del domingo 3 de noviembre.

En la madrugada del viernes 1 de noviembre una multitud de motociclistas copó la avenida 18 de Julio, generando desmanes, ruidos molestos y con varias personas robando combustible en la estación de servicio en esquina con Arenal Grande. En redes sociales se viralizaron imágenes del evento. La senadora nacionalista Graciela Bianchi insinuó por la red social X que el evento era «muy sospechoso: algo organizado a pocos días de la segunda vuelta.». Al día siguiente, el sábado 2 de noviembre, finalizó el escrutinio definitivo de la Corte Electoral sobre los resultados de la primera vuelta electoral. El domingo 3 de noviembre, a partir de las 17 horas, el Frente Amplio realizó un banderazo «por Uruguay» en las calles montevideanas de Rambla y Jackson, barrio Parque Rodó, donde hablaron los candidatos de la fórmula presidencial frenteamplista; este acto fue el puntapié inicial de lo que será la recorrida por el país en busca de adhesiones de cara al balotaje. Ese mismo día, en el Country Club de Atlántida, en Canelones, la Coalición Republicana se reunió para realizar su primer acto de campaña de cara al balotaje. También ese día la Coalición hizo una concentración política en la Plaza Varela, Montevideo, donde Eduardo Lust, líder del Partido Constitucional Ambientalista, opinó que para las próximas elecciones la Coalición Republicana debería presentarse como un partido único.

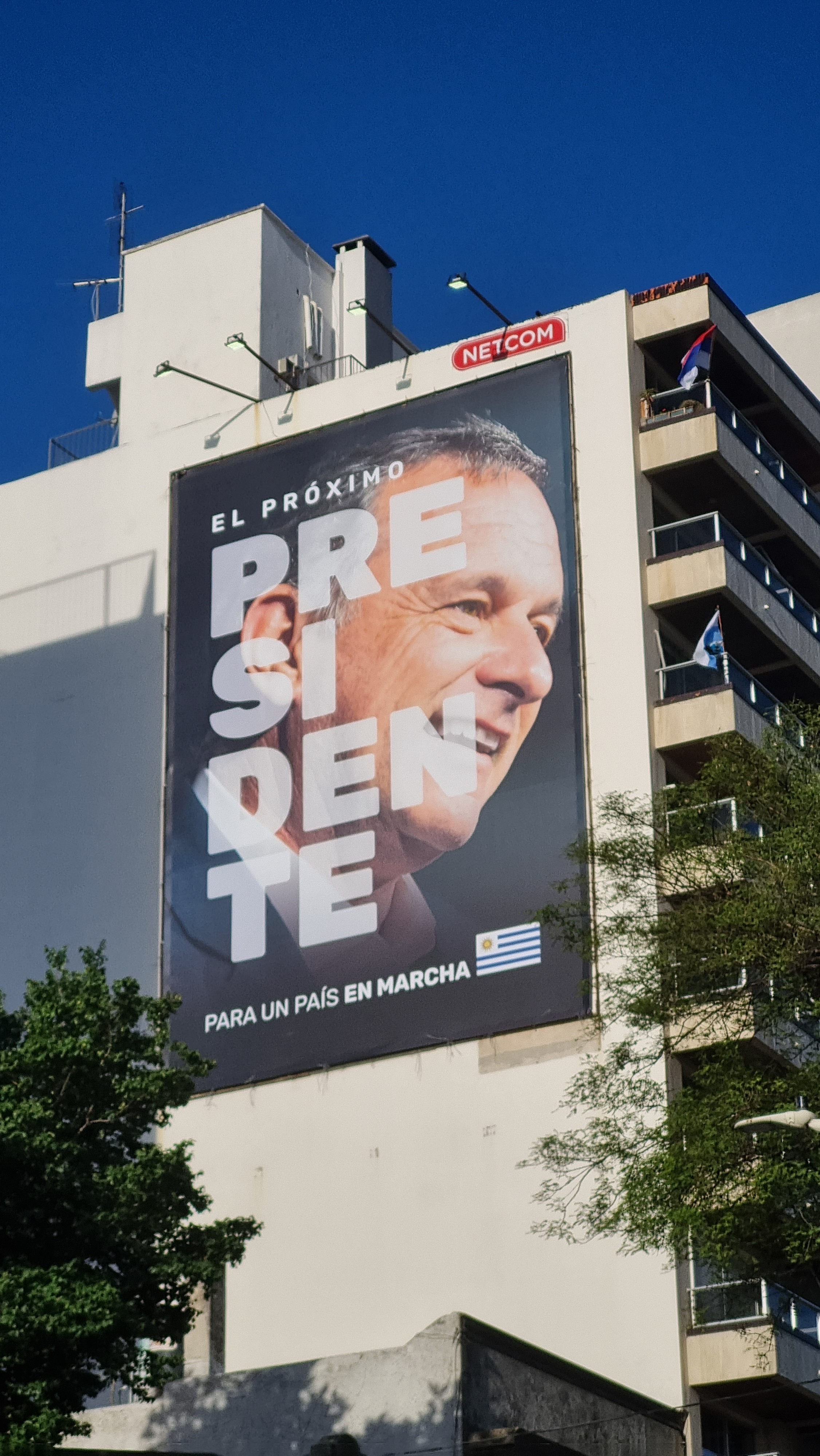
Cartelería política de Álvaro Delgado de cara al balotaje.

El lunes 4, la coalición de gobierno presentó su programa de gobierno en conjunto, denominado como «Gobernar entre todos: Compromiso País», y con 400 propuestas divididos en 22 ejes temáticos. La presentación del programa contó con la presencia en mesa del candidato Álvaro Delgado, su compañera de fórmula Valeria Ripoll, el coordinador del programa Agustín Iturralde y los excandidatos de los partidos de la coalición: Andrés Ojeda, Guido Manini Ríos, Pablo Mieres y Eduardo Lust. Ese mismo día, Alfredo Fratti, senador electo por el MPP, y principal referente del sector en temas agropecuarios, afirmó en una entrevista por Informativo Carve que en un gobierno del FA se debería intervenir en el mercado cambiario, a pesar de los desacuerdos con el ministro de Economía propuesta por Yamandú Orsi, Gabriel Oddone; y que el candidato a ministro de Economía tendría que respetar los postulados de la 609 por ser la mayoría del FA.
En el martes 5 se oficializó que la fecha para el debate presidencial, pactada entre los jefes de campaña del PN y FA, sería el domingo 17 de noviembre a las 21 00, y en Estudio 9, la misma locación donde en el año 2019 debatieron Luis Lacalle Pou y Daniel Martínez. Se acordaron cinco temas para ser discutidos. También ese mismo día, la exprecandidata colorada y excandidata al Senado, Zaida González, oficializó su apoyo al candidato frenteamplista Yamandú Orsi de cara al balotaje. La semana anterior Orsi también oficializó ante la prensa el apoyo de Victor Björgan Barrios, un asesor en seguridad del Partido Nacional. Simultáneamente a estos eventos transcurrieron en Estados Unidos sus elecciones presidenciales, que dieron como ganador al empresario Donald Trump.

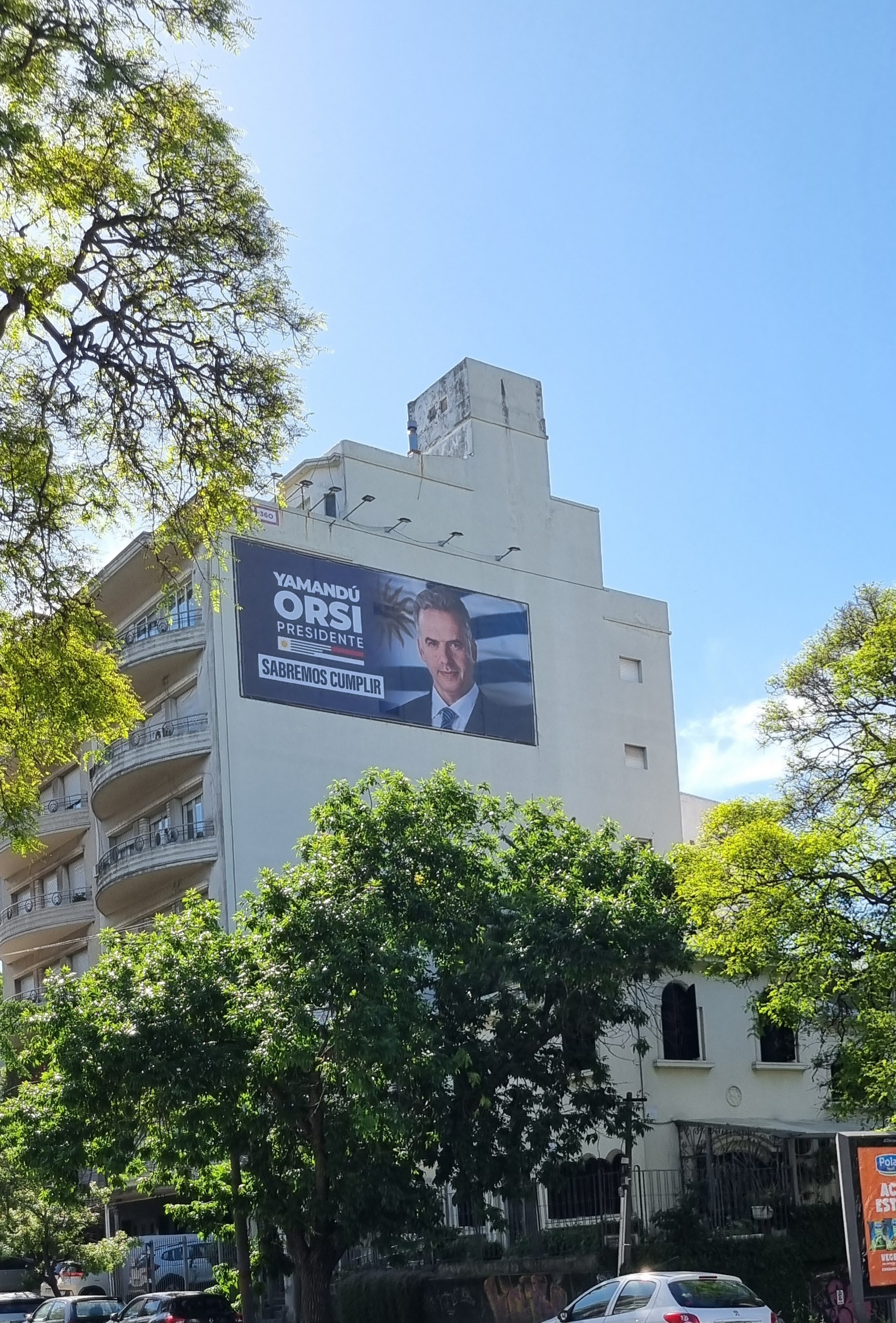
Cartelería política de Yamandú Orsi de cara al balotaje.

El miércoles 6 fueron mediáticos los dichos del intendente nacionalista de Maldonado, Enrique Antía, contra la fórmula del Frente Amplio, en una rueda de prensa consignada por FM Gente. El cruce político comenzó cuando el frenteamplista exsubsecretario de Economía, Pablo Ferreri, criticó al gobierno por la gestión de los recursos para infraestructura en el área metropolitana. Quien salió al cruce fue el intendente de Maldonado, quien apuntó contra los gobiernos del Frente Amplio y el financiamiento de las intendencias de Montevideo y Canelones, y el estado de la limpieza en estos departamentos, cuestión de constante debate. La candidata a la vicepresidencia por el FA, Carolina Cosse, respondió a estos dichos. Posteriormente también así lo hizo el candidato presidencial Yamandú Orsi.
El lunes 11, el candidato del oficialismo, Álvaro Delgado, junto al canciller Omar Paganini y el subsecretario Nicolás Albertoni, se comunicaron con el presidente electo de Venezuela, Edmundo González Urrutia, y la líder de la oposición venezolana, María Corina Machado. Delgado invitó, en caso de ganar los comicios, a González Urrutia a su toma de mando. En la noche de ese día, en la sede de la Nueva Congregación Israelita de Montevideo, ocurrió una reunión en recuerdo por los 86 años de la noche de los cristales rotos, donde no solo concurrió el presidente de la República, sino también ambos candidatos presidenciales al balotaje. Allí, el candidato del oficialismo sentenció que no se reconocería al gobierno del mandatario Nicolás Maduro si no entregaba el poder el 10 de enero, fecha de sucesión presidencial prevista en Venezuela.
El martes 12 al mediodía, en la Corte Electoral, se reunieron los comandos de campaña de Yamandú Orsi y de Álvaro Delgado para definir los últimos detalles del debate presidencial que se realizaría el siguiente domingo a la noche, en cadena de radio y televisión. Se definieron cinco bloques temáticos —Desarrollo humano; seguridad; economía; educación e innovación; y trabajo—, el tiempo de los candidatos para exponer por bloque, que el mensaje inicial sería dado por Orsi y el final por Delgado, y que los conductores serían Raúl Ponce de León y Pilar Teijeiro.

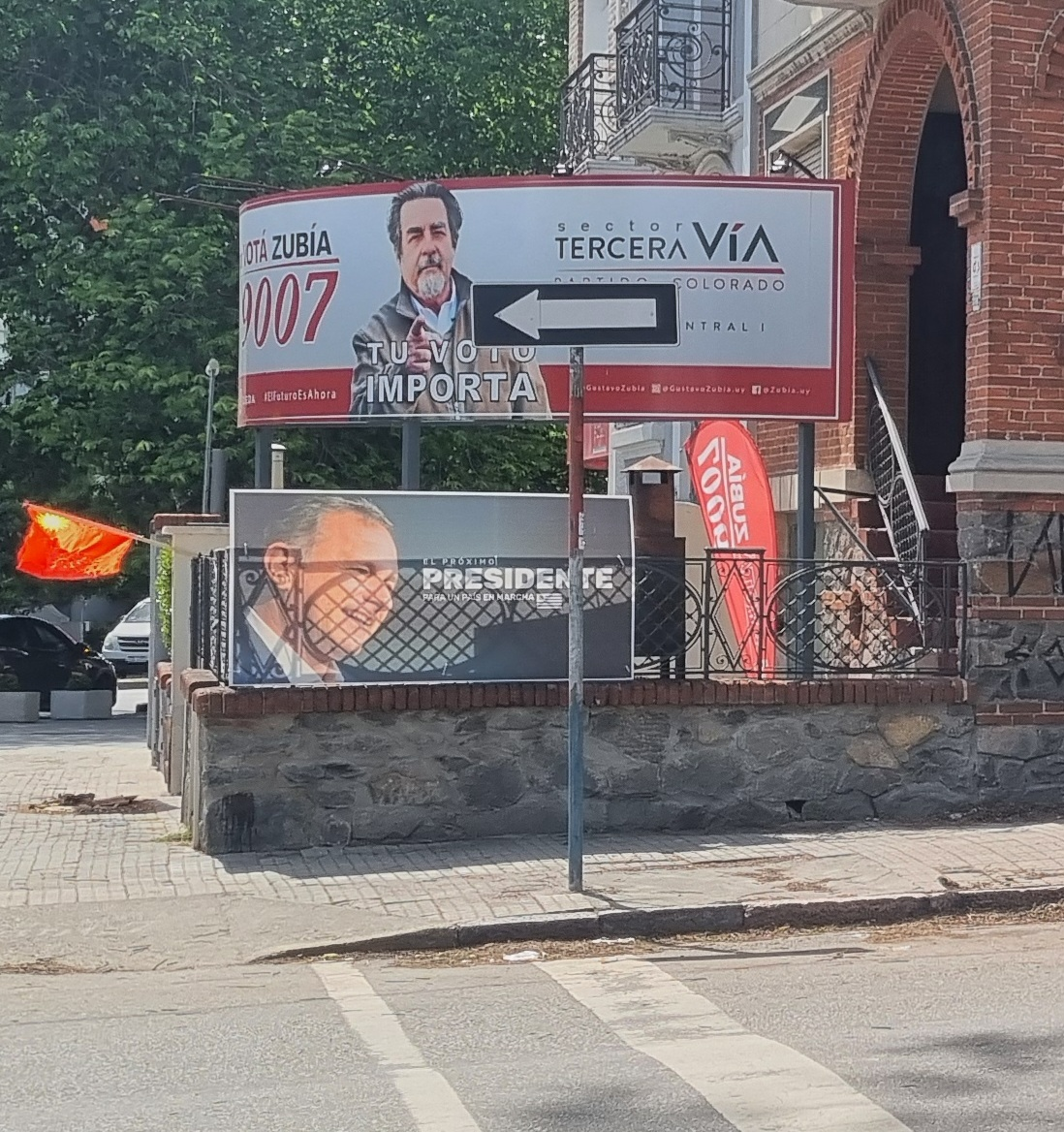
Sede central del sector colorado «Tercera Vía», liderado por el senador electo Gustavo Zubía, con referencias a su apoyo al candidato Álvaro Delgado de cara al balotaje.

El miércoles 13, el canciller Omar Paganini afirmó a través de una rueda de prensa que el Estado uruguayo no obtuvo respuesta sobre el paradero del ciudadano uruguayo y residente en Estados Unidos, Fabián Buglione, desaparecido el pasado 19 de octubre en la frontera de Venezuela con Colombia. Simultáneamente, la Cancillería lanzó un comunicado recomendando a ciudadanos uruguayos no viajar a Venezuela. Ese mismo día, Gabriel Oddone, ministro de Economía propuesto por el Frente Amplio, criticó a la administración de Luis Lacalle Pou por «perder el tiempo» en buscar un tratado de libre comercio con China. «Siempre creí que era una tontería perder el tiempo en pensar un TLC con China, perdimos demasiado tiempo pensando que eso era posible», dijo Oddone ese miércoles en un acto del FA en el barrio Pocitos. Dichos por los cuales dirigentes del gobierno salieron al cruce.
El jueves 14, el diputado de Cabildo Abierto, Martín Sodano, realizó una «denuncia moral» contra el Movimiento de Participación Popular —MPP— después de que la legisladora Cecilia Cairo afirmara que tres agrupaciones cabildantes resolvieron respaldar al Frente Amplio. El diputado convocó a la prensa porque sintió «importante aclarar» que ninguna agrupación de Cabildo Abierto se va con el Frente Amplio. Pero, además, decidió «denunciar» que tuvo «dos reuniones presenciales con Cecilia Cairo y el senador Alejandro Sánchez» en las que le «ofrecieron cargos». Sodano aclaró que rechazó la propuesta del Frente Amplio, pero que antes le consultaron  cuál cartera la «interesaba en particular». Tras las declaraciones de Sodano, el senador Sánchez negó haber ofrecido cargos, aunque sí aceptó que le preguntó si estaba «dispuesto a apoyar» al candidato del Frente Amplio. «He tenido conversaciones», indicó el legislador, y contó que «quería hablar de cómo estaba mirando Uruguay hacia adelante en función de los desafíos del país». Ese mismo jueves, el presidente Luis Lacalle Pou respaldó al Instituto Nacional de Estadística —INE— tras polémica con el Instituto Cuesta Duarte del PIT-CNT donde esta última institución afirmó, contrariando de los datos presentados por el INE, que la masa salarial no superó los niveles pre-pandemia de COVID-19.
El viernes 15, cámaras empresariales decidieron suspender un evento con los dos candidatos a la presidencia de cara al balotaje debido a que el candidato frenteamplista no pudo ratificar su disponibilidad. Al día siguiente, el sábado 16, durante un evento en San Bautista, Canelones, el expresidente de la República, José Mujica, afirmó que para las elecciones siguientes el Uruguay tendría una presidente mujer: la periodista Blanca Rodríguez, que se incorporó a la lista al Senado del MPP y fue electa como senadora. Asimismo, ese día fueron polémicos los dichos del expresidente en diálogo con El País, donde criticó la elección de fórmula del excandidato frenteamplista Daniel Martínez en 2019, y afirmó que el ingreso de Blanca Rodríguez se hizo pensando en ella como candidata a vicepresidenta, por si la en ese entonces intendente de Montevideo, Carolina Cosse, no aceptaba integrar la fórmula.
Ese mismo viernes por la noche se detuvo a dos hombres en Paysandú, y se los condenó por intentar ingresar 10 kilos de cocaína en auto desde Argentina, generando polémica porque uno de ellos era funcionario de la intendencia departamental y llegó a integrar una de las listas del intendente de dicho departamento, Nicolás Olivera. El intendente sanducero reconoció que el hombre integró su lista, pero negó que sea su chofer o persona de confianza; y explicó que había ingresado en el año 2022 a la intendencia a través de un convenio con la Dirección Nacional de Apoyo al Liberado —Dinali—. Ese viernes también fue interceptada una embarcación en el balneario San Luis, Canelones, que transportaba un cargamento de 1 070 kilos de pasta base, siendo siete personas condenadas, entre ellos un exfuncionario de la Intendencia de Canelones, que en las elecciones internas pasadas integró una lista del Frente Amplio: el lugar 13 de la lista 3 600. Además, el equipo de campaña de Álvaro Delgado alertó sobre llamadas falsas en nombre del candidato presidencial en horas de la madrugada con un discurso pregrabado con una voz similar a la del candidato nacionalista.
El domingo 17, en Estudio 9, y a las 21 horas, se dio comienzo al debate presidencial entre los dos candidatos del balotaje: Álvaro Delgado y Yamandú Orsi. En la madrugada del día siguiente, lunes 18, la fachada de la sede del Partido Colorado, ubicada en la calle Martínez Trueba de Montevideo, fue objeto de actos de vandalismo e intentos de ingreso no autorizado. El prosecretario del Partido Colorado, Gustavo Osta, explicó a Canal 4 que este incidente no es el primero de su tipo. «Tiempo atrás, arrancaron una placa de la puerta», recordó, sugiriendo que estos actos se producen en un contexto de tensión política a pocos días de las elecciones.
El martes 19, el candidato Álvaro Delgado afirmó que no descartaba nombrar ministros del Frente Amplio como una señal de un «gobierno de unidad nacional» en caso de ser electo presidente, según un adelanto de una entrevista que le brindó al semanario Búsqueda. El senador Alejandro «Pacha» Sánchez, y jefe de campaña de Yamandú Orsi, recibió con sorpresa los dichos de Delgado, pero valoró que podría incorporarse gente de otros partidos a un gobierno frenteamplista: «creo que Yamandú le tendría que ofrecer ser ministro de Industria a Álvaro Delgado», consideró. También ese día, distintos actores políticos de mayor o menor relevancia definieron sus apoyos de cara al balotaje: la exprecandidata colorada, Carolina Ache Batlle, afirmó que no votaría ni a Álvaro Delgado ni a Yamandú Orsi; mientras que la candidatura de Orsi sumó el apoyo de distintos grupos como agrupaciones menores del Partido Nacional en Tacuarembó, un tataranieto de Aparicio Saravia —Marcelo Muate Saravia, exedil en Montevideo— y de una agrupación liderada por Daniel Isi, quien fuera candidato a vicepresidente por el Partido Avanzar Republicano en primera vuelta. Asimismo, Fernando Parrado, uno de los sobrevivientes del accidente aéreo de los Andes, desmintió un video editado que fue viralizado en el que se simulaba que daba su respaldo a Yamandú Orsi.

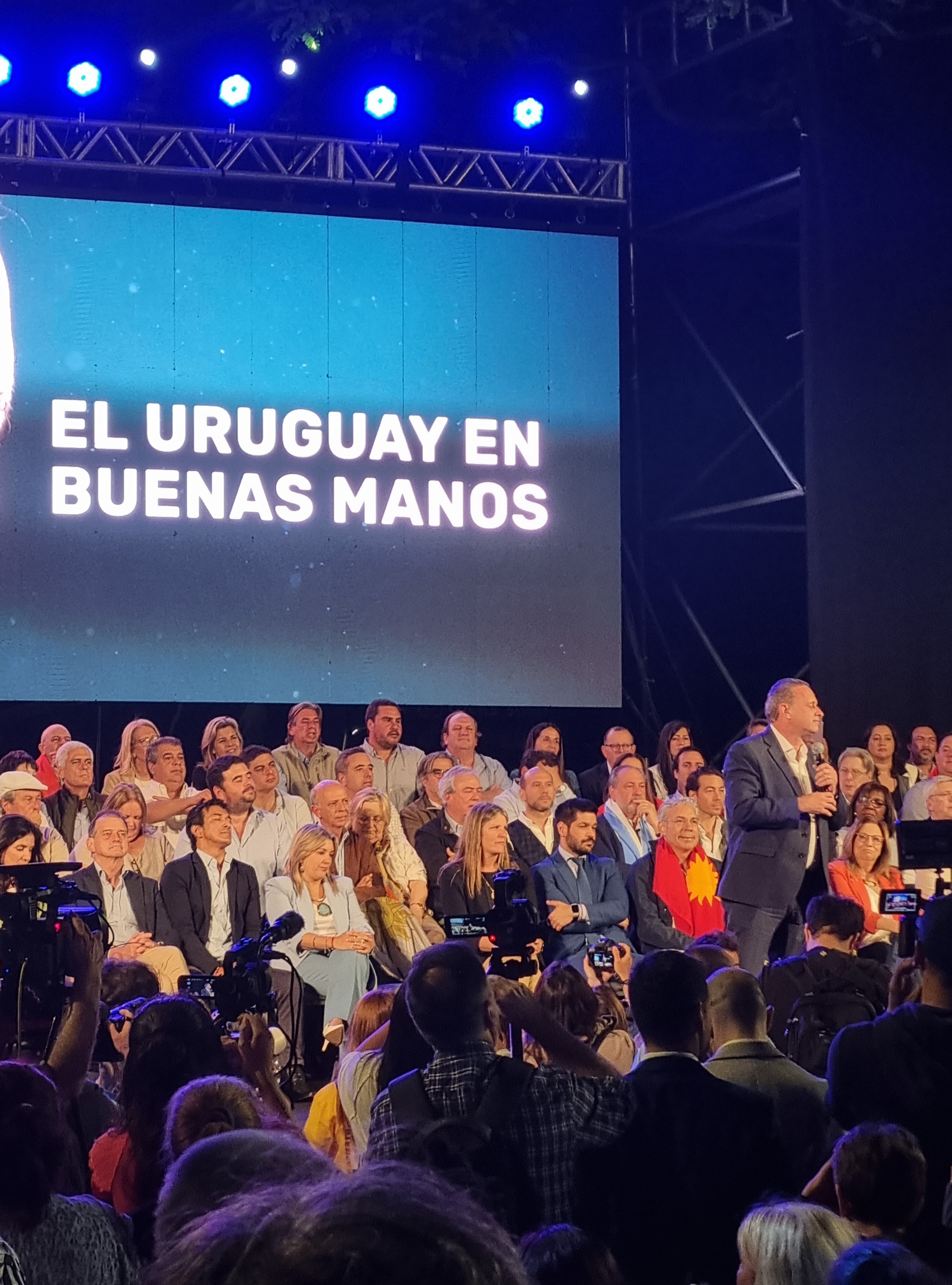
Álvaro Delgado dando su discurso durante el acto de cierre de campaña de la Coalición Republicana.

En la mañana del miércoles 20 el periodista Ignacio «Nacho» Álvarez interceptó a Yamandú Orsi a la salida de una conferencia de Desayunos Electorales que organiza el semanario Búsqueda, y el candidato lo esquivó. Este cruce causó polémica, y el candidato frenteamplista posteó en su cuenta de X (antes Twitter) que «como ustedes bien saben, siempre he sido muy respetuoso con todas y todos los trabajadores de la prensa. Hay límites de convivencia democrática que no voy a dejar pasar». Y sintetizó: «No vale todo», adjuntando distintas definiciones personales dadas por Álvarez contra Orsi. Ese mismo día, a las 19 horas, tanto el Frente Amplio como la Coalición Republicana dieron inicio a sus actos de cierre de campaña. El acto final del Frente Amplio se celebró en la localidad de Las Piedras, Canelones, donde su fórmula subió al escenario sobre las 20 10 horas. Mientras que el acto de la coalición oficialista ocurrió cercano al Obelisco a los constituyentes en Montevideo, donde primero hablaron todos los excandidatos de los partidos de la coalición; seguidos por la candidata a la vicepresidencia, Valeria Ripoll; y cerrando con el candidato, Álvaro Delgado.
Al día siguiente, pasó a las noticias una rapiña a cuchillo que sufrió el excandidato Pablo Mieres, perdiendo su celular, cuando llegaba a su casa y volviendo del acto de cierre de la coalición oficialista. El episodio generó reacciones en redes sociales, una de ellas por parte de la senadora nacionalista Graciela Bianchi, que insinuó que el robo pudo tener otras intenciones: «Algún día entenderemos que estamos frente a grupos ‘políticos’ entrenados en URSS —hasta que existió— Cuba, Venezuela, la ETA, etc. etc. […]», escribió la legisladora por la red social X.
A partir de la hora 00 00 del viernes 22 de noviembre comenzó la veda electoral del balotaje, quedando prohibido organizar eventos públicos, emitir publicidad electoral, organizar mítines o difundir encuestas. Al día siguiente, a partir de la hora 19 30 del sábado 23 de noviembre, comenzó la veda de alcohol, que permaneció hasta la hora 19 30 del domingo 24 de noviembre.

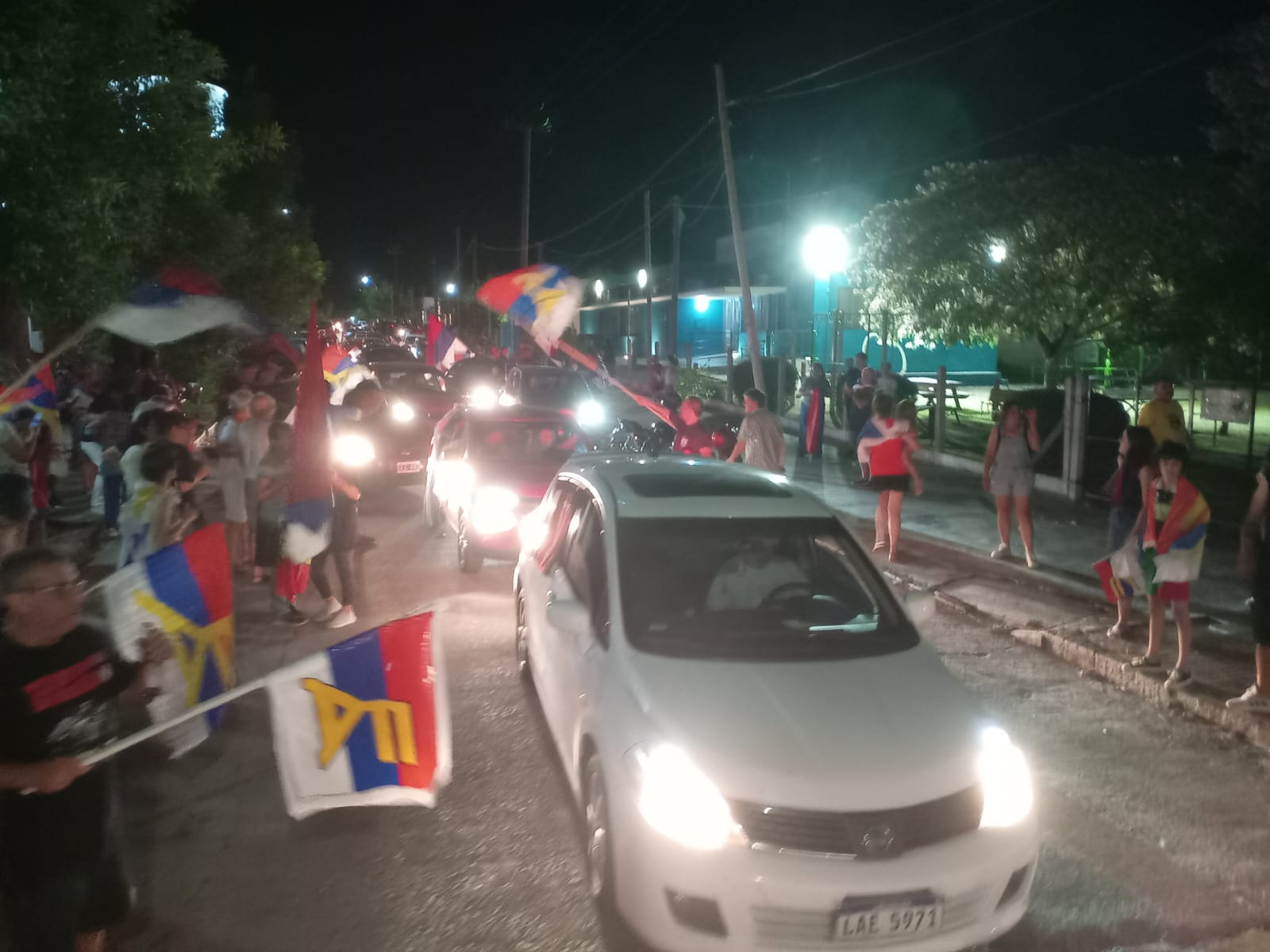
Celebraciones de simpatizantes del Frente Amplio por la victoria electoral en Nueva Helvecia, Colonia.

El día de las elecciones, el 24 de noviembre, los circuitos electorales se abrieron a las 8 de la mañana y permanecieron abiertos hasta las 19 30. Una hora después, a las 20 30, se dieron a conocer las primeras proyecciones de las encuestadoras, mostrando una tendencia que se consolidó poco después: una victoria del Frente Amplio. Tras saberse el resultado irreversible, el candidato oficialista Álvaro Delgado dio su discurso asumiendo la derrota y felicitó al presidente electo Yamandú Orsi. Poco después, en el escenario del Frente Amplio frente al hotel NH Columbia, la fórmula frenteamplista salió a dar sus discursos: la primera en hablar fue Carolina Cosse, que comenzó entonando «Tabaré, Tabaré», en recuerdo al expresidente Tabaré Vázquez; fue seguida por el presidente electo Yamandú Orsi. A través de la red social X, el presidente de la República, Luis Lacalle Pou, comunicó que llamó a Yamandú Orsi para felicitarlo y «para ponerme a las órdenes y empezar la transición apenas lo entienda pertinente», afirmó el presidente. El jueves 28 de noviembre culminó el escrutinio final, arrojando los resultados definitivos.

## Calendario electoral
| Fecha            | Suceso |
| ---------------- | --- |
| 11 de enero      | Vence plazo de inscripción de partidos políticos para su participación en las elecciones internas |
| 1 de abril       | - Cierre ficto del padrón electoral para las elecciones internas. - Vence el plazo para la entrega de las nóminas de funcionarios de los Organismos Públicos y Caja Notarial. - Vence plazo para iniciar trámites de avecinamiento. |
| 15 de abril      | - Vence plazo de exposición de la nómina de no votantes en las dos últimas elecciones nacionales. - Cierre del período inscripcional y vence el plazo para realizar trámites de traslados departamentales. - Apertura del período de calificación. |
| 30 de abril      | - Vence plazo para realizar trámites de traslados interdepartamentales. - Vence el plazo para el inicio de los Juicios de Exclusión. |
| 2 de mayo        | Vence plazo para que las Juntas Electorales propongan a la Corte Electoral los planes circuitales para las elecciones internas. |
| 13 de mayo       | Vence derecho de prioridad sobre los números utilizados en las elecciones internas pasadas |
| 16 de mayo       | Exposición y entrega a los partidos políticos del padrón de habilitados e inhabilitados. |
| 31 de mayo       | - Inicio de publicidad electoral de los partidos políticos. - Vence el plazo para el registro de hojas de votación para las elecciones internas. |
| 10 de junio      | - Último plazo para la designación de integrantes de las comisiones receptoras de votos. - Distribución de los planes circuitales. |
| 17 de junio      | Vence plazo para los reclamos al padrón. |
| 28 de junio      | Cesa propaganda desde cero hora. |
| 30 de junio      | Elecciones Internas |
| 2 de julio       | Comienzo escrutinio departamental. |
| 15 de julio      | Cierre del período de calificación. |
| 27 de agosto     | Vence el plazo para la regularización de trámites inscripcionales (expedientes y traslados). |
| 28 de agosto     | - Vence el plazo para la regularización de trámites inscripcionales (expedientes y traslados). - Vence el plazo para que los excluidos no votantes soliciten dejar sin efecto la resolución que ordena su exclusión. |
| 31 de agosto     | Vence el plazo para la realización de las convenciones para elegir candidato a la vicepresidencia. |
| 12 de septiembre | Exposición y entrega a los partidos políticos del padrón de habilitados. |
| 13 de septiembre | Vence el plazo de registro de fórmula de candidatos a Presidente y Vicepresidente de los partidos políticos |
| 27 de septiembre | - Vence el plazo de presentación del programa de gobierno por los candidatos presidenciales que debe ser publicado en el diario oficial y en la página web dentro de los diez días de recibido. - Vence el plazo para el registro de hojas de votación para las elecciones nacionales. - Inicio de publicidad electoral de los partidos políticos. - Vence el plazo para que el comité de campaña presente la rendición de donaciones y contribuciones, así como el presupuesto inicial de campaña. - Adjudicación previa de bancas (plazo máximo). - Entrega de las publicaciones de los planes circuitales a las juntas electorales departamentales (fecha máxima de aprobación de los planes circuitales). |
| 7 de octubre     | - Último plazo para la designación de integrantes de las comisiones receptoras de votos. - Publicación de los planes circuitales en la prensa de las localidades. - Comienzo del plazo para la entrega de hojas de votación a remitir a las comisiones receptoras de votos. |
| 14 de octubre    | - Vence el plazo para los reclamos al padrón. - Fin del plazo para la entrega de hojas de votación a remitir a las comisiones receptoras de votos. |
| 25 de octubre    | Cesa propaganda desde cero hora. |
| 27 de octubre    | Elecciones nacionales |
| 29 de octubre    | Comienzo del escrutinio departamental. |
| 9 de noviembre   | Inicio de publicidad electoral de las fórmulas presidenciales. |
| 14 de noviembre  | Vence el plazo para el registro de hojas de votación para la segunda vuelta. |
| 17 de noviembre  | Debate presidencial. |
| 22 de noviembre  | Cesa propaganda desde cero hora. |
| 24 de noviembre  | Segunda vuelta |
| 26 de noviembre  | Comienzo del escrutinio departamental. |

## Partidos políticos y sus candidaturas
Catorce partidos políticos superaron el mínimo de quinientos votos válidos en las elecciones internas exigidos por la Corte Electoral para participar de las elecciones generales. Pero solo once partidos políticos participaron; misma cantidad que en las elecciones pasadas, pero con múltiples nuevos. Además, como ningún partido superó la mayoría absoluta de los votos emitidos —el 50% + 1 de los votos—, los dos partidos más votados se disputaron en una segunda instancia la presidencia de la República. Todos estos partidos, como sus candidatos, son los siguientes:

### Segunda vuelta
En las elecciones del 27 de octubre de 2024 ningún partido superó la mayoría absoluta de los votos emitidos, por lo que el presidente de la República debió de ser definido entre los dos candidatos más votados en una segunda vuelta el día domingo 24 de noviembre de 2024. Estos dos partidos fueron el Frente Amplio y el Partido Nacional.

#### Frente Amplio

Bandera del Frente Amplio

El Frente Amplio es una fuerza política heterogénea compuesta por agrupaciones políticas ubicadas en la izquierda del espectro político. Fue fundado el 5 de febrero de 1971 con la intención de participar en las elecciones de ese año, siendo fundado por históricos partidos de izquierda uruguayos, agrupaciones disidentes de ambos partidos tradicionales (blanco y colorado) y por ciudadanos de carácter independiente. Su primer líder y candidato presidencial fue el general Líber Seregni. Tras la dictadura cívico-militar —1973-1985—, el Frente Amplio participó tanto en las elecciones de 1984 como en las de 1989, logrando en esta última ganar por primera vez la intendencia de Montevideo, siendo electo como intendente el médico y dirigente socialista Tabaré Vázquez.
Tabaré Vázquez sería el candidato presidencial de la coalición de izquierdas en las siguientes elecciones, logrando en las elecciones de 2004 ser electo como presidente de la República en primera vuelta —2005-2010—, asimismo fue la primera elección no ganada por un partido tradicional. El Frente Amplio se mantuvo en el poder por quince años consecutivos —2005-2020—, con la victoria en 2009 del exguerrillero tupamaro y dirigente del MPP, José «Pepe» Mujica, y la reelección de Vázquez en 2014. En las elecciones internas de 2019 fue electo como candidato el intendente de Montevideo Daniel Martínez, quien escogió como compañera de fórmula a la edila Graciela Villar. En primera vuelta el FA fue el partido más votado con el 39,1% de los votos, pero en balotaje alcanzó el 49,2% perdiendo contra el candidato nacionalista Luis Lacalle Pou.
Nuevamente como oposición, en 2021 el FA eligió como presidente del partido al dirigente sindical Fernando Pereira y experimentó las pérdidas del expresidente Tabaré Vázquez, quien falleció el 6 de diciembre de 2020, y del contador Danilo Astori, quien fue vicepresidente, senador y ministro, y falleció el 10 de noviembre de 2023. La pérdida de dirigentes históricos y la edad avanzada del expresidente José Mujica obligaron al FA a un recambio generacional. En noviembre de 2022, el intendente de Salto, Andrés Lima, fue el primero en oficializar su precandidatura a la presidencia. En el correr del año 2023 confirmaron sus precandidaturas el senador Mario Bergara, impulsado por el sector Convocatoria Seregnista-Progresistas —después rebautizado como Seregnistas—; el intendente de Canelones y dirigente del MPP, Yamandú Orsi; y la intendenta de Montevideo, Carolina Cosse. El 10 de diciembre de 2023, en un Congreso Extraordinario, el FA proclamó estas cuatro precandidaturas de manera oficial y conjunta. Sin embargo, en abril de 2024, el senador Mario Bergara bajó su precandidatura para adherirse a la campaña de Yamandú Orsi.
Llegado el domingo 30 de junio, el día de la celebración de elecciones internas, Yamandú Orsi triunfó en la interna frenteamplista, logrando conquistar más de la mitad de los votos y siendo electo inmediatamente como candidato único del Frente Amplio de cara a la elección general en octubre. Ese mismo día, en un acto en conjunto con todos los precandidatos y múltiples dirigentes, el Frente Amplio confirmó que su fórmula presidencial de cara a octubre sería Yamandú Orsi - Carolina Cosse. El sábado 3 de agosto, la Convención Nacional del FA confirmó su fórmula. En el día de las elecciones, el 27 de octubre, el Frente Amplio se posicionó nuevamente como el partido político más votado —posición que ha mantenido desde las elecciones de 1999—. El FA se posicionó primero en 12 departamentos, siendo por primera vez la fuerza más votada en Tacuarembó y Durazno. Sin embargo, no logró superar la mayoría absoluta de votos, por lo que tuvo que disputarse la presidencia de la República con el Partido Nacional en una instancia de balotaje. En el mismo día de la segunda vuelta electoral, el 24 de noviembre, se confirmó la victoria electoral del Frente Amplio.
|                                                                        |                                                                   |
|                                                                        |                                                                   |
| Yamandú Orsi                                                           | Carolina Cosse                                                    |
| para presidente                                                        | para vicepresidenta                                               |
| [[File:Yamandú Orsi perfil.png\|180px\|alt={{{Alt\|{{{descripción}}}]] | [[File:Carolina Cosse.jpg\|180px\|alt={{{Alt\|{{{descripción}}}]] |
| Intendente de Canelones (2015-2024)                                    | Intendenta de Montevideo (2020-2024)                              |
|                                                                        |                                                                   |

#### Partido Nacional

Bandera del Partido Nacional.

El Partido Nacional es, junto al Partido Colorado, uno de los partidos tradicionales del Uruguay, cumpliendo el 10 de agosto de 2024 unos 188 años de antigüedad y ocupando en la mayor parte de la historia uruguaya el rol de oposición. Después de la dictadura cívico-militar, triunfó en las elecciones de 1989, siendo electo como presidente de la República el abogado Luis Lacalle de Herrera —1990-1995—, nieto del caudillo nacionalista del siglo xx Luis Alberto de Herrera. Posteriormente, el Partido Nacional se desempeñó como oposición pero ocupando cargos de gobierno en las siguientes administraciones coloradas de Julio María Sanguinetti —1995-2000— y de Jorge Batlle —2000-2005—, y como oposición en los tres gobiernos consecutivos del Frente Amplio —2005-2020—.
En esta última etapa surge el liderazgo partidario de Luis Lacalle Pou, hijo del expresidente Lacalle de Herrera. Lacalle Pou es electo como candidato del Partido Nacional para las elecciones de 2014, pero pierde en segunda vuelta contra el frenteamplista Tabaré Vázquez. Para las elecciones de 2019 Lacalle Pou es nuevamente candidato, tras posicionarse primero en la interna nacionalista, y elige como compañera de fórmula a la escribana Beatriz Argimón. El Partido Nacional se posiciona en segundo lugar con el 28,6% de los votos, ingresando al balotaje y recibiendo el apoyo de otros cuatro partidos políticos: el Partido Colorado, Cabildo Abierto, el Partido de la Gente y el Partido Independiente. Lacalle Pou es electo con el 50,8% de los votos en balotaje y asume la presidencia el 1 de marzo de 2020, conformando su gobierno con integrantes de los partidos que lo apoyaron en la segunda instancia electoral —Coalición Multicolor—.
Por disposición constitucional, el presidente Lacalle Pou estuvo impedido de presentarse a una reelección inmediata. Debido a esto el Partido Nacional se vio en necesidad de encontrar otro postulante. La economista Laura Raffo, quien fue candidata de la coalición de gobierno a la intendencia de Montevideo en las elecciones departamentales de 2020, oficializó a mediados de 2023 su precandidatura a la presidencia tras recibir el apoyo de varios sectores. En noviembre de 2023, el secretario de presidencia Álvaro Delgado anunció su precandidatura con el apoyo de Aire Fresco, el sector del presidente Lacalle Pou. Meses después renunciaría a su cargo y en 2024 haría un lanzamiento oficial de campaña. A finales de 2023, confirmaron sus precandidaturas el senador Jorge Gandini, apoyado por el sector wilsonista Por la Patria, y los dirigentes independientes Carlos Iafigliola, líder del Movimiento Adelante-Pro Vida, y Roxana Corbran.
Llegado el domingo 30 de junio de 2024, el día de las elecciones internas, Álvaro Delgado triunfó en la interna nacionalista con amplia diferencia, convirtiéndose inmediatamente en el candidato presidencial de todo el Partido Nacional de cara a la elección general de octubre. Alrededor de la medianoche, en un acto en conjunto con todos los sectores del Partido Nacional, el candidato electo anunció a su compañera de fórmula: Valeria Ripoll, antigua panelista de televisión y ex-dirigente sindical de ADEOM —Asociación de Empleados y Obreros Municipales—. El sábado 10 de agosto la Convención Nacional del PN confirmó su fórmula con 441 votos positivos y uno solo en contra. En el día de las elecciones, el 27 de octubre, el Partido Nacional nuevamente se posicionó en segundo lugar, logrando entrar a balotaje ya que el Frente Amplio, posicionado en primer lugar, no superó la mayoría absoluta de votos. De cara al balotaje, recibió el apoyo del Partido Colorado, Cabildo Abierto, el Partido Independiente y el Partido Constitucional Ambientalista. Sin embargo, la fórmula nacionalista perdió en segunda instancia electoral frente a la fórmula frenteamplista.
|                                                                                     |                                                                   |
|                                                                                     |                                                                   |
| Álvaro Delgado                                                                      | Valeria Ripoll                                                    |
| para presidente                                                                     | para vicepresidenta                                               |
| [[File:Álvaro Delgado en 2023 (cropped).jpg\|180px\|alt={{{Alt\|{{{descripción}}}]] | [[File:Valeria Ripoll.png\|180px\|alt={{{Alt\|{{{descripción}}}]] |
| Secretario de presidencia (2020-2023)                                               | Secretaria general de ADEOM (2017-2023)                           |
|                                                                                     |                                                                   |

### Primera vuelta
Los siguientes partidos son aquellos que participaron en las elecciones generales, consiguiendo representación en el Parlamento pero no logrando entrar en instancia de balotaje:

#### Partido Colorado

Bandera del Partido Colorado.

El Partido Colorado es, junto al Partido Nacional, uno de los partidos tradicionales del Uruguay, cumpliendo el 19 de septiembre de 2024 unos 188 años de antigüedad. Es el partido que más tiempo ha gobernado en la historia uruguaya y el que más lo ha hecho de forma consecutiva: casi 94 años consecutivos desde el 20 de febrero de 1865 —con la toma de poder del caudillo Venancio Flores tras triunfar militarmente— hasta el 1 de marzo de 1959 —dejando el poder al Partido Nacional tras perder en las elecciones de 1958—. Después de la dictadura cívico-militar gobernó en tres ocasiones: dos gobiernos de Julio María Sanguinetti —1985-1990 y 1995-2000— y uno de Jorge Batlle —2000-2005—. Desde las elecciones de 2004, en la que obtuvo el peor resultado de su historia —10,6%—, se convirtió en la tercera fuerza política, por detrás del Partido Nacional y del Frente Amplio, sin lograr entrar en balotaje.
El senador Pedro Bordaberry, candidato presidencial colorado en las elecciones de 2009 y de 2014, anunció en 2017 que abandonaría la política. Así, la candidatura del Partido Colorado en las elecciones internas de 2019 fue disputada por el economista, y fundador del sector Ciudadanos, Ernesto Talvi; el quincista José Amorín Batlle y el veterano expresidente Julio María Sanguinetti. Ernesto Talvi resultó electo como candidato y eligió como compañero de fórmula al funcionario de ANEP, Robert Silva. El Partido Colorado se posicionó nuevamente en tercer lugar, con el 12,8% de los votos. De cara a la segunda vuelta, el Partido Colorado fue uno de los firmantes del documento «Compromiso por el país», apoyando al candidato nacionalista Luis Lacalle Pou, quien resultó electo presidente de la República. El presidente Lacalle asignó a Ernesto Talvi como Canciller de la República, pero en julio de 2020 Talvi decidió abandonar su puesto y la actividad política.
Ante el retiro de Ernesto Talvi y la edad avanzada del expresidente Sanguinetti, el partido socio de la coalición de gobierno experimentó un proceso de renovación de dirigentes. En 2022 el primero en confirmar una precandidatura fue Guzmán Acosta y Lara, director Nacional de Telecomunicaciones. En octubre de 2023 se lanzaron una gran suma de precandidaturas: la del diputado por Montevideo, Gustavo Zubía; la del Ministro de Turismo y exintendente de Rivera, Tabaré Viera; y la de dos funcionarios del gobierno: Gabriel Gurméndez y Robert Silva. En noviembre de ese año anunció su precandidatura el abogado Andrés Ojeda. En marzo de 2024 dos mujeres confirmaron sus precandidaturas: Carolina Ache Batlle, exvicecanciller de la República quien renunció en diciembre de 2022 a raíz de su relación con el caso Marset, y la dirigente colorada independiente Zaida González. No obstante, en abril de 2024, Gustavo Zubía bajó su precandidatura para adherir a la de Andrés Ojeda y un mes después, el 17 de mayo, Guzmán Acosta y Lara bajó su precandidatura para adherir a la de Gabriel Gurméndez.
Llegado el domingo 30 de junio, día de la celebración de elecciones internas, y con cinco precandidatos en competencia, Andrés Ojeda resultó triunfante en su interna pero sin lograr conquistar, al menos, la mitad de los votos de la interna colorada. A pesar de requerir del nombramiento de la Convención Nacional del Partido Colorado para ser el candidato único del partido, en un acto en la Casa del Partido Colorado junto a todos los precandidatos colorados, Ojeda se confirmó como el candidato y afirmó que no definiría a su acompañante en ese momento. Al día siguiente, en una conferencia con todos los precandidatos, Ojeda confirmó que Robert Silva, quien fue candidato a vicepresidente de Ernesto Talvi en 2019 y se posicionó segundo en la elección interna, sería su compañero en la fórmula presidencial. El martes 6 de agosto Pedro Bordaberry anunció que sería nuevamente candidato a senador por su propio sublema y por su lista 10. El lunes 12 de agosto se hizo público que el sector Crece de Robert Silva, el sector Tercera Vía de Gustavo Zubía y el sector del candidato Andrés Ojeda comparecerían a las elecciones dentro de un mismo sublema, pero con tres listas al Senado; mientras que el sublema Vamos Uruguay, liderado por Pedro Bordaberry, consistiría en una lista sola también integrada por los exprecandidatos Gabriel Gurméndez y Tabaré Viera. El sábado 17 de agosto la Convención Nacional del PC confirmó la fórmula presidencial. En el día de las elecciones, el Partido Colorado se posicionó nuevamente como la tercera fuerza política consiguiendo el 16.07% de los votos. Se impuso nuevamente como la primera fuerza política en el departamento de Rivera, y a nivel nacional su votación fue mayor a la de las elecciones de 2019, incrementando su representación parlamentaria en ambas cámaras. De cara al balotaje, el Partido Colorado anunció su apoyo al nacionalista Álvaro Delgado.
|                                                                 |                                                                                |
|                                                                 |                                                                                |
| Andrés Ojeda                                                    | Robert Silva                                                                   |
| para presidente                                                 | para vicepresidente                                                            |
| [[File:Andres Ojeda.png\|180px\|alt={{{Alt\|{{{descripción}}}]] | [[File:Robert Silva 2023 (cropped).png\|180px\|alt={{{Alt\|{{{descripción}}}]] |
| Abogado penalista Edil de Montevideo (2010-2015)                | Presidente de ANEP (2020-2023) Excandidato vicepresidencial (elecciones 2019)  |
|                                                                 |                                                                                |

#### Identidad Soberana
Identidad Soberana es un partido político fundado en el año 2022 y liderado por el abogado penalista Gustavo Salle, quien en las elecciones pasadas se presentó como candidato a presidente dentro del Partido Verde Animalista. En su programa de principios elaborado a principios de 2023, el partido se autodefine «defensor de la soberanía nacional, de la forma democrática y republicana de gobierno, así como de los ideales artiguistas, respetuoso de las libertades individuales, siendo su objetivo fundamental, la consecución de una digna calidad de vida y justicia social para todos los habitantes de la nación». En su retórica política el partido y su líder, Gustavo Salle, se alinean con la teoría de la conspiración del «Nuevo Orden Mundial», junto a otros elementos típicos del discurso conspiracioncita como alegar posicionarse en contra de figuras: «elitistas, globalistas y oligárquicos», y «luchar contra la agenda 2030». Asimismo, se apegan a teorías conspirativas al respecto de la pandemia de COVID-19; antes de la fundación de Identidad Soberana, Gustavo Salle encabezó marchas en contra de las medidas adoptadas durante la pandemia de dicha enfermedad, enarbolando el término «plandemia» para referirse a ella y posicionándose en el movimiento «anti-vacunas».
En esta primera elección Identidad Soberana se posicionó como la cuarta fuerza política, superando a otros partidos que habían previamente obtenido votaciones holgadas como Cabildo Abierto, y consiguiendo dos bancas en la Cámara de Representantes: una por el departamento de Montevideo y otra por el departamento de Canelones. Gustavo Salle asumirá su banca como diputado por el departamento de Canelones, dejando a su suplente en el primer lugar de la lista de Montevideo asumir esa banca por la capital: la odontóloga Nicole Salle, hija del abogado penalista. De cara al balotaje, se decidió que Identidad Soberana no apoyaría ni a Yamandú Orsi ni a Álvaro Delgado.
| |                                                                      |
| |                                                                      |
| Gustavo Salle                                                                                       | María Canoniero                                                      |
| para presidente                                                                                     | para vicepresidenta                                                  |
| [[File:2024 Uruguayan internal election - Gustavo Salle.jpg\|180px\|alt={{{Alt\|{{{descripción}}}]] | [[File:No image (female).svg\|180px\|alt={{{Alt\|{{{descripción}}}]] |
| Abogado penalista Excandidato presidencial por el Partido Verde Animalista (elecciones 2019)        | Presidenta de Identidad Soberana (desde 2022)                        |
| |                                                                      |

#### Cabildo Abierto

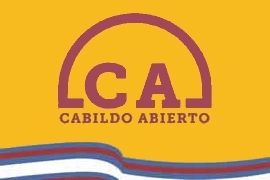
Bandera de Cabildo Abierto.

Cabildo Abierto es un partido autodefinido como «artiguista», pero calificado por los medios y académicos como populista, nacionalista y conservador, surgió a principios de 2019 con la intención de presentarse en las elecciones de ese mismo año. Los miembros fundadores impulsaron la precandidatura a la presidencia del general retirado Guido Manini Ríos, quien finalmente aceptó a principios de abril. Manini Ríos había sido el Comandante en jefe del Ejército Nacional entre 2015 y 2019, año en el que fue cesado de sus funciones por el presidente Tabaré Vázquez por realizar graves cuestionamientos al Poder Judicial. Según información revelada en 2023, Manini tomó un rol protagónico en las negociaciones que llevaron a la formación del partido Cabildo Abierto mientras que era Comandante en jefe, lo que la Constitución de la República prohíbe de forma expresa.
Cabildo Abierto se presentó por primera vez en las elecciones generales de 2019, obteniendo el 11,0% de los votos. Se posicionó cómodamente como la cuarta fuerza política, consiguiendo tres bancas en el Senado y once en la cámara de Representantes. En 2023 CA decidió promover una recolección de firmas para habilitar un plebiscito que reestructure las deudas de las personas físicas. A finales de abril de 2024 confirmó que no había alcanzado las firmas necesarias, por lo que continuaría con la campaña de recolección de voluntades hasta el 24 de mayo; alcanzando el número necesario de firmas el 14 de mayo. Sin embargo, sería a principios de octubre cuando CA presentó en el Parlamento las firmas, para realizarse simultáneamente a las elecciones departamentales de 2025.
En las elecciones internas CA presentó como único candidato presidencial a Guido Manini Ríos, obteniendo un resultado inferior al de los comicios previos. El lunes 22 de julio, Manini Ríos anunció a dirigentes de Cabildo Abierto, haciéndose público poco después, que su compañera de fórmula sería Lorena Quintana, la líder del sector Encuentro Nacional Cristiano y funcionaria de varias direcciones de distintos programas del Ministerio de Salud Pública. El domingo 28 de julio se celebró una convención nacional del partido, donde se votó el programa, la memoria de gestión y se ratificó la fórmula Guido Manini Ríos-Lorena Quintana. En el día de las elecciones, CA sufrió un duro revés electoral, posicionándose como la quinta fuerza política, perdiendo sus tres bancas en el Senado y solo consiguiendo dos bancas en la Cámara de Representantes. De cara al balotaje, CA anunció su apoyo al nacionalista Álvaro Delgado.
|                                                                      |                                                                    |
|                                                                      |                                                                    |
| Guido Manini Ríos                                                    | Lorena Quintana                                                    |
| para presidente                                                      | para vicepresidenta                                                |
| [[File:Guido Manini Rios.png\|180px\|alt={{{Alt\|{{{descripción}}}]] | [[File:Lorena Quintana.png\|180px\|alt={{{Alt\|{{{descripción}}}]] |
| Senador de la República (desde 2020)                                 | Funcionaria del Ministerio de Salud Pública                        |
|                                                                      |                                                                    |

#### Partido Independiente

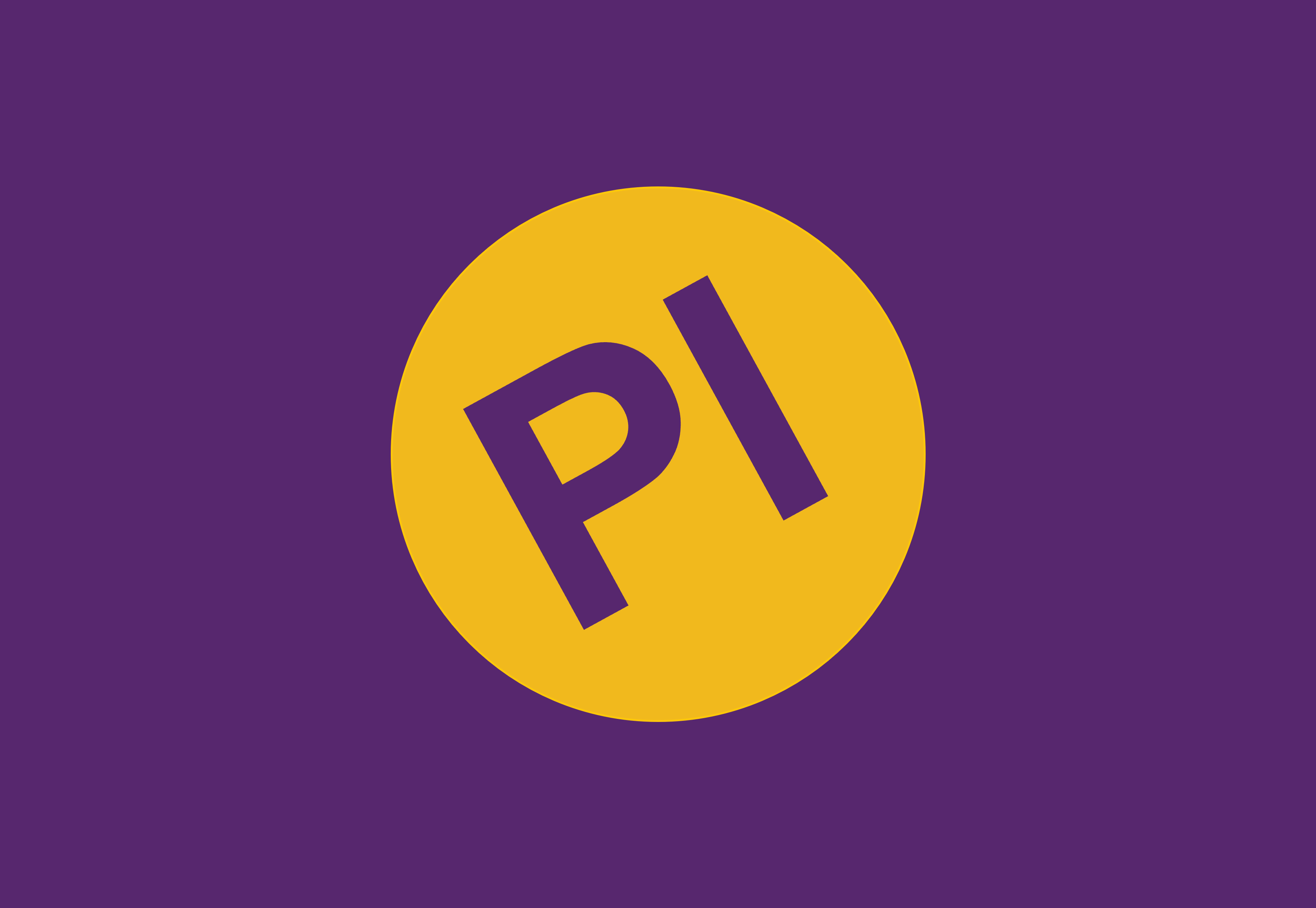
Bandera del Partido Independiente.

El Partido Independiente es un partido político fundado en el año 2002 a partir del sector parlamentario de legisladores llamado «Nuevo Espacio Independiente», conformado a principios del siglo XXI por legisladores del partido Nuevo Espacio que rechazaron la incorporación de esta fuerza política al Frente Amplio. Su primera participación electoral fue en las elecciones de 2004, posicionándose como la cuarta fuerza política. El PI participó en todas las siguientes elecciones, siempre con el dirigente Pablo Mieres como candidato presidencial. El partido consiguió su mejor resultado en las elecciones de 2014, logrando tres bancas en la Cámara de Diputados y una banca en el Senado ocupada por Pablo Mieres.
Durante el desarrollo del año electoral de 2019, el Partido Independiente buscó infructuosamente la conformación de una fuerza política como alternativa a los partidos tradicionales y al Frente Amplio, esta fue brevemente llamada «La Alternativa», a partir de alianzas con otros sectores de centro-izquierda disconformes. El Partido Independiente terminó presentándose por su cuenta a las elecciones generales, obteniendo el peor resultado electoral de su historia: un 1,0% y una sola banca en la Cámara de Representantes ocupada por Iván Posada. De cara al balotaje, el PI decidió apoyar la candidatura del nacionalista Lacalle Pou y pasó a ser uno de los miembros fundadores de la Coalición Multicolor. 
Pablo Mieres fue designado como Ministro de Trabajo y Seguridad Social y el lema del PI fue usado como lema en conjunto de la coalición para las elecciones departamentales de 2020 en Montevideo. Pablo Mieres dejó la titularidad del Ministerio el 2 de mayo de 2024 para ser precandidato del PI en 2024. El Partido Independiente obtuvo en las elecciones internas de 2024 unos 2783 votos, lo que significó un aumento frente a los 2073 sufragios obtenidos en la interna de 2019. Sin embargo, el PI se posicionó como la quinta fuerza política más votada en esta elección interna, viéndose superado no solo por los partidos tradicionales, el Frente Amplio y Cabildo Abierto, sino también por el novel partido Identidad Soberana. El lunes 8 de julio el Partido Independiente anunció su candidata a la vicepresidencia: Mónica Bottero, periodista y directora del InMujeres del MIDES. De esta manera, el PI repite la misma fórmula presidencial presentada en las elecciones pasadas de 2019. La fórmula fue ratificada por su Convención Nacional el domingo 10 de agosto. En el día de las elecciones, el Partido Independiente mejoró su previo desempeño electoral, pero mantuvo una sola banca en diputados y no logró alcanzar una banca en el Senado. De cara al balotaje, el PI apoyó al nacionalista Álvaro Delgado.
|                                                                |                                                                             |
|                                                                |                                                                             |
| Pablo Mieres                                                   | Mónica Bottero                                                              |
| para presidente                                                | para vicepresidenta                                                         |
| [[File:Pablomieres.jpg\|180px\|alt={{{Alt\|{{{descripción}}}]] | [[File:Mónica Bottero (cropped).jpg\|180px\|alt={{{Alt\|{{{descripción}}}]] |
| Ministro de Trabajo y Seguridad Social (2020-2024)             | Directora del InMujeres del MIDES (desde 2020)                              |
|                                                                |                                                                             |

#### Partidos que no lograron representación
De los once partidos políticos que participaron de esta elección, solo cinco no lograron obtener representación parlamentaria. Estos partidos son los siguientes:
| Partido político | Partido político | Partido político                         | Fórmula                            | Detalles | Participó en las elecciones de 2019 | Poseía representación parlamentaria | Ref                     |
| ---------------- | ---------------- | ---------------------------------------- | ---------------------------------- | --- | ----------------------------------- | ----------------------------------- | ----------------------- |
|                  |                  | Partido Constitucional Ambientalista     | Eduardo Lust - Luján Criado        | Partido liderado por el diputado Eduardo Lust —escindido de Cabildo Abierto— y reconocido por la Corte Electoral en diciembre de 2023. Desde el principio se consideró parte de la Coalición Republicana y anunció su apoyo a Álvaro Delgado en el balotaje. | No                                  | Sí                                  | [ 342 ]                 |
|                  |                  | Unidad Popular - Frente de Trabajadores  | Gonzalo Martínez - Andrea Revuelta | Acuerdo electoral conformado en diciembre de 2023 entre Unidad Popular, el Partido de los Trabajadores y el Frente de Trabajadores en Lucha. Oficialmente, se presentaron bajo el lema Asamblea Popular. | Sí                                  | No                                  | [ 344 ]                 |
|                  |                  | Partido Ecologista Radical Intransigente | César Vega - Sergio Billiris       | El PERI es un partido ecologista fundado en 2013 que se presentó por primera vez en las elecciones de 2014, sin conseguir representación. En las elecciones siguientes de 2019 lograría ser el quinto partido más votado accediendo a una banca en la cámara de diputados. Sin embargo, en las elecciones de 2024 perdió dos tercios de los votos anteriormente conseguidos también perdiendo su única banca. | Sí                                  | Sí                                  | [ 345 ] [ 346 ]         |
|                  |                  | Por los Cambios Necesarios               | Guillermo Franchi - Virginia Vaz   | Partido fundado por Guillermo Franchi, exlíder del Movimiento Un Solo Uruguay. | No                                  | No                                  | [ 347 ]                 |
|                  |                  | Partido Avanzar Republicano              | Martín Pérez Banchero - Daniel Isi | Partido fundado por escindidos del Partido Colorado y liderado por Martín Pérez Banchero. | No                                  | No                                  | [ 348 ] [ 349 ] [ 350 ] |

### Partidos que no participaron
Catorce partidos políticos tenían el derecho de participar de las elecciones tras superar la franja de los quinientos votos en las elecciones internas. Sin embargo, solo participaron once. Los tres partidos que por diversos motivos no participaron de los comicios son los siguientes:
| Partido político | Partido político | Partido político         | Fórmula                                 | Detalles | Participó en las elecciones de 2019 | Posee representación parlamentaria | Ref                     |
| ---------------- | ---------------- | ------------------------ | --------------------------------------- | --- | ----------------------------------- | ---------------------------------- | ----------------------- |
|                  |                  | Basta Ya                 | Jorge Bonica - nunca definida           | Partido fundado en el año 2022 y liderado por el periodista Jorge Bonica, fue habilitado por la Corte Electoral y superó el mínimo de los 500 votos en las elecciones internas para poder participar en las generales. Anunció a principios de agosto que cancelaría su Convención Nacional, planificada para el domingo 11 de ese mes, y se retiraría de las elecciones debido a obstáculos logísticos y financieros para llevar a cabo la campaña electoral. | No                                  | No                                 | [ 351 ] [ 352 ]         |
|                  |                  | Coalición Republicana    | Juan Carlos Otormín - nunca definida    | Partido político formado por parte de los partidos que integran la Coalición Multicolor con el fin de comparecer en los comicios departamentales del 2025 bajo un mismo lema en determinados departamentos. Superó la franja de los 500 votos en las elecciones internas y convocó a su Convención Nacional para el jueves 15 de agosto para declarar su abstención de las elecciones generales de 2024, aunque no logró el mínimo requerido de convencionales presentes. Para participar de los comicios de mayo de 2025 no es necesario reunir a la Convención Nacional, solo a las convenciones departamentales antes de la elección departamental. El jueves 22 de agosto su Convención Nacional pudo reunirse correctamente y confirmar que el lema se abstendría en las elecciones generales. | No                                  | No                                 | [ 354 ] [ 355 ] [ 356 ] |
|                  |                  | Partido Verde Animalista | Rita González Rodríguez - Agustín Helal | Partido de carácter animalista y ecologista que constaba en estos comicios de dos agrupaciones: Desafío y EcoVida. Era el único partido político que pretendía llevar como candidato a presidente a una mujer. Convocó dos veces a su Convención Nacional para ratificar su fórmula presidencial, pero en ninguno de los dos casos llegó al mínimo requerido, por lo que pasado el plazo, marcado para el día 31 de agosto, quedó descalificada su participación en los comicios. | Sí                                  | No                                 | [ 357 ]                 |

## Sublemas
Distintos partidos políticos —lemas— se presentaron a estas elecciones divididos internamente por diversos sublemas, cada uno incluyendo distintas nóminas a la cámara de senadores. Entre los seis partidos políticos que lograron representación parlamentaria, solo cuatro poseían más de un sublema. El Partido Independiente e Identidad Soberana presentaron un único sublema —«De Acá, Para Arriba» y «Hoja 18010» respectivamente—. Cabildo Abierto, quien sufrió una abrupta caída electoral, presentó tres sublemas —del más al menos votado: «Unión de Cabildantes», cercano al senador Guillermo Domenech; «Corriente Nacional Maninista», cercano al mismo Manini y a su esposa Irene Moreira; y «Un Solo País», una alianza electoral entre el ministro Raúl Lozano y el sector de Eduardo Radaelli—. Los sublemas, listas y respectivos votos dentro los tres partidos políticos más votados fueron los siguientes:
| Partido político —Lema— | Sublemas                                       | Nómina al Senado                                                   | Votos a la nómina | Votos al sublema |
| ----------------------- | ---------------------------------------------- | ------------------------------------------------------------------ | ----------------- | ---------------- |
| Frente Amplio           | Por un Uruguay para la gente                   | Alejandro Sánchez - Blanca Rodríguez - Charles Carrera             | 438.949           | 745.879          |
| Frente Amplio           | Por un Uruguay para la gente                   | Mario Bergara - Liliam Kechichian - José Carlos Mahía              | 90.119            | 745.879          |
| Frente Amplio           | Por un Uruguay para la gente                   | Cristina Lustemberg - Edgardo Ortuño - Alejandro Zavala            | 64.721            | 745.879          |
| Frente Amplio           | Por un Uruguay para la gente                   | Felipe Carballo - Aida Cristina Gonzáles - Fernando Cabrera        | 52.248            | 745.879          |
| Frente Amplio           | Por un Uruguay para la gente                   | Andrés Lima - Gustavo Torena - María de Fátima Vaz Ribeiro         | 35.781            | 745.879          |
| Frente Amplio           | Por un Uruguay para la gente                   | Álvaro García - Laura Tabarez Martínez - Christian di Candia       | 20.437            | 745.879          |
| Frente Amplio           | Por un Uruguay para la gente                   | Fernando Amado - Paula Batalla - Luis Gonzalo Guedes Alvez         | 14.047            | 745.879          |
| Frente Amplio           | Por un Uruguay para la gente                   | Ángel Gandolfo - Julia Lidia García- Javier Máximo Goñi Rose       | 10.393            | 745.879          |
| Frente Amplio           | Por un Uruguay para la gente                   | Dayana Pérez Fornelli - Fernando Ferreira Porro - Camila Pérez     | 4.783             | 745.879          |
| Frente Amplio           | Por un Uruguay para la gente                   | Rodrigo Amengual - Verónica Oxley - Pedro Wilfredo Porley          | 4.515             | 745.879          |
| Frente Amplio           | Por un Uruguay para la gente                   | Miguel Sejas - Adriana Marquiso Cáceres - Gerardo García           | 4.143             | 745.879          |
| Frente Amplio           | Por un Uruguay para la gente                   | Teresita Martínez Esposito - Carlos Riviezzi - María Noel Curuchet | 3.026             | 745.879          |
| Frente Amplio           | Por un Uruguay para la gente                   | Orosman Céspedes Bertocchi - Sandra Viazzo - Mauricio Rivero       | 265               | 745.879          |
| Frente Amplio           | Por un Uruguay para la gente                   | Votos al sublema que no y que sí acumulan a listas                 | 2.738             | 745.879          |
| Frente Amplio           | Unidad para la esperanza                       | Óscar Andrade - Constanza Moreira - Juan Castillo                  | 128.101           | 242.226          |
| Frente Amplio           | Unidad para la esperanza                       | Carolina Cosse - Humberto Velázquez - María Inés Obaldía           | 113.707           | 242.226          |
| Frente Amplio           | Unidad para la esperanza                       | Votos al sublema que no y que sí acumulan a listas                 | 1.365             | 242.226          |
| Frente Amplio           | Socialismo es Libertad                         | Gonzalo Civila - Mónica Xavier - José Avelino Nunes Gerona         | 58.376            | 77.386           |
| Frente Amplio           | Socialismo es Libertad                         | Gabriela Iribarren - Eduardo Pereyra - Julio César Norte           | 7.726             | 77.386           |
| Frente Amplio           | Socialismo es Libertad                         | Diego Olivera Silva - Mariela Kalandjian - Gustavo Raúl Martínez   | 4.047             | 77.386           |
| Frente Amplio           | Socialismo es Libertad                         | Miguel Daniel Martínez - Regina de los Santos - Carlos Camejo      | 3.970             | 77.386           |
| Frente Amplio           | Socialismo es Libertad                         | Nicolás Suárez Sandez - Romina Lorena Castro - Susana Heredia      | 2.277             | 77.386           |
| Frente Amplio           | Socialismo es Libertad                         | Gabriela Iribarren - Eduardo Cattani - Ingrid Mabel Urroz          | 706               | 77.386           |
| Frente Amplio           | Socialismo es Libertad                         | Gabriela Iribarren - Eduardo Pereyra - Julio César Norte           | 216               | 77.386           |
| Frente Amplio           | Socialismo es Libertad                         | Votos al sublema que no y que sí acumulan a listas                 | 133               | 77.386           |
| Frente Amplio           | Hoja 959                                       | Álvaro García - Laura Tabarez Martínez - Christian di Candia       | 79                | 79               |
| Frente Amplio           | Hoja 959                                       | Votos al sublema que no y que sí acumulan a listas                 | -                 | 79               |
| Frente Amplio           | Votos al lema que no acumulan a ningún sublema | Votos al lema que no acumulan a ningún sublema                     | 6.256             | 6.256            |
| Partido Nacional        | Uruguay para adelante                          | Luis Lacalle Pou - Sergio Botana - María Fajardo                   | 231.228           | 638.403          |
| Partido Nacional        | Uruguay para adelante                          | Luis Lacalle Pou - Álvaro Delgado - Graciela Bianchi               | 219.290           | 638.403          |
| Partido Nacional        | Uruguay para adelante                          | Luis Lacalle Pou - Beatriz Argimón - Álvaro Delgado                | 98.583            | 638.403          |
| Partido Nacional        | Uruguay para adelante                          | Luis Lacalle Pou - Juan Sartori - Valentina Arlegui                | 86.026            | 638.403          |
| Partido Nacional        | Uruguay para adelante                          | Votos al sublema que no y que sí acumulan a listas                 | 3.674             | 638.403          |
| Partido Nacional        | En Marcha                                      | Roxana Corbran - Irineu Riet Correa - Maria Cecilia Gallinal       | 11.966            | 12.649           |
| Partido Nacional        | En Marcha                                      | Paula Lannusse - Jorge Omar García - Mario Darwin Rodríguez        | 674               | 12.649           |
| Partido Nacional        | En Marcha                                      | Votos al sublema que no y que sí acumulan a listas                 | 44                | 12.649           |
| Partido Nacional        | Por la vida, la familia y la patria            | Carlos Iafigliola - Pedro Montano - María de Luján Chiesa          | 2.542             | 2.542            |
| Partido Nacional        | Por la vida, la familia y la patria            | Votos al sublema que no y que sí acumulan a listas                 | -                 | 2.542            |
| Partido Nacional        | Nuevo Wilsonismo                               | Mirtha Ignacia Parpal - Jorge Nicolas Gómez - Enrique Frois Ríos   | 106               | 106              |
| Partido Nacional        | Nuevo Wilsonismo                               | Votos al sublema que no y que sí acumulan a listas                 | -                 | 106              |
| Partido Nacional        | Vamos Libertad                                 | Laura Levy Ros - Oriente Quintero - Carmen Rosana Barrios          | 61                | 61               |
| Partido Nacional        | Vamos Libertad                                 | Votos al sublema que no y que sí acumulan a listas                 | -                 | 61               |
| Partido Nacional        | Votos al lema que no acumulan a ningún sublema | Votos al lema que no acumulan a ningún sublema                     | 1.665             | 1.665            |
| Partido Colorado        | Unir para Crecer                               | Andrés Ojeda - Gustavo Zubía - Elsa Capillera                      | 106.400           | 239.828          |
| Partido Colorado        | Unir para Crecer                               | Robert Silva - Ope Pasquet - Adriana Aristimuño                    | 80.750            | 239.828          |
| Partido Colorado        | Unir para Crecer                               | Gustavo Zubía - Marta Bardesio - Eduardo Elinger                   | 31.641            | 239.828          |
| Partido Colorado        | Unir para Crecer                               | Gustavo Osta - Diego Delgrossi - Isabel Vázquez D'Elia             | 16.784            | 239.828          |
| Partido Colorado        | Unir para Crecer                               | Zaida González - Santiago Fernández Fregni - Gabriela Maeso        | 2.761             | 239.828          |
| Partido Colorado        | Unir para Crecer                               | Votos al sublema que no y que sí acumulan a listas                 | 1.984             | 239.828          |
| Partido Colorado        | Vamos Uruguay                                  | Pedro Bordaberry - Tabaré Viera - Ana Hunter                       | 150.426           | 150.440          |
| Partido Colorado        | Vamos Uruguay                                  | Votos al sublema que no y que sí acumulan a listas                 | 14                | 150.440          |
| Partido Colorado        | Corriente Constructora Liberal                 | Daniel Villaamil - Juan Bentancour - Maria Magdalena Lorenzo       | 1.104             | 1.104            |
| Partido Colorado        | Corriente Constructora Liberal                 | Votos al sublema que no y que sí acumulan a listas                 | -                 | 1.104            |
| Partido Colorado        | Votos al lema que no acumulan a ningún sublema | Votos al lema que no acumulan a ningún sublema                     | 1.220             | 1.220            |

## Eslóganes políticos

### Segunda Vuelta
| Candidato | Candidato      | Partido                                  | Eslogan                    | Ref |
| --------- | -------------- | ---------------------------------------- | -------------------------- | --- |
|           | Yamandú Orsi   | Frente Amplio                            | Sabremos Cumplir           |     |
|           | Álvaro Delgado | Partido Nacional (Coalición Republicana) | El Uruguay en Buenas Manos |     |

### Primera Vuelta
| Candidato | Candidato             | Partido                              | Eslogan                                   | Ref |
| --------- | --------------------- | ------------------------------------ | ----------------------------------------- | --- |
|           | Yamandú Orsi          | Frente Amplio                        | El frente es amplio                       |     |
|           | Álvaro Delgado        | Partido Nacional                     | Reelegí un buen gobierno                  |     |
|           | Andrés Ojeda          | Partido Colorado                     | El nuevo presidente                       |     |
|           | Gustavo Salle         | Identidad Soberana                   | Trinchera de los valores                  |     |
|           | Guido Manini Ríos     | Cabildo Abierto                      | A lo seguro                               |     |
|           | Pablo Mieres          | Partido Independiente                | De acá, para arriba                       |     |
|           | Eduardo Lust          | Partido Constitucional Ambientalista | Tu voz al parlamento                      |     |
|           | Gonzalo Martínez      | Asamblea Popular                     | Sumate a construir la izquierda que lucha |     |
|           | Martín Pérez Banchero | Partido Avanzar Republicano          | Para avanzar hay que cambiar              |     |

## Plebiscitos
La Constitución de Uruguay establece que en el día de las elecciones nacionales pueden someterse a voto popular propuestas de reformas de la Carta Magna. Las propuestas a plebiscito pasarán ser sometidas a voto popular si se logra recolectar las firmas del 10% del padrón electoral —unos 267.000 ciudadanos en 2024—, o con el voto de 2/5 de la Asamblea General. Si un proyecto de plebiscito es aprobado, en el día de la elección los votantes pueden incluir en el sobre de votación las papeletas correspondientes a favor de su aprobación.

### Plebiscitos propuestos

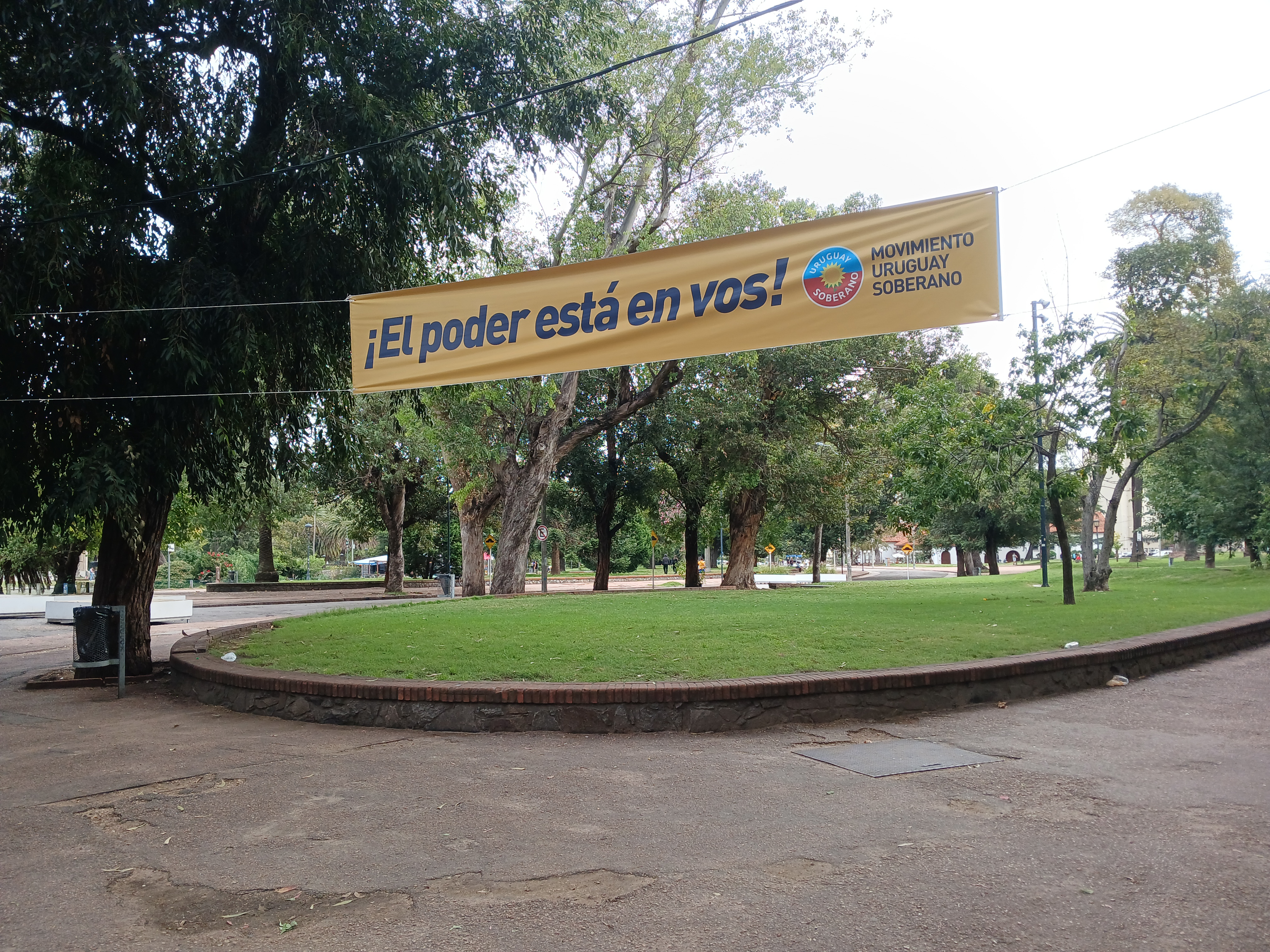
Pancarta del proyecto de plebiscito, no realizado, denominado «Movimiento Uruguay Soberano».

Durante el transcurso del período de gobierno 2020-2025 se anunció la intención de recolectar firmas para distintos proyectos, la mayoría no lograron tener éxito. Los siguientes proyectos propuestos pero no realizados para esta elección fueron los siguientes:
- Propuesta «Uruguay soberano»: Posee tres ejes: declarar nulos los contratos futuros que sometan al país a jurisdicción extranjera o que comprometan al país más allá del período de gobierno en que fueron firmados; permitir a la Asamblea General la posibilidad de declarar nulos contratos ya vigentes como el de UPM o Katoen Natie y reducir el número de firmas necesarias para promover un referéndum contra la derogación de leyes (el actual es 25%, se busca llevarlo a 10%).[360] El proyecto es impulsado por la organización social «Uruguay Soberano» y por los partidos PERI, Unidad Popular-Frente de Trabajadores e Identidad Soberana, entre otros.
- Reducción de tiempo de vacancia de los fiscales: Propuestas del excabildante, Eduardo Lust, que propone que el puesto de Fiscal sea ocupado 90 días después de generada la vacante.[361]
- Ingreso obligatorio a puestos en las intendencias obligatoriamente a través de concurso: Propuesto por el sector colorado Ciudadanos, en correspondencia al proyecto de ley del fallecido senador Adrián Peña que no había sido aprobada en el Parlamento por la negativa del Partido Nacional.[362][363] La iniciativa no prosperó al ser rechazada por el Partido Nacional y el Frente Amplio.[364][365]
- Plebiscito «por una deuda justa y contra la usura»: Siendo una iniciativa impulsada por el partido Cabildo Abierto, el líder de la colectividad, Guido Manini Ríos, confirmó el martes 14 de mayo que se reunieron las firmas necesarias para llamar a una consulta popular. Previamente, como la iniciativa no había llegado a conseguir las firmas necesarias para el día 27 de abril (la fecha límite para presentarlas ante la Corte Electoral para que se vote junto a las elecciones nacionales), Cabildo Abierto se planteó juntar firmas hasta el 24 de mayo, para que así la consulta popular se realice en el mismo el día que el balotaje. Aun así, se confirmó que las firmas serían presentadas el 24 de mayo para recolectar la mayor cantidad posible.[366][335] Sin embargo, las firmas fueron entregadas el lunes 7 de octubre, para que el plebiscito se realice simultáneamente a las elecciones departamentales de 2025.[124] La iniciativa pretende modificar el artículo 52 de la Constitución para que la tasa de interés máxima sea fijada por una nueva ley con mayorías especiales, pero hasta que no se apruebe esa prevista nueva ley, la tasa de interés máximo se fijará en 30% sobre los montos convertidos a Unidades Indexadas (UI). A su vez, señala penas contra los «contraventores» de las medidas y añade que «nadie podrá ser privado de su libertad por deudas».[367][368][369]

### Plebiscitos votados
Solo dos plebiscitos lograron para esta instancia electoral recolectar las firmas del 10% del padrón electoral y ser verificadas por la Corte Electoral, por lo que los ciudadanos debieron de decidir si incluir o no en su sobre de votación las correspondientes papeletas del «Sí». En caso de reunirse las suficientes voluntades —más de la mitad de los votos— la Constitución de la República resultaría modificada, lo que no ocurrió para ninguno de los dos plebiscitos.

#### Plebiscito por allanamientos nocturnos

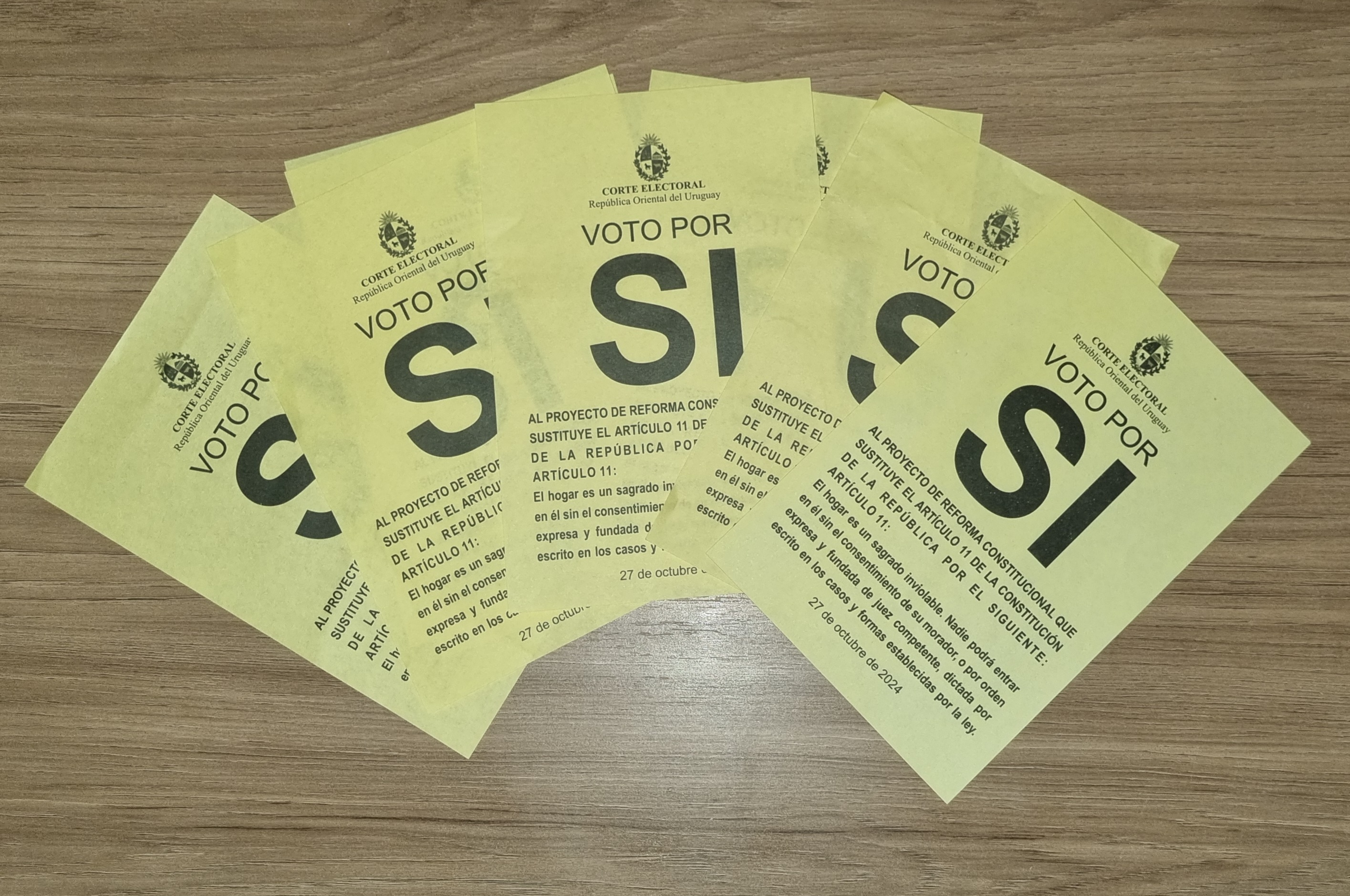
Conjunto de papeletas a favor del plebiscito de los allanamientos nocturnos.

A finales de 2023 se aprobó que ocurra un plebiscito para permitir los allanamientos nocturnos a través del mecanismo estipulado por la Asamblea General —conseguir como mínimo la aprobación de dos quintos de la Asamblea General, es decir, 52 firmas de diputados y/o senadores—. Se consiguió con el apoyo de legisladores de todos los partidos excepto el Frente Amplio. El proyecto buscó reformar el artículo 11 de la Constitución de la República para habilitar los allanamientos de noche, ya que la Constitución solamente los permite realizar de día.
El lunes 15 de julio la Corte Electoral confirmó que el color de la papeleta por el «Sí» de este plebiscito sería amarillo oro.
El lunes 21 de octubre se dio un mensaje a favor del plebiscito de los allanamientos nocturnos a través de cadena nacional, tratándose de un video de tres minutos y medio en el cual participaron Carlos Camy, senador del Partido Nacional; Ignacio Curbelo, director general de Secretaría del Ministerio de Turismo y miembro de Cabildo Abierto; Iván Posada, diputado por el Partido Independiente; y Gustavo Zubía, diputado por el Partido Colorado.
En el día de las elecciones solo obtuvo el 39.36% de los votos emitidos, por lo que no fue aprobado.

#### Plebiscito a la seguridad social

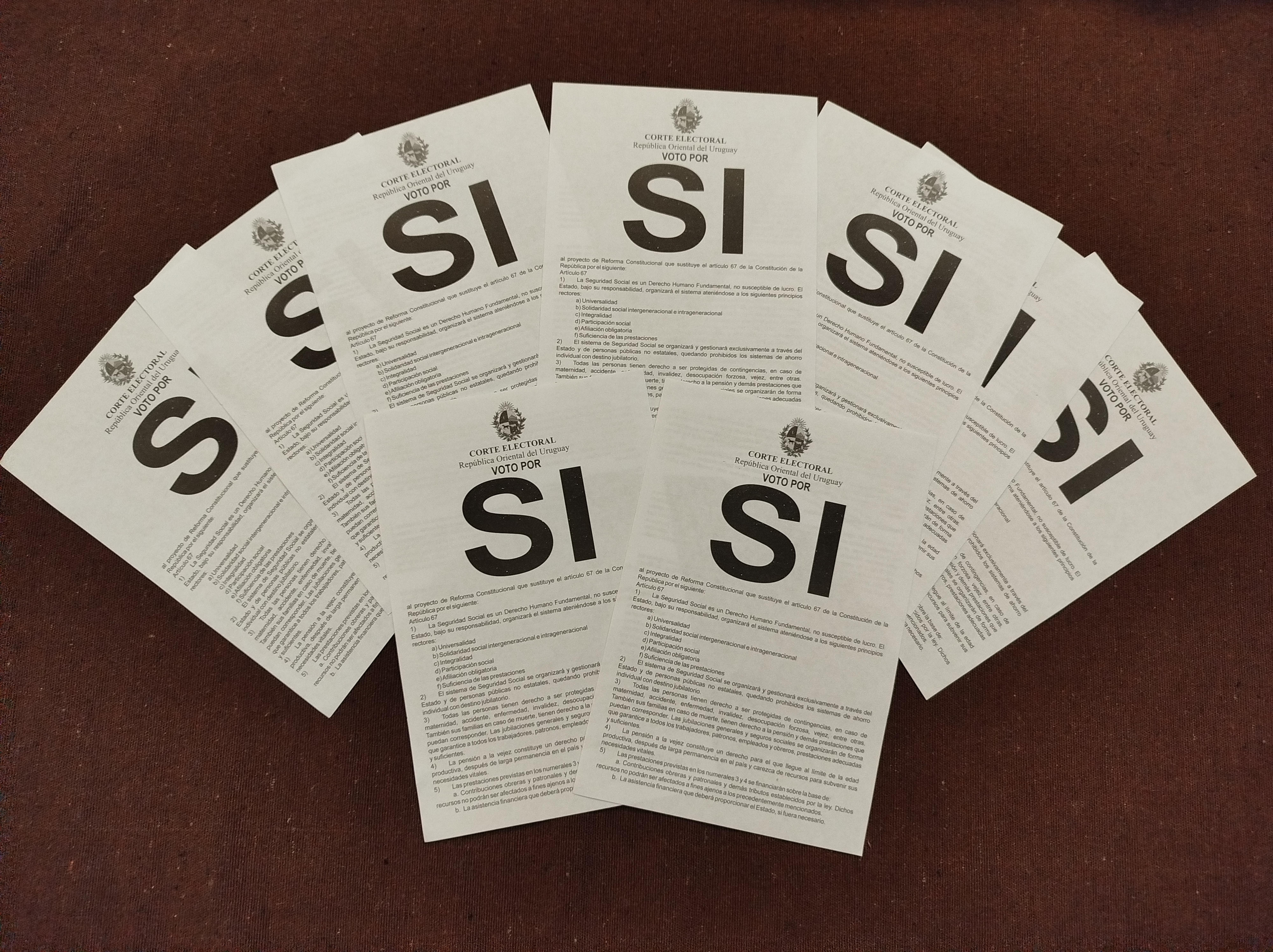
Conjunto de papeletas a favor del plebiscito de la seguridad social.

El sábado 27 de abril de 2024 se presentó a la Corte Electoral un total de 430 023 firmas para habilitar el plebiscito a la seguridad social. La iniciativa fue impulsada por la central sindical PIT-CNT y apoyada por algunos partidos integrantes del Frente Amplio como el Partido Comunista, el Partido Socialista y el PVP. Fue aprobada a comienzos de agosto de 2023 por la central sindical; a fines de septiembre de ese año la Corte Electoral aprobó la papeleta para la recolección de firmas.
La iniciativa pretendía sustituir el artículo 67 de la Constitución de la República por una nueva versión. Los tres puntos centrales de la reforma eran: eliminar las Administradoras de Fondos de Ahorro Previsional —AFAP—, fijar la edad de retiro en 60 años, y determinar que la jubilación mínima tenga un monto equivalente al salario mínimo nacional.
El día miércoles 3 de julio, la Corte Electoral verificó la cantidad de firmas necesarias —10% del padrón— para confirmar que se realizaría el plebiscito. Al día siguiente, los cuatro candidatos de la Coalición de gobierno —Delgado por el PN, Ojeda por el PC, Manini Ríos por CA y Mieres por el PI— firmaron un documento interpartidario en contra del plebiscito propuesto; el candidato del FA, Yamandú Orsi, rechazó su adhesión. El lunes 15 de julio la Corte Electoral confirmó que la papeleta del «Sí» para este plebiscito sería de color blanco.
El jueves 29 de agosto, un grupo de un grupo de 111 economistas y profesionales de carreras similares pertenecientes al Frente Amplio lanzaron un portal llamado «Frenteamplistas por el No» (entre ellos Mario Bergara, Gabriel Oddone, Álvaro García, Fernando Lorenzo, Jorge Polgar, entre otros), con un documento que estipulaba su oposición al plebiscito de reforma previsional propuesto por el PIT-CNT.
En el día de las elecciones solo obtuvo el 38.77% de los votos emitidos, por lo que no fue aprobado. 

## Resultados oficiales

### Primera vuelta
| Partido político / Coalición                             | Fórmula presidencial                                     | Votos al partido | Porcentaje de votos emitidos | Senadores | Diputados | Resultados            |
| -------------------------------------------------------- | -------------------------------------------------------- | ---------------- | ---------------------------- | --------- | --------- | --------------------- |
| Frente Amplio                                            | Yamandú Orsi - Carolina Cosse                            | 1 071 826        | 43.86 %                      | 16/30     | 48/99     | Balotaje              |
| Partido Nacional                                         | Álvaro Delgado - Valeria Ripoll                          | 655 426          | 26.82 %                      | 9/30      | 29/99     | Balotaje              |
| Partido Colorado                                         | Andrés Ojeda - Robert Silva                              | 392 592          | 16.07 %                      | 5/30      | 17/99     | No llegan al balotaje |
| Identidad Soberana                                       | Gustavo Salle - María Canoniero                          | 65 796           | 2.69 %                       | 0/30      | 2/99      | No llegan al balotaje |
| Cabildo Abierto                                          | Guido Manini Ríos - Lorena Quintana                      | 60 549           | 2.48 %                       | 0/30      | 2/99      | No llegan al balotaje |
| Partido Independiente                                    | Pablo Mieres - Mónica Bottero                            | 41 618           | 1.70 %                       | 0/30      | 1/99      | No llegan al balotaje |
| Partido Constitucional Ambientalista                     | Eduardo Lust - Luján Criado                              | 11 865           | 0.49 %                       | 0/30      | 0/99      | No llegan al balotaje |
| Unidad Popular - Frente de Trabajadores                  | Gonzalo Martínez - Andrea Revuelta                       | 10 102           | 0.41 %                       | 0/30      | 0/99      | No llegan al balotaje |
| Partido Ecologista Radical Intransigente                 | César Vega - Sergio Billiris                             | 9281             | 0.38 %                       | 0/30      | 0/99      | No llegan al balotaje |
| Partido Por los Cambios Necesarios                       | Guillermo Franchi - Virginia Vaz                         | 3183             | 0.13 %                       | 0/30      | 0/99      | No llegan al balotaje |
| Partido Avanzar Republicano                              | Martín Pérez Banchero - Daniel Isi                       | 1909             | 0.08 %                       | 0/30      | 0/99      | No llegan al balotaje |
| Plebiscitos                                              | Reforma jubilatoria                                      | 947.381          | 38.77 %                      | 38.77 %   | 38.77 %   | Rechazado             |
| Plebiscitos                                              | Allanamientos nocturnos                                  | 961.926          | 39.36 %                      | 39.36 %   | 39.36 %   | Rechazado             |
| Votos anulados                                           | Votos anulados                                           | 52 750           | 2,16%                        | 2,16%     | 2,16%     | 2,16%                 |
| Votos solamente para plebiscitos                         | Votos solamente para plebiscitos                         | 34 383           | 1,41%                        | 1,41%     | 1,41%     | 1,41%                 |
| Votos en blanco                                          | Votos en blanco                                          | 32 356           | 1,32%                        | 1,32%     | 1,32%     | 1,32%                 |
| Votos observados rechazados                              | Votos observados rechazados                              | 165              | 0,01%                        | 0,01%     | 0,01%     | 0,01%                 |
| Total de votos válidos a partidos                        | Total de votos válidos a partidos                        | 2 324 147        | 2 324 147                    | 2 324 147 | 2 324 147 | 2 324 147             |
| Total de votos emitidos                                  | Total de votos emitidos                                  | 2 443 801        | 2 443 801                    | 2 443 801 | 2 443 801 | 2 443 801             |
| Total de electores habilitados para la elección nacional | Total de electores habilitados para la elección nacional | 2 727 120        | 2 727 120                    | 2 727 120 | 2 727 120 | 2 727 120             |
| Fuente: Corte Electoral                                  |                                                          |                  |                              |           |           |                       |

### Resultados por departamentos en primera vuelta
| Departamentos ganados por el Frente Amplio (12)   |
| Departamentos ganados por el Partido Nacional (6) |
| Departamentos ganados por el Partido Colorado (1) |

| Departamento   | Orsi/Cosse | Orsi/Cosse | Delgado/Ripoll | Delgado/Ripoll | Ojeda/Silva | Ojeda/Silva | Manini Ríos/Quintana | Manini Ríos/Quintana | Salle/Canoniero | Salle/Canoniero | Mieres/Bottero | Mieres/Bottero | Sí Amarillo Allanamientos Nocturnos | Sí Amarillo Allanamientos Nocturnos | Sí Blanco Seguridad Social | Sí Blanco Seguridad Social | Blancos/Nulos | Blancos/Nulos | Participación | Participación |       |   |       |   |
| Departamento   | Votos      | %          | Votos          | %              | Votos       | %           | Votos                | %                    | Votos           | %               | Votos          | %              | Votos                               | %                                   | Votos                      | %                          | Blancos/Nulos | Blancos/Nulos | Participación | Participación | Votos | % | Votos | % |
| -------------- | ---------- | ---------- | -------------- | -------------- | ----------- | ----------- | -------------------- | -------------------- | --------------- | --------------- | -------------- | -------------- | ----------------------------------- | ----------------------------------- | -------------------------- | -------------------------- | ------------- | ------------- | ------------- | ------------- | ----- | - | ----- | - |
| Departamento   | Artigas    | 17.101     | 30,50          | 20.930         | 37,33       | 9.473       | 16,90                | 3.092                | 5,51            | 772             | 1,38           | 263            | 0,47                                | 22.591                              | 40,29                      | 19.077                     | 34,02         | 808           | 1,44          | 56.068        | 88,71 |   |       |   |
| Canelones      | 189.218    | 48,67      | 89.789         | 23,10          | 55.477      | 14,27       | 7.700                | 1,98                 | 10.385          | 2,67            | 4.723          | 1,21           | 139.569                             | 35,90                               | 161.542                    | 41,55                      | 5825          | 1,50          | 388.760       | 89,99         |       |   |       |   |
| Cerro Largo    | 21.398     | 31,81      | 29.019         | 43,13          | 8.162       | 12,13       | 2.052                | 3,05                 | 1.383           | 2,06            | 431            | 0,64           | 26.623                              | 39,57                               | 20.058                     | 29,81                      | 914           | 1,36          | 67.275        | 90,65         |       |   |       |   |
| Colonia        | 36.577     | 37,41      | 32.788         | 33,53          | 15.911      | 16,27       | 1.404                | 1,44                 | 2.024           | 2,07            | 1.274          | 1,30           | 43.068                              | 44,05                               | 33.474                     | 34,24                      | 1.267         | 1,30          | 97.776        | 90,63         |       |   |       |   |
| Durazno        | 16.078     | 34,29      | 15.468         | 32,99          | 9.401       | 20,05       | 1.050                | 2,24                 | 958             | 2,04            | 411            | 0,88           | 22.004                              | 46,93                               | 15.424                     | 32,90                      | 620           | 1,32          | 46.888        | 91,26         |       |   |       |   |
| Flores         | 5.596      | 27,01      | 8.741          | 42,18          | 4.238       | 20,45       | 307                  | 1,48                 | 346             | 1,67            | 189            | 0,91           | 10.985                              | 53,02                               | 5.035                      | 24,30                      | 319           | 1,41          | 20.720        | 91,31         |       |   |       |   |
| Florida        | 19.217     | 35,97      | 17.621         | 32,98          | 9.102       | 17,04       | 697                  | 1,30                 | 1.226           | 2,29            | 634            | 1,19           | 23.116                              | 43,27                               | 17.150                     | 32,10                      | 737           | 1,38          | 53.423        | 91,83         |       |   |       |   |
| Lavalleja      | 13.965     | 30,05      | 14.690         | 31,61          | 10.945      | 23,55       | 1.053                | 2,27                 | 1.227           | 2,64            | 461            | 0,99           | 21.318                              | 45,87                               | 13.288                     | 28,59                      | 778           | 1,67          | 46.472        | 91,55         |       |   |       |   |
| Maldonado      | 45.298     | 32,74      | 48.536         | 35,08          | 23.323      | 16,86       | 3.061                | 2,21                 | 4.627           | 3,34            | 2.154          | 1,56           | 64.639                              | 46,72                               | 46.149                     | 33,36                      | 1.999         | 1,44          | 138.348       | 90,12         |       |   |       |   |
| Montevideo     | 466.994    | 51,50      | 184.567        | 20,36          | 118.167     | 13,03       | 21.063               | 2,32                 | 27.101          | 2,99            | 26.253         | 2,90           | 320.797                             | 35,38                               | 374.661                    | 41,32                      | 8.909         | 0,98          | 906.720       | 88,41         |       |   |       |   |
| Paysandú       | 33.686     | 38,57      | 29.320         | 33,57          | 11.910      | 13,64       | 1.331                | 1,52                 | 2.155           | 2,47            | 466            | 0,53           | 33.841                              | 38,74                               | 36.136                     | 41,37                      | 1.048         | 1,08          | 87.346        | 90,39         |       |   |       |   |
| Río Negro      | 17.158     | 40,82      | 11.171         | 26,58          | 8.341       | 19,84       | 1.025                | 2,44                 | 1.084           | 2,58            | 269            | 0,64           | 16.936                              | 40,29                               | 16.980                     | 40,40                      | 633           | 1,51          | 42.032        | 90,41         |       |   |       |   |
| Rivera         | 19.986     | 25,25      | 19.632         | 24,81          | 26.734      | 33,78       | 4.426                | 5,59                 | 1.495           | 1,89            | 438            | 0,55           | 34.929                              | 44,13                               | 22.419                     | 28,33                      | 1.183         | 1,49          | 79.145        | 88,61         |       |   |       |   |
| Rocha          | 22.889     | 38,43      | 17.749         | 29,80          | 10.024      | 16,83       | 1.223                | 2,05                 | 1.890           | 3,17            | 420            | 0,71           | 23.971                              | 40,25                               | 21.773                     | 36,56                      | 1.032         | 1,73          | 59.560        | 90,05         |       |   |       |   |
| Salto          | 39.153     | 41,18      | 24.313         | 25,57          | 18.657      | 19,62       | 3.849                | 4,05                 | 1.816           | 1,91            | 797            | 0,84           | 34.956                              | 36,76                               | 39.668                     | 41,72                      | 1.334         | 1,40          | 95.088        | 90,67         |       |   |       |   |
| San José       | 33.244     | 41,73      | 23.065         | 28,95          | 12.539      | 15,74       | 1.381                | 1,73                 | 1.726           | 2,17            | 837            | 1,05           | 32.015                              | 40,18                               | 31.030                     | 38,95                      | 1.176         | 1,48          | 79.673        | 92,15         |       |   |       |   |
| Soriano        | 25.106     | 37,54      | 20.633         | 30,85          | 11.348      | 16,97       | 1.453                | 2,17                 | 1.944           | 2,91            | 439            | 0,66           | 28.610                              | 42,78                               | 24.741                     | 36,99                      | 866           | 1,29          | 66.877        | 88,49         |       |   |       |   |
| Tacuarembó     | 23.848     | 32,80      | 21.494         | 29,56          | 16.614      | 22,85       | 2.081                | 2,86                 | 1.553           | 2,14            | 574            | 0,79           | 31.840                              | 43,79                               | 23.553                     | 32,39                      | 1.172         | 1,61          | 72.709        | 91,33         |       |   |       |   |
| Treinta y Tres | 12.113     | 31,46      | 15.112         | 39,25          | 5.596       | 14,54       | 782                  | 2,03                 | 1.071           | 2,78            | 190            | 0,49           | 15.898                              | 41,30                               | 12.871                     | 33,43                      | 540           | 1,40          | 38.498        | 90,40         |       |   |       |   |

### Segunda vuelta
| Partido político                                         | Fórmula presidencial                                     | Votos al partido | Porcentaje de votos válidos | Porcentaje de votos emitidos | Resultado         |
| -------------------------------------------------------- | -------------------------------------------------------- | ---------------- | --------------------------- | ---------------------------- | ----------------- |
| Frente Amplio                                            | Yamandú Orsi - Carolina Cosse                            | 1.212.833        | 51,13%                      | 49,77 %                      | Fórmula ganadora  |
| Partido Nacional-Coalición Republicana                   | Álvaro Delgado - Valeria Ripoll                          | 1.119.537        | 47,20%                      | 45,94 %                      | Fórmula perdedora |
| Votos anulados                                           | Votos anulados                                           | 64.654           | -                           | 2,65 %                       |                   |
| Votos en blanco                                          | Votos en blanco                                          | 39.542           | 1,67 %                      | 1,62 %                       |                   |
| Votos observados rechazados                              | Votos observados rechazados                              | 214              | -                           | 0,02 %                       |                   |
| Total de votos válidos a partidos                        | Total de votos válidos a partidos                        | 2.332.370        |                             |                              |                   |
| Total de votos emitidos                                  | Total de votos emitidos                                  | 2.436.780        |                             |                              |                   |
| Total de electores habilitados para la elección nacional | Total de electores habilitados para la elección nacional | 2.727.120        |                             |                              |                   |
| Fuente: Corte Electoral (2.ª Vuelta)                     |                                                          |                  |                             |                              |                   |

### Resultados por departamentos en segunda vuelta
| Departamentos ganados por el Frente Amplio (5)     |
| Departamentos ganados por el Partido Nacional (14) |

| Departamento   | Yamandú Orsi | Yamandú Orsi | Álvaro Delgado | Álvaro Delgado |
| Departamento   |              |              |                |                |
| Departamento   | Votos        | %            | Votos          | %              |
| Artigas        | 23.041       | 43,00%       | 30.548         | 57,00%         |
| Canelones      | 209.462      | 56,44%       | 161.631        | 43,56%         |
| Cerro Largo    | 28.914       | 44,97%       | 35.377         | 55,03%         |
| Colonia        | 42.414       | 45,27%       | 51.270         | 54,73%         |
| Durazno        | 20.532       | 45,65%       | 24.445         | 54,35%         |
| Flores         | 7.570        | 38,34%       | 12.173         | 61,66%         |
| Florida        | 23.698       | 46,64%       | 27.110         | 53,36%         |
| Lavalleja      | 17.502       | 39,82%       | 26.449         | 60,18%         |
| Maldonado      | 54.105       | 41,30%       | 76.898         | 58,70%         |
| Montevideo     | 508.730      | 58,54%       | 360.355        | 41,46%         |
| Paysandú       | 42.060       | 50.83%       | 40.681         | 49,17%         |
| Río Negro      | 19.621       | 49,19%       | 20.266         | 50,81%         |
| Rivera         | 27.782       | 36,92%       | 47.475         | 63,08%         |
| Rocha          | 26.570       | 47,28%       | 29.626         | 52,72%         |
| Salto          | 45.991       | 50,44%       | 45.185         | 49,56%         |
| San José       | 38.303       | 50,47%       | 37.584         | 49,53%         |
| Soriano        | 30.949       | 48,60%       | 32.734         | 51,40%         |
| Tacuarembó     | 29.886       | 43,27%       | 39.190         | 56,73%         |
| Treinta y Tres | 15.703       | 43,33%       | 20.540         | 56,67%         |
| Total          | 1.212.833    | 52,00%       | 1.119.537      | 48,00%         |

## Reacciones internacionales

### América
- Argentina: El Ministerio de Relaciones Exteriores de Argentina lanzó un comunicado felicitando a Orsi por su victoria, así como su deseo de fortalecer las relaciones entre los dos países.[376] Mientras, la expresidente argentina, Cristina Fernández de Kirchner, felicitó y demostró alegría ante la elección de Yamandú Orsi como presidente, de Carolina Cosse como vicepresidente y la victoria de la fuerza política del Frente Amplio. Asimismo, mandó saludos tanto al expresidente Mujica y a su esposa, la exvicepresidenta Lucía Topolansky.[377]
- Belice: El Ministerio de Relaciones Exteriores de Belice publicó un comunicado felicitando a Yamandú Orsi y Carolina Cosse por ser electos presidente y vicepresidenta, respectivamente, y expresó su deseo de «fortalecer los vínculos bilaterales y profundizar la cooperación para lograr un progreso y una prosperidad compartidos».[378]

- Brasil: El presidente Luiz Inácio Lula da Silva felicitó al pueblo uruguayo por la celebración de elecciones democráticas y pacíficas, y en especial a Yamandú Orsi por su victoria. También mandó un saludo al expresidente Mujica, consideró que esta era una victoria para toda América Latina, y aseguró que Uruguay y Brasil seguirían trabajando juntos en el Mercosur y otros foros.[379]

- Bolivia: El presidente Luis Arce felicitó al nuevo presidente electo Yamandú Orsi, señalando que «su victoria cierra una gran jornada democrática que reafirma la unidad del hermano pueblo uruguayo, que apostó por la inclusión y la justicia social para garantizar su crecimiento», asimismo el presidente Arce también ratificó «la firme voluntad de seguir fortaleciendo las relaciones de cooperación y hermandad existentes entre el Estado Plurinacional de Bolivia y la República Oriental del Uruguay».[380] A su vez, el expresidente boliviano Evo Morales también se pronunció, celebrando la victoria de Yamandú Orsi y el Frente Amplio, indicando en su mensaje que «Los vientos del progresismo soplan nuevamente en la Patria Grande, revitalizando nuestro espíritu revolucionario para lograr un mundo con justicia social. Nunca más seremos el patio trasero de ningún imperio» refiriéndose a los Estados Unidos.[381]
- Canadá: La Ministra de Asuntos Exteriores, Mélanie Joly, felicitó a Yamandú Orsi por su elección como presidente, destacando los lazos de amistad y cooperación entre ambos países.[382]

- Chile: El presidente Gabriel Boric comunicó que llamó a Yamandú Orsi para felicitarlo por su triunfo y hablaron de las relaciones entre ambos Estados. Además, le deseó éxito tanto al presidente electo como a su fórmula.[383]

- Colombia: El presidente Gustavo Petro envió «Un gran abrazo a Yamandú, nuevo presidente del Uruguay» por medio de su cuenta en X.[384]
- Costa Rica: El gobierno de Costa Rica felicitó a Yamandú Orsi por su victoria electoral y reafirmó su compromiso de fortalecer las relaciones bilaterales.[385]

- Cuba: El presidente Miguel Díaz-Canel trasladó las felicitaciones del pueblo y gobierno de Cuba al presidente electo de Uruguay, Yamandú Orsi, por su victoria obtenida en las elecciones. Además, expresó su voluntad de profundizar las relaciones bilaterales y de hermandad entre ambos países, a través de su cuenta en X.[386]

- Ecuador: El gobierno de Ecuador lanzó un comunicado felicitando a Yamandú Orsi por su victoria electoral.[387] Además, el expresidente de Ecuador, Rafael Correa, felicitó a Yamandú Orsi, al Frente Amplio, a Uruguay y a Latinoamérica por la victoria; aseguró que en Ecuador sucedería lo mismo. Asimismo, publicó un video del expresidente Mujica bailando.[388][389]

- Estados Unidos: La Casa Blanca lanzó un comunicado oficial felicitando al presidente electo Yamandú Orsi y al pueblo uruguayo por la celebración de elecciones.[390]

- Guatemala: El presidente Bernardo Arévalo felicitó al pueblo uruguayo por la jornada electoral y a Yamandú Orsi por ser electo.[391]

- Honduras: La presidenta Xiomara Castro felicitó a Yamandú Orsi por su victoria como también al «hermano pueblo uruguayo».[392]

- México: La presidenta Claudia Sheinbaum felicitó a Yamandú Orsi y Carolina Cosse por su triunfo como presidente y vicepresidenta de la República Oriental del Uruguay, respectivamente, a través de su cuenta en X.[393]

- Panamá: El presidente José Raúl Mulino felicitó a Yamandú Orsi por su elección como nuevo mandatario de Uruguay tras las elecciones presidenciales.[394]

- Paraguay: El presidente Santiago Peña felicitó al pueblo uruguayo por su gran participación en las elecciones y afirmó que se comunicó con el presidente electo Yamandú Orsi para renovar el compromiso del trabajo en conjunto.[395]

- Perú: El Poder Ejecutivo peruano indicó a través de un breve mensaje difundido por su cancillería que felicitaba a Yamandú Orsi por ser electo.[396]

- República Dominicana: El presidente Luis Abinader felicitó a Yamandú Orsi por ser electo presidente y al pueblo uruguayo por «su firme vocación democrática». También expresó su voluntad de continuar fortaleciendo los lazos de amistad y cooperación entre los países.[397]

- Venezuela: El presidente Nicolás Maduro felicitó al pueblo uruguayo por la jornada y le deseó a Yamandú Orsi éxitos, a través de telegram.[398] A su vez, Edmundo González, presidente electo reconocido por Uruguay, felicitó a Yamandú Orsi por su triunfo e indicó en su mensaje que «El pueblo uruguayo es fiel a los valores democráticos y lo ha demostrado de manera reiterada».[399]

### Asia
- Arabia Saudita: El rey saudí Salman bin Abdulaziz y el príncipe heredero y primer ministro Mohamed bin Salmán enviaron mensajes de felicitaciones a Yamandú Orsi por su victoria en las elecciones presidenciales, expresando ambos sus mejores deseos de éxito para el nuevo mandatario y prosperidad para el pueblo uruguayo.[400][401]
- Catar: El emir catarí Tamim bin Hamad Al Thani felicitó a Yamandú Orsi con motivo de su elección como presidente y le deseó «éxito y un mayor desarrollo y crecimiento de las relaciones entre los dos países».[402]
- China: La portavoz de la Cancillería china, Mao Ning, destacó la importancia que Pekín otorga a sus relaciones con Montevideo, calificándolo como un socio estratégico clave en América Latina. Asimismo, expresó la disposición para trabajar junto al nuevo gobierno uruguayo en el fortalecimiento de la confianza política mutua, la ampliación de la cooperación en diversos sectores y la consolidación de la coordinación en asuntos internacionales y regionales.[403]
- Israel: La embajadora de Israel en Uruguay, Michal Hershkovitz, felicitó a Yamandú Orsi, expresando el interés de continuar fortaleciendo la cooperación entre ambos países.[404]
- Omán: El sultán omaní Haitham bin Tariq envió sus felicitaciones a Yamandú Orsi por la victoria mediante un breve comunicado del Ministerio de Relaciones Exteriores.[405]
- Palestina: La Embajada del Estado de Palestina en Uruguay felicitó al presidente electo Yamandú Orsi mediante un breve mensaje en X, reiterando los lazos de amistad y cooperación entre ambos países.[406]

### Europa
- España: El presidente del gobierno español, Pedro Sánchez, felicitó a Yamandú Orsi por su victoria y aseguró que «Juntos, impulsaremos la lucha contra el cambio climático y la justicia social».[407]
- Reino Unido: El embajador británico en Uruguay, Mal Green, felicitó al candidato Yamandú Orsi por su victoria y al pueblo uruguayo por ser un ejemplo democrático.[408]
- Rusia: El Ministerio de Relaciones Exteriores de Rusia comunicó que «respeta la elección soberana del pueblo uruguayo» y expresó su deseo de fortalecer la amistad, la confianza y la cooperación entre ambos países.[409]

### Organizaciones internacionales
- Organización de los Estados Americanos: A través del secretario general Luis Almagro, la OEA felicitó a Yamandú Orsi con quien aseguró se continuará el trabajo de fortalecimiento de los pilares de defensa y promoción de la democracia, los derechos humanos, el desarrollo integral y la seguridad multidimensional.[396]
- Unión Europea: La Unión Europea felicitó al candidato del Frente Amplio, Yamandú Orsi, por su victoria en las elecciones presidenciales de Uruguay y consideró que el país demostró una vez más la fortaleza de sus instituciones y el compromiso con la democracia y el imperio de la ley.[410]